# Busverkehr in Hamburg
Dieser Artikel enthält neben der Geschichte des Busverkehrs in Hamburg eine allgemeine Übersicht und Zusammenstellung der verschiedenen Buslinien und Busverbindungen innerhalb des Hamburger Nahverkehrs.

## Das Linienbusnetz
Das Hamburger Linienbusnetz gliedert sich heute in verschiedene Arten von Buslinien, die das Schnellbahnnetz verdichten und die städtischen Gebiete mit dem Umland verbinden:
- Metrobuslinien mit ein- oder zweistelligen Liniennummern (1–43), die mit bestimmten Qualitätskriterien der Bedienungshäufigkeit das Grundgerüst im Hamburger Stadtbusnetz bilden; verkehren auch in den Nächten auf Samstage, Sonntage und Feiertage
- ergänzende „normale“ Stadt- und Regionalbuslinien mit dreistelligen Liniennummern
- zuschlagfreie „Xpressbus“-Linien, die Direktverbindungen zu Schnellbahnstationen vorzugsweise für den Berufsverkehr herstellen (zweistellige Liniennummern mit vorangestelltem „X“)
- Nachtbuslinien (Liniennummern 601–668), die je nach Wochentag (Nächte auf Montage bis Freitage bzw. auf Samstage, Sonntage und Feiertage) mit unterschiedlichen Bedienungshäufigkeiten verkehren (montags–freitags auch als Ersatz für die dann nicht verkehrenden Schnellbahnlinien)

## Geschichte

### Pferdeomnibus
Von Hamburg aus gab es in der ersten Hälfte des 19. Jahrhunderts Kutschfahrten, die in der „wärmeren“ Jahreszeit, hauptsächlich sonntags, für die Öffentlichkeit relativ regelmäßig Fahrten in die Ausflugsgebiete der Umgebung (z. B. dortige Wirtshäuser) gegen Entgelt angeboten wurden. Dazu wurden auch Stagecoaches bzw. die offenen sogenannten Stuhlwagen eingesetzt.
 Im Frühling 1824 wurde eine sogenannte „Englische Landkutsche“ eingeführt, die vierspännig zur Beförderung von Passagieren von Hamburg zur benachbarten, damals dänisch verwalteten, Stadt Altona diente. Sie bot gut zwanzig Personen Platz durch Sitzplätze sowohl im Inneren als auch auf der vorderen Dachkante und auf einer hinter dem Kutschkasten angeordneten Plattform; sie verband die Annehmlichkeiten der Kutschen mit der Einfachheit der Stuhlwagen.
Am 31. Oktober 1839 nahm die Firma Basson & Co die erste Pferdeomnibus-Verbindung vom Hamburger Schweinemarkt über Steinstraße, Speersort, Bergstraße, Neuer Wall, Großneumarkt, Millerntor, Reeperbahn und Nobistor zur westlich von Hamburg liegenden Stadt Altona bis zum östlichen Ende der Palmaille in Betrieb. Kurze Zeit später wurden von anderen zwei weitere Pferdebuslinien nach Altona in Betrieb genommen, von denen eine jedoch bald wieder aufgegeben wurde. Die andere Linie einer Gemeinschaft der Fuhrleute führte ab dem 22. Dezember 1839 ebenfalls vom Schweinemarkt nach Altona, allerdings über die Spitalerstraße, den Pferdemarkt (heute: Gerhart-Hauptmann-Platz), Alstertor, Jungfernstieg und Gänsemarkt zum Millerntor, wo sie wie die Bassonsche Linie auf der Reeperbahn bis zum Nobistor führte und dann den Weg zur Königstraße nahm. Die höchstens 16 Personen fassenden Pferdeomnibusse fuhren auf beiden Linien nach Altona alle 15 Minuten. Nach diesem Erfolg folgten Fahrten anderer Fuhrunternehmer, z. B. nahm am 15. Dezember 1839 A. R. Italiener (ab dem 19. April 1840 E. Petersen) aus dem zu Hamburg gehörenden Eilbek eine Linie vom Hamburger Speersort über Steinstraße, Steindamm, Lübecker Straße und Wandsbeker Chaussee durch Eilbek ins damals ebenfalls dänische Wandsbek mit täglich vier Fahrten in Betrieb. 1840 folgten einzelne Fahrten mit dem Omnibus des Unternehmers Witt vom Jungfernstieg nach Hoheluft, Eimsbüttel und Eppendorf. Auch Basson nahm am 27. September 1840 eine Linie von der Hamburger Bergstraße nach Wandsbek in Betrieb, die damit in Konkurrenz zu Petersens Fahrten stand. Nach einigen Auseinandersetzungen und mit Zutun der Hamburger Polizeibehörde bildeten die beiden am 28. Mai 1842 auf dieser Route eine Betriebsgemeinschaft, die bis zum 30. Juni 1868 bestand. Ab dem 28. Mai 1842 gab es auf der Route zwischen Hamburg und Wandsbek einen Halb-Stunden-Takt. Bis 1844 folgten weitere Linien mit geringerer Frequenz:
- 0 Börse – Großer Burstah – Rödingsmarkt – Vorsetzen – Johannisbollwerk – Hafenthor – Hafenstr. – Altona, Holzhafen
- 0 Petrikirche – Steinstraße – Steindamm – Mühlendamm – Barmbeck (Schultz & Kröger, ab 1841)
- 0 Neß – Speersort – Steinstraße – Berliner Thor – Hamm – Horn, Letzter Heller (Basson & Co., ab 1942)
- 0 Börse – Speersort – Steinstraße – Hamm (Schlottau)
- 0 Rathausstraße – Niedernstraße – Rothenburgsort (Jahns)

Ab Ende der 1840er Jahre wurde einmal täglich eine Omnibusverbindung zwischen Hamburg und Blankenese von einer Gemeinschaft in den Elbvororten wohnender Bürger angeboten, deren vierspänniger weiß lackierter „Dame blanche“ genannter Wagen auch die Post beförderte. Sie bot eine Alternative zur Dampfschiffsverbindung von den 1840 geschaffenen Hamburger Landungsbrücken.
Von Hamburg aus gab es in Richtung Süden über die Elbe noch keine feste Querung, abgesehen von den während der französischen Besatzungszeit 1813 errichteten und bald wieder zerstörten hölzernen Brücken über die feuchten Niederungen nördlich und südlich der Elbinsel Wilhelmsburg. Bevor 1872 die ersten Brücken über die Norder- und Süderelbe fertiggestellt wurden – die für die Eisenbahn gebaut wurden –, musste man mit Fahrgastschiffen nach Harburg fahren. Ab 1847 befand sich dort der damalige Endbahnhof der Eisenbahn nach Süden (Lehrte). Ab 1850 gab es eine Pferdebus-Verbindung von der Hamburger Petrikirche über die Steinstraße, den Berliner Bahnhof, durch das Brooktor und über die Grasbrookinsel zur Fähre über die Norderelbe. Von hier bis zur Fähre über die Süderelbe wurde bis 1853 eine Chaussee fertiggestellt, auf der ebenfalls ein Pferdebus zum Anschluss Hamburgs an den Zugverkehr nach/von Süden verkehrte.
Daneben folgten weitere Pferdebuslinien im Hamburger Raum. Ab 1861 kamen Planungen zur Einrichtung von Pferdebahnen in Hamburg auf, damit das Ziehen der Wagen auf den Schienen für die Pferde einfacher und die Fahrt für die Fahrgäste ruhiger und angenehmer werde. Dadurch konnten die Wagen auch größer sein, und damit mehr Fahrgäste pro Fahrt befördert werden. Hier bewarben sich verschiedene Unternehmer um eine Konzession, so der Däne A.F. Möller, der Brite Charles Burn und auch der Omnibus-Betreiber Basson & Co. Auf der Strecke Hamburg–Wandsbek wurde im Jahr 1866 das erste Gleis für die Pferdebahn vom Rathausmarkt über Hermannstraße, Ferdinandstraße, Glockengießerwall und Steindamm zum Lübecker Thor und weiter nach Wandsbek gelegt, am 11. August fand die erste Probefahrt mit geladenen Gästen statt, die offizielle Eröffnung war am 16. August 1866. Es gab einen 12-Minuten-Takt. In kurzer Folge wurden weitere Strecken in die Vororte mit Pferdebahngleisen versehen. Bereits zum 1. Mai 1866 wurde die Basson & Co aufgrund des Konkurrenzdrucks eine Aktiengesellschaft, die B.O.A.G. Nach Fahrgastrückgängen beim Pferdebus und Ausgleichszahlungen des Pferdebahnbetriebs PEG wurde der Pferdebusbetrieb auf der Wandsbeker Strecke nach fast zehn Jahren Parallelbetrieb am 30. April 1876 eingestellt. Noch war die Pferdebahn in der inneren Stadt Hamburg auf die Strecke durch die Hermannstraße und Ferdinandstraße beschränkt. So wurde von der B.O.A.G. die erste Durchmesserlinie in Betrieb genommen:
- 0 Altona, Holstenstraße – Millerntor – Alter Wall – Alstertor – Pferdemarkt – Georgsplatz – Lübecker Thor

Der Unternehmer C.H. Soltau nahm 1876 eine Linie Graskeller – Steinstraße – Lübecker Thor in Betrieb. Dessen Omnibusse, die wegen ihres markanten rot/weiß senkrecht gestreiften Anstrichs „Badehosen“ genannt wurden, kamen später auch in die Hamburger Vororte. Denn in den 1880er Jahren wurde die Pferdebahn in Hamburg weiter ausgebaut und damit zur ernsten Konkurrenz der Pferdebusse. So stellten die B.O.A.G und Soltau die innerstädtischen Buslinien 1890 ein, dagegen wurden Linien in den nicht mit Pferdebahnen und ab 1894 elektrischen Straßenbahnen versorgten Stadtteilen und zu den sich weiter entwickelnden Vororten eingerichtet. So richtete z. B. der Fuhrunternehmer Grund 1879 eine Pferdebuslinie von Hamburg über Alsterdorf nach Ohlsdorf mit täglich vier Fahrten ein, die schon 1880 durch eine Pferdebahn ersetzt wurde. Am 1. Mai 1902 nahm der Harksheider Fuhrunternehmer Wachtmann eine Pferdebuslinie von Ochsenzoll und der „Irrenkolonie Langenhorn“ (Außenstelle der „Irrenanstalt Friedrichsberg“) über Langenhorn und Fuhlsbüttel nach Eppendorf in Betrieb, auf der auch Postsachen befördert wurden. Werktags gab es drei Fahrtenpaare, sonntags vier. Ab Mai 1903 wurde der südliche Endpunkt nach Ohlsdorf verschwenkt und der Streckenabschnitt nach Eppendorf nicht mehr bedient. Die Linie wurde 1908 kurzzeitig von einem anderen Unternehmer mit Einsatz eines Motoromnibusses unterbrochen und bis zur Eröffnung des Betriebes auf der Langenhorner Bahn (heute Linie U1) fortgeführt.
In der damals selbstständigen Stadt Harburg richtete die Erste Omnibus-Compagnie am 1. Mai 1873 einen regelmäßigen Pferdebusbetrieb ein. Dabei handelte es sich um Fahrten von der Stadt zu der Dampfer-Anlegestelle an der Süderelbe zum (alten) Bahnhof und zum Unterelbe-Bahnhof. Zum 1. April 1886 übernahm der Posthalter H. Eddelbüttel den Omnibusbetrieb. Nachdem 1897 der neue, näher an der Stadt gelegene Harburger Hauptbahnhof fertiggestellt wurde und dadurch auch die Verbindung nach Hamburg mit dem Dampfschiff keine so große Nachfrage mehr hatte, gab Eddelbüttel den Pferdeomnibusbetrieb am 31. Oktober 1899 auf.
Den ersten Versuch eines Pferdebus-Nachtbetriebs gab es im Jahr 1890 auf der Strecke zwischen St. Pauli und St. Georg.

### Erste Motor-Omnibusse
Bereits am 17. Oktober 1898 nahm der Schnelsener Unternehmer Gustav Klippel eine regelmäßige Motor-Omnibus-Verbindung vom damals noch dünn besiedelten preußischen Schnelsen über Niendorf und Lokstedt bis Hoheluft mit einem einzigen Motorwagen und vier täglichen Fahrten in Betrieb. Durch Unzulänglichkeiten des Fahrzeugs gab Klippel das Motorfahrzeug im Juni 1899 zurück und betrieb die Verbindung bis zum März 1900 als Pferdeomnibuslinie weiter. Danach veräußerte er sein Unternehmen an den Hamburger Fritz Wachtmann.
Nach Planung der Kaiserlichen Oberpostdirektion Hamburg im Sommer 1906 befuhren ab dem 20. Januar 1907 vier Automobil-Postomnibusse der Süddeutschen Automobil-Fabrik eine Ringroute in beiden Richtungen:
- 0Hamburg, Postamt 1 am Hühnerposten – Lokstedt – Niendorf – Schnelsen – Ohe – Garstedt – Ochsenzoll – Glashütte – Tangstedt – Wulksfelde – Wohldorf – Bergstedt – Sasel – Bramfeld – Hellbrook – Hamburg, Postamt 1

Dabei wurden unterwegs auch die Poststellen angefahren und neben Personen auch Postsendungen befördert. Der Ringverkehr endete am 30. September 1909.
Daneben gab es 1908 auf der Strecke Ochsenzoll – Langenhorn – Fuhlsbüttel – Ohlsdorf eine Motoromnibuslinie, die eine Pferdebuslinie ersetzte. Wegen Unzuverlässigkeit wurde der Betrieb nach einigen Wochen wieder auf Pferdebusbetrieb umgestellt.
1913–1914 gab es weitere Motor-Omnibus-Linien, z. B. mit einem 18-sitzigen Adler von Pinneberg bzw. Tangstedt über Rellingen und Eidelstedt zur Straßenbahn-Endstation in Stellingen (ab 14. Dezember 1913), ab 20. Mai 1914 bis September 1914 nur noch bis zur inzwischen verlängerten Straßenbahn am Eidelstedter Platz. Der Erste Weltkrieg verhinderte eine weitere Ausbreitung, die vorhandenen Fahrzeuge wurden beschlagnahmt.

### Gleislose Bahn Blankenese – Marienhöhe (Oberleitungsbus)

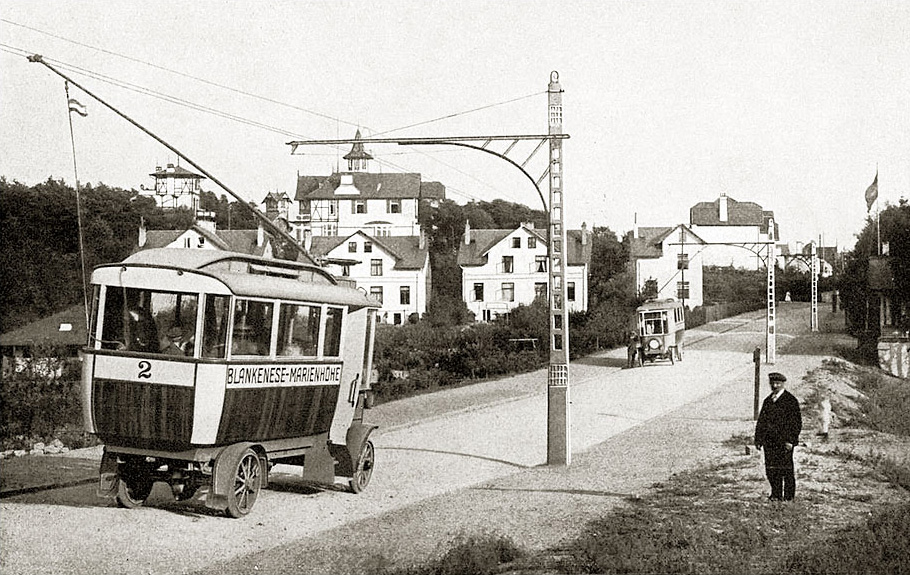
Die beiden Wagen der Gleislosen Bahn Blankenese mit der Oberleitung

Die Blankenese-Marienhöhe Terrain-Aktiengesellschaft plante 1909 die Entwicklung des etwa drei Kilometer nordwestlich des Blankeneser Bahnhofs gelegenen Gebietes des Gutes Marienhöhe zur Bebauung mit Villen. Die zur Verkehrsanbindung beauftragte Gesellschaft für gleislose Bahnen Max Schiemann & Co in Wurzen erstellte eine doppelpolige Oberleitungsanlage für 440 Volt zum Betrieb von zwei Wagen mit Gleichstrommotor zur Personenbeförderung, der am 12. August 1911 eröffnet wurde. Die zweiachsigen Wagen mit Vollgummireifen hatten zwölf Sitz- und zehn Stehplätze. Werktags wurde ein Fahrzeug halbstündlich eingesetzt, sonntags fuhren wegen des stärkeren Ausflugverkehrs beide Wagen im 15-Minuten-Abstand. Die Fahrt dauerte zwölf Minuten, es gab sieben Haltestellen. Die Fahrt vom Bahnhof zur Marienhöhe kostete 10 Pfennig. Über die Oberleitung wurde auch ein Wasserwerk, das Depot und Straßenlaternen mit elektrischer Energie versorgt. Nach Beginn des Ersten Weltkriegs wurde der Betrieb im August 1914 eingestellt, im Oktober jedoch eingeschränkt wieder aufgenommen. Im Oktober 1915 wurde die Terraingesellschaft aufgelöst.

### Nach dem Ersten Weltkrieg

#### Buslinien der Hamburger Hochbahn
Die 1911 zum Betrieb der elektrischen Schnellbahn entstandene Hamburger Hochbahn AG (HHA) übernahm 1918 die Straßen-Eisenbahn-Gesellschaft (SEG) mit ihrem Straßenbahnbetrieb. Am 5. Dezember 1921 setzte die HHA erstmals zehn NAG-Omnibusse mit 45-PS-Ottomotor, Vollgummi-Bereifung und Busaufbau von Lange & Gutzeit für 34 Personen ein. Sie wurden vom Straßenbahn-Betriebshof an der Angerstraße aus auf folgender Linie eingesetzt:
- Schlump – Hallerstr. – Harvestehude, Mittelweg/Rothenbaumchaussee – Krugkoppelbrücke – Uhlenhorst, Adolfstr. – Averhoffstr. – Mundsburg Hochbahn-Hst. – Wartenau – Landwehr Bf.

Die Betriebszeiten waren von morgens bis um Mitternacht, es gab einen 10-Minuten-Takt. Es wurde ein eigener Tarif mit drei Zahlgrenzen auf der Strecke angewendet. Am 20. April 1922 wurde die Linie bis Burgstraße Ecke Hammer Landstraße verlängert. Ab dem 4. August 1922 wurde der Takt auf alle 15 Minuten reduziert. Die dadurch freigewordenen Busse wurden nun an schönen Nachmittagen auf einer Sonderlinie eingesetzt:
- Jungfernstieg – An der Alster – Uhlenhorster Fährhaus am 25. August 1922 verlängert: – Sierichstr. – Maria-Louisen-Str. – Stadtpark

Diese „Schönwetter“-Linie wurde bald wieder eingestellt, auch die „Alster-Halbring“-Linie wurde aufgrund der schlechten wirtschaftlichen Lage am 18. September 1922 eingestellt.
Im Liniennetzplan der Hamburger Hochbahn Aktiengesellschaft vom August 1924 sind zwei Omnibuslinien im Anschluss an die Straßenbahn vermerkt:
- Wandsbek Markt – Marienthal
- Straßenbahn-Endstelle (Linie 9) Barmbeck, Neuer Schützenhof – Hellbrook – Bramfeld

1924 wurden Büssing-Dreiachser VI G1 D2 mit Luftbereifung und Aufbauten von Uerdingen (u. a.) beschafft, zunächst um die wegen des vorgesehenen U-Bahn-Baus unter der Rothenbaumchaussee die dortige Straßenbahnlinie ersetzen zu können. Zur Ausbildung der Fahrer wurde bei der Hamburger Hochbahn AG eine (Bus-)Fahrschule eingerichtet. Im November 1924 begann der Linienbetrieb:
- Gänsemarkt – Jungfernstieg – Brandstwiete – Meßberg, Chilehaus (nur 3. bis 31. November 1924)

Nach diesem Probebetrieb wurde tags darauf am 1. Dezember 1924 die erste „richtige“ und dauerhafte Buslinie (zur Verstärkung der Straßenbahnlinie 18 nur zur Hauptverkehrszeit) eingerichtet:
- Eppendorfer Baum – Dammtor – Stephansplatz – Rathausmarkt (am 1. Dezember 1925 verlängert über die Steinstraße nach Hasselbrook, ab dem 15. März 1926 bis zum Wandsbeker Marktplatz) Am 1. Oktober 1926 bekam sie die Liniennummer 2, am 4. Januar 1927 bekam sie die Bezeichnung B, damit eine Verwechslung mit der Straßenbahnlinie ausgeschlossen werden konnte.

Neben der Verstärkung der sonn- und feiertags im 30-Minuten-Takt angebotenen Buslinie zwischen dem Bf. Ohlsdorf und dem Flugplatz Fuhlsbüttel auf einen 15-Minuten-Takt durch Einsatz eines weiteren Busses wurde am 1. Mai 1925 eine weitere sonn- und feiertags (14–19 Uhr) verkehrende Buslinie zum Flugplatz Fuhlsbüttel eingerichtet:
- Groß Borstel, Schießstand (Anschluss von der Straßenbahn) – Alsterkrugchaussee – Zeppelinstraße – Flugplatz Fuhlsbüttel (alle 30 Minuten)

Am 5. Mai 1925 wurden die ersten Nachtbuslinien eingerichtet:
- St. Pauli, Heinestr. – Mühlenstraße – Großer Burstah – Rathausmarkt – Mönckebergstraße – Hauptbahnhof – Steindamm – Lübecker Str. – Eilbeck, Richardstr. (1–3 Uhr, alle 20 Minuten; am 15. März 1926 verlängert bis Wandsbek Marktpl., am 28. Mai 1927 mit einigen Fahrten verlängert bis Eichtal, Moltkeplatz)
- Schlump/Grindelallee – Dammtor – Stephansplatz – Jungfernstieg – Mönckebergstraße – Hauptbahnhof, Kirchenallee (1–3 Uhr, alle 30 Minuten; ab 15. Juni 1925 verlängert ab Eimsbüttel, Osterstraße über St. Pauli und bis Winterhude)

Die Tages-Buslinie folgte am 15. Juni 1925:
- Hoheluft, Gärtnerstr. – Dammtor – Stephansplatz – Rathausmarkt – Mönckebergstr. – Hauptbahnhof – Steindamm – Lübecker Str. – Eilbek, Richardstr. am 10. Juni 1928 verlängert: – Wandsbeker Marktpl. (ab 1. Oktober 1926 Linie 1, ab 4. Januar 1927 Linie A)

Am 8. September 1925 wurde die dritte Nachtbuslinie eingerichtet:
- St. Pauli – Hauptbahnhof – Mundsburg – Barmbeck Marktpl. (am 5. Januar 1926 verlängert ab Altona)

Am 18. September folgte die vierte Nachtbuslinie, die die Stadtteile zwischen St. Pauli und Eppendorf bediente.
Ab dem 1. Oktober 1926 verwendete die HHA Liniennummern für die städtischen Buslinien, ab dem 4. Januar 1927 wurden Buchstaben zur Unterscheidung verwendet, damit keine Verwechslung mit den Straßenbahnlinien möglich war. Nun erhielten auch die ins Umland führenden Buslinien Buchstabenbezeichnungen, die teilweise auf den Namen ihrer Endstation schließen ließ, so z. B. „K“ für die Linie von Wandsbek nach Kirchsteinbek.
Im Sommer 1927 gab es folgende Tages-Buslinien:
A0 Eppendorfer Baum – Bf. Dammtor – Stephansplatz – Jungfernstieg – Mönckebergstr. – Berliner Tor – Hamm – Hasselbrook – Wandsbek Marktpl. (Ersatzverkehr, teilweise mit Umleitung über Parallelstraßen, während des U-Bahn-Baus in der Rothenbaumchaussee; nur werktags, später verlängert von/bis Eppendorfer Krankenhaus)
B0 Eimsbüttel, Telemannstr. – Bogenstr. – Grindelallee – Bf. Dammtor – Stephansplatz – Jungfernstieg – Mönckebergstr. – Eilbecktal (nur werktags)
C0 Eppendorf Marktpl. – Bf. Dammtor – Stephansplatz (– Hamburger Fischmarkt) / – Mönckebergstr. – Hamm – Bf. Hasselbrook (nur werktags morgens und nachmittags bis abends)
D0 Barmbeck Bf. – Neuer Schützenhof – Bramfeld
E0 Borsteler Chaussee/Alsterkrugchaussee – Bebelallee – Sierichstraße – Schwanenwik – An der Alster – Stadthausbrücke (später Baumwall) (nur werktags, kein Spätverkehr)
F0 Eimsbüttel, Telemannstr. – Bf. Dammtor – Stephansplatz – Hauptbf. – Steindamm – Eilbecker Weg – Wandsbek Marktpl. – Tonndorf – Bf. Rahlstedt – Altrahlstedt (abends und sonntags nur Hbf – Altrahlstedt)
K0 Wandsbek Marktpl. – Horner Rennbahn – Pagenfelder Str. – Schiffbek – Billstedt – Kirchsteinbek (später Linie G)
•0 Jungfernstieg – An der Alster – Mundsburger Brücke – Sierichstr. – Alsterdorfer Str. – Bf. Ohlsdorf – Wellingsbüttel – Poppenbüttel – Wohldorf (Ausflugsverkehr, nur an Sonn- und Feiertagen)
Außerdem gab es ab dem 1. März 1927 eine Buslinie des Kraftverkehrsvereins: Hamburg Hbf./Schauspielhaus – Lange Reihe – Eilbeck-Süd – Wandsbek – Tonndorf – Rahlstedt – Oldenfelde – Meiendorf (halbstündlich, abends stündlich, letzte Abfahrt nachts 2:10 Uhr; nur für Mitglieder des Vereins)
Nachts gab es bereits einen recht dichten Busverkehr, besonders von St. Pauli aus (10–15-Minuten-Takt, nach Veddel alle 20 Minuten, nach Horn halbstündlich):
A0 St. Pauli – Eilbeck – Wandsbek
B + V0 St. Pauli – Eppendorfer Baum
C0 St. Pauli – Uhlenhorst – Winterhude – Eppendorf
D0 Altona Hbf. – St. Pauli – Barmbeck
F0 Hamburg Hbf. – Eilbeck – Wandsbek – Tonndorf – Bf. Rahlstedt – Altrahlstedt/Meiendorf
H0 St. Pauli – Hamm – Horn
V0 St. Pauli – Hammerbrook – Veddel
Je ein Jasper-Bus fuhr nachts ab Hamburg Hbf./Hachmannplatz über Billstedt nach Bergedorf und über Veddel nach Harburg, Sand.
Ab 1928 wurden auch Doppeldeckbusse eingesetzt.
1929 gab es eine weitere Tagesbuslinie im Hamburger Hafen:
H0 Kehrwiederspitze – Speicherstadt, St.-Annen-Platz – Brooktor – Zweibrückenstr. – Dresdener Ufer – Dessauer Ufer – Veddeler Damm – Reiherdamm – Steinwerder, Elbtunnel (nur werktags)
Außerdem gab es 1929 auch weitere Nachtbuslinien:
P0 (Eppendorfer Baum – Hoheluft – Eimsbüttel, Osterstr. – Schulterblatt – Neuer Pferdemarkt –) St. Pauli – Millerntor – Rathausmarkt – Steintorplatz/Hbf. – Eilbeck – Wandsbek Markt – Jüthornstr. / – Wandsbek, Moltkeplatz
Q0 Ringlinie im Uhrzeigersinn: Winterhude, Krohnskamp – Goldbekplatz – Uhlenhorst, Hofweg – Mundsburger Brücke – Lange Reihe – Ernst-Merck-Str./Hbf. – Jungfernstieg – Stephansplatz – Holstenwall – Millerntor – Reeperbahn – Neuer Pferdemarkt – Schulterblatt – Eimsbüttel, Osterstr. – Hoheluft – Eppendorfer Baum – Winterhude Markt – Krohnskamp
R0 Ringlinie, Gegenrichtung zu Linie Q
S0 Altona Hbf. – Königstr. – Reeperbahn – Millerntor – Holstenwall – Stephansplatz – Jungfernstieg – Ernst-Merck-Str./Hbf. – Mundsburger Brücke – Hamburger Str. – Barmbeck Markt – Barmbeck, Drosselstr. / – Krankenhaus
T0 Eppendorfer Baum – Rentzelstr. – Sievekingplatz – Millerntor – St. Pauli, Reeperbahn/Davidstr.
U0 (Eimsbütteler Marktpl. – Schulterblatt – Neuer Pferdemarkt nur am Wochenende –) St. Pauli, Reeperbahn – Millerntor – Großneumarkt – Mönckebergstr. – Hamm – Horn, Letzter Heller

#### Buslinien in der Stadt Altona und deren Vororten
Damit die zahlreichen Eingemeindungen von Elbgemeinden und nordwestlichen Dörfern in die preußische Stadt Altona bis 1927 verkehrlich bedient werden konnten, gründete die Stadt Altona 1925 ein eigenes Verkehrsunternehmen, die Verkehrs-Aktiengesellschaft Altona (VAGA). Bis 1927 wurden sieben Omnibuslinien eingerichtet:
10 Falkenstein – Blankenese Bf. – Nienstedten – Hochrad – Klein Flottbek – Othmarschen – Wrangelstr. – Neues Rathaus – Altona, Rathausmarkt [– St. Pauli, Millerntor]*
20 Neumühlen – Neues Rathaus – Hauptbahnhof Altona – Allee – Schulterblatt – Alsenplatz – Eimsbüttel Markt, Glücksburger Str. / [– Sternschanze]*
30 (Volkspark –) Rennbahn Bahrenfeld – Steenkamp – Othmarschen Bf. – Wrangelstr. – Neues Rathaus – Altona, Rathausmarkt [– St. Pauli, Millerntor]*
40 (Schenefeld –) Lurup – Rennbahn Bahrenfeld – Bf. Holstenstraße – Neuer Pferdemarkt [– Feldstraße]*
50 Bahrenfeld Rennbahn – Eidelstedt (nur sonntags im Sommer)
50 (1937) Osdorf-West – Groß-Flottbek – Othmarschen Bf. – Kreuzkirche – Ottensen – Hauptbahnhof Altona – Neues Rathaus (nur werktags)
60 Altona Hauptbahnhof – Allee – Bf. Holstenstr. – Langenfelde – Hagenbecks Tierpark (nur sonntags im Sommer, während der Sommerferien auch werktags)
70 (Rissen – / Blankenese Bf. –) Iserbrook – Osdorf – Groß Flottbek – Bahrenfeld Marktpl. – Ottensen – Neues Rathaus (– Altona Fischmarkt / – Millerntor)
0* Die Verlängerungen von Altona über die Stadtgrenze hinaus nach Hamburg zu der jeweils nächsten Haltestelle des Hochbahnrings fanden im Mai 1929 statt.
Durch das Groß-Hamburg-Gesetz kam die Stadt Altona zum 1. April 1937 zu Hamburg, die VAGA wurde am 18. Oktober 1937 in die HHA eingegliedert. Im Straßenbahn-Betriebshof „Schützenhof“ am Bahnhof Altona wurde die westliche Halle 1938 in einen Busbetriebshof umgewandelt. Nach Beginn des Zweiten Weltkriegs 1939 wurden die Buslinien als Zubringer von den Vororten zu den westlichen Straßenbahn-Endhaltestellen verkürzt.

#### Buslinien in der Stadt Harburg-Wilhelmsburg
Auch in Harburg wurde ein eigener Omnibusbetrieb gegründet, am 12. Oktober 1926 erhielt die Hanseatische Verkehrsgesellschaft Preuß & Co. KG (HVG) vom Harburger Magistrat die Konzession zum Betrieb mehrerer Buslinien. Am 28. Dezember 1926 wurde der Betrieb auf der Linie vom Harburger Hauptbahnhof nach Appelbüttel eröffnet. Die Linie verlief z. T. parallel zur Straßenbahn der HHA und durch schwach besiedelte Gebiete, sodass die finanzielle Situation nicht gut war. Zur Vermeidung einer Monopol-Stellung der Hamburger HHA im Stadtverkehr übernahm die Stadt Harburg die HVG vom Unternehmer Preuß, die zur GmbH wurde. 1928 gab es folgende HVG-Buslinien in der inzwischen entstandenen Doppelstadt Harburg-Wilhelmsburg:
10 Seehafen 3 – Moorstr. – Hauptbahnhof Harburg-Wilhelmsburg – Wilstorf – Rönneburg, Schützenhof
20 Hauptbahnhof Harburg-Wilhelmsburg – Moorstr. – Eißendorf – Appelbüttel, Heitmanns Höh
30 Hauptbahnhof Harburg-Wilhelmsburg – Moorstr. – Heimfeld, Krankenhaus – Haakestr. – Goldene Wiege
40 Hausbruch – Stader Str. – Seehafen 3 – wie Linie 1 – Rönneburg, Schützenhof (am 12. März 1928 eingestellt)
50 Hauptbahnhof Harburg-Wilhelmsburg – Wilhelmsburg – Kanalstraße (ab 3. September 1928)
60 Dampfschiffsweg Anleger – Hauptbahnhof Harburg-Wilhelmsburg – Langenbek
70 Wilhelmsburg, Veringstraße – Neuhof (ab 5. November 1928, später Linie 3)
Außerdem gab es Ausflugsfahrten, z. B. in die Lüneburger Heide.
Die finanzielle Lage der HVG blieb angespannt. So gab es ab 1929 Gespräche mit Hamburg, die 1930 zu einem Vertrag führte, nach dem die HHA die Buslinien und die Fahrzeuge der HVG am 1. April 1930 übernahm. Damit verbunden war auch die Verpflichtung, die Straßenbahn nach Rönneburg und nach Heimfeld zur Goldenen Wiege zu verlängern.

#### Buslinien von Jasper
Daneben gab von der Firma Friedrich Jasper, die Rund- und Gesellschaftsfahrten anboten, auch Linienverkehr. So gab es auf dem großen Ohlsdorfer Friedhof eine Buslinie vom Haupteingang am Ohlsdorfer Bahnhof zu den verschiedenen Kapellen tagsüber im 10-Minuten-Takt. Außerdem wurden Ende der 1920er / Anfang der 1930er Jahre nachts Fahrten vom Hamburger Hauptbahnhof nach Harburg über Wilhelmsburg (stündlich, 1930 halbstündlich) und Bergedorf über Billstedt und Lohbrügge (zweistündlich) angeboten, wobei die Fahrt nach Bergedorf 1929 von Bussen der BGE übernommen wurde.

### Buslinien in Hamburg nach 1937 (Groß-Hamburg-Gesetz)
Ende der 1930er Jahre gab es u. a. folgende Buslinien der HHA:
16 Stellingen, Kieler Str. – Gazellenkamp – Hagenbecks Tierpark – Stellingen, Koppelstr. (Anschlusslinie der Straßenbahnlinie 16)
A0 Marienthal, Jüthornstr. – Jenfeld – Lohe, Tangastr. – Tonndorf, Wiesenstr. (ab 1937 als Linie 4 als Anschluss an die Straßenbahnlinie 4)
B0 (Hauptbahnhof – Klostertor ab Herbst 1939 hier nur nachts –) Rothenburgsort Bf. – Moorfleet Bf. der Marschbahn (– Spadenland hier nur Einzelfahrten mo, mi, fr) (ab 1936 anstatt BGE)
C0 Veddel Marktpl. – Bf. Veddel – Georgswerder – Kirchdorf – Kornweide (ab 1936, ab 1937 als Linie 40; werktags kein Spätverkehr)
C0 Sasel – Bf. Poppenbüttel – Lemsahl – Bergstedt – Hoisbüttel, Hochbf. (ab 16. Mai 1939, ersetzte Buslinie 6 der Verkehrsbetriebe des Kreises Stormarn VKSt)
D0 Barmbeck Bf. – Bramfeld, Anderheitsallee (auch nachts) (– Wellingsbüttel, Eichenstr.* ab 1937 – Sasel ab 1939) (ab 1. Juni 1943 auch mit Stadtgas-Betrieb) (* = heute Rolfinckstr.)
E0 Rödingsmarkt – Hermannstr. – An der Alster – Sierichstr. – Alsterkrugchaussee – Flughafen (– Fuhlsbüttel, Hochbf. – Hummelsbüttel, Dorfstr. Verlängerung ab 1938 vorgesehen) (nur werktags; nach Kriegsanfang September 1939 eingestellt)
F0 (Eimsbüttel-Nord, Eidelst. Weg – Bogenstr. – Dammtor – Gänsemarkt – Mönckebergstr. – kein Früh- u. Spätverkehr) Hauptbf. – Lübecker Str. – Eilbeck – Wandsbek – Tonndorf – Rahlstedt Bf. – Meiendorf (nach Kriegsanfang September 1939 bis November 1941 nur noch Tonndorf – Meiendorf)
G0 Wandsbek Markt – Horner Rennbahn – Pagenfelder Str. – Billstedt – Kirchsteinbek (– Boberg – Havighorst) (ex Linie K; am 1. Dezember 1938 verlängert bis Boberg-Havighorst, ex VKSt; nach Kriegseinbruch 1939 nur noch Billstedt – Havighorst)
H0 Wandsbek Markt – Zollstr. – Jenfelder Str. – Jenfeld – Barsbüttel (ab Herbst 1937 ex Fa. Griem; ab 18. Dezember 1942 auch mit Stadtgas-Betrieb bis Bramfeld)
J0 Friedhof Ohlsdorf (ab 1934 ex Fa. Jasper; frühere Linie K von 1933 [ex Fa. Brandt von 1930] dann eingestellt)
K0 (Iserbrook – Osdorf – Groß Flottbek – Othmarschen Bf. – Barnerstr. – nur werktags, kein Spätverkehr; nach Kriegsbeginn eingestellt) Altona Hbf. – Neumühlen (nach 1937 ex VAGA 7)
L0 (Schenefeld –) Lurup – Bahrenfeld Trabrennbahn – Othmarschen Bf. – Altona, Neues Rath. – Nobistor – St. Pauli, Millerntor (– Stephansplatz – Mönckebergstr. – Hauptbf./Lange Mühren nur werktags, kein Spätverkehr) (ab 1937 ex VAGA, nach Kriegsanfang tags nur noch bis Bahrenfeld, Trabrennbahn)
M0 Waldenau – Schenefeld – Iserbrook – Blankenese Bf. (– Falkenstein) (ab 1938)
N0 (Falkenstein – Blankenese Bf. –) Nienstedten – Hochrad – Altona, Neues Rath. – St. Pauli (– Stephansplatz – Jungfernstieg – Mönckebergstr. – Hauptbf./Lange Mühren nur werktags, kein Spätverkehr) (nach 1937 ex VAGA-Linie 1, nach Kriegsanfang erst nur noch bis Hochrad, am 16. September 1939 eingestellt)
O0 (Blankenese Bf. –) Iserbrook – Osdorf – Bahrenfeld Marktpl. – Altona, Neues Rathaus (– Altona, Fischmarkt) / (– St. Pauli) (nach 1937 ex VAGA; nach Kriegsanfang 1939 tags nur noch Iserbrook – Bahrenfeld Betriebshof)
Weiterhin gab es noch die Nachtbuslinien:
L0 (Schenefeld –) Lurup – Bahrenfeld Trabrennbahn – Othmarschen Bf. – Altona Hbf – St. Pauli, Millerntor
N0 (Falkenstein –) Blankenese Bf. – Nienstedten – Altona Hbf – St. Pauli, Millerntor (nach Kriegsanfang 1939 eingestellt)
O0 Iserbrook – Osdorf – Bahrenfeld Marktpl. – Ottensen – Altona Hbf. – St. Pauli, Millerntor
P0 (Eppendorf, Curschmannstr. – Eppendorfer Weg – Eimsbüttel, Osterstr. U-Bf. – Schulterblatt – Neuer Pferdemarkt – Talstr. –) St. Pauli, Reeperbahn – Holstenwall – Stephansplatz – Jungfernstieg – Mönckebergstr. – Steindamm – Eilbeck – Wandsbek Markt – Tonndorf – Rahlstedt Bf. (– Meiendorf – Volksdorf) (ex Linie A; nach Kriegsanfang September 1939 nur noch Tonndorf – Volksdorf, ab 10. September 1940 nur noch Einzelfahrten)
Q0 Ringlinie im Uhrzeigersinn: St. Pauli – Schulterblatt – Eimsbüttel, Osterstr. – Hoheluft – Eppendorf – Winterhude – Uhlenhorst – Lange Reihe – Hauptbahnhof – Mönckebergstr. – Stephansplatz – St. Pauli (ex Linie B; am 10. Mai 1940 auf Straßenbahn umgestellt)
R0 Ringlinie gegen den Uhrzeigersinn: St. Pauli – Holstenwall – Stephansplatz – Jungfernstieg – Mönckebergstr. – Hauptbahnhof – Lange Reihe – Uhlenhorst – Winterhude – Eppendorf – Eimsbüttel, Osterstr. – St. Pauli (ex Linie C; am 10. Mai 1940 auf Straßenbahn umgestellt)
S0 (Altona Hbf. nur bis 1937 –) St. Pauli, Reeperbahn – Rödingsmarkt – Mönckebergstr. – St. Georg – Mundsburg – Barmbeck Bf. – Brambergstr. (– Ohlsdorf) Anschlusswagen: (– Wellingsbüttel) / (– Fuhlsbüttel – Langenhorn – Ochsenzoll) (ex Linie D; nach Kriegsanfang September 1939 nur noch Ohsdorf – Wellingsbüttel bzw. Ochsenzoll)
U0 (Altona Hbf. – St. Pauli nur am Wochenende –) Rathausmarkt – Mönckebergstr. – Berliner Tor – Hamm – Horn – Billstedt (ex Linie H; am Wochenende als Straßenbahn; nach Kriegsanfang 1939 auf Straßenbahn umgestellt)
V0 Hauptbahnhof/Lange Mühren – Hammerbrook – Veddel Marktpl. (nach Kriegsanfang 1939 auf Straßenbahn umgestellt)
sowie die Harburger/Wilhelmsburger Linien, die mit dem günstigeren Straßenbahntarif verkehrten und deshalb Liniennummern besaßen:
320 Harburg Hbf. – Sand – Bostelbeck (ab 1939 als Straßenbahn-Ersatz, für O-Bus-Verkehr vorgesehen)
360 Harburg Hbf. – Eißendorf (ex HVG-Linie 2)
370 Wilhelmsburg, Veringplatz – Reiherstiegdeich – Neuhof
390 Marmstorf – Hastedtstr./Parkstr. – Harburg Hbf. – Wilstorf, Heckengang – Sinstorf (– Fleestedt) (nach Kriegsanfang 1939 nur noch Heckengang – Sinstorf – Fleestedt, Mühle)
400 Veddel Marktpl. – Veddel Bf. – Georgswerder – Kirchdorf – Kornweide – Süderelbbrücke (Nord) (1937 ex Linie C; ab 1939 erst ab Veddel Bf.)
Ausflugslinie: Harburg Hbf. – Sand – Bostelbeck – Bf. Hausbruch – Ehestorf, Kurhaus Rosengarten (zunächst nur zwei Einzelfahrten sonntags, 1939 drei, sa zwei und mi eine; nach Kriegsanfang eingestellt)
Daneben gab es bei der HHA Gelegenheits- und Reiseverkehr. Dafür beschaffte die HHA von 1935 bis 1939 23 besondere Reisebusse verschiedener Typen. Die Omnibusse wurden von den Betriebshöfen Harburg-Bus (E, später H), Altona Schützenhof-Bus (V, später T), Winterhude Kronskamp-Bus (X, später K) und Wandsbek Wendemuthstraße-Bus (Z, später W) neben den Straßenbahnwagen eingesetzt. Auf diesen vier Betriebshöfen waren auch die Doppeldeckbusse stationiert.
In den 1930er Jahren war die Entwicklung der Oberleitungsbusse so weit vorangeschritten, dass sie auch in Deutschland eine weite Verbreitung fanden, zumal sie mit heimischer Energie betrieben werden konnten. So wurde auch in Hamburg untersucht, diese einzusetzen. Nach ersten Überlegungen für den Barmbeker Raum plante die HHA 1938, den Harburger Stadtverkehr auf O-Bus-Betrieb umzustellen. Da hier auch umfangreiche Straßenerweiterungen – Ausbau der Ausfallstraßen – stattfinden sollten, wären hier umfangreiche Gleisbauarbeiten für die Straßenbahn nötig gewesen. Der für den Verkehrsbetrieb kostengünstigere O-Bus-Betrieb sollte 1941 mit dem Ersatz der Straßenbahnlinie 32 nach Bostelbek starten, neben den Fahrleitungsanlagen wurden zusammen 16 Doppeldecker- und 8 Eindeck-O-Busse in Auftrag gegeben. Durch die Auswirkungen des am 1. September 1939 begonnenen Zweiten Weltkriegs erfolgten zunächst keine Lieferungen, sodass die Umstellung erst nach Kriegsende stattfinden konnte.
Während der Zeit des Weltkriegs beschlagnahmte die Deutsche Wehrmacht Omnibusse. Wegen der Knappheit des Dieselkraftstoffs wurden verbliebene Stadtbusse auf Stadtgas-Betrieb umgerüstet, z. T. auch für Flüssiggas, wenige Holzgasanlagen fanden Verwendung. Fahrzeuge mit Dieselmotoren mussten für den Gasbetrieb umgerüstet werden, Ottomotoren konnte so verwendet werden. Für die Versorgung mit Stadtgas wurden großvolumige Dachaufbauten bzw. Anhängewagen mit Gasblasen gebaut. Die Gasbusse waren in den Betriebshöfen Harburg (E), Schützenhof Altona (V) und Wandsbek (Z) stationiert. Für die Betankung mit Stadtgas wurden an verschiedenen Stellen Gastankstellen für die Omnibusse aufgestellt, so auf bzw. neben den Betriebshöfen, am Bf. Barmbek im Wiesendamm, auf dem Sand (für Linie 32) und am Rathaus (für Linie 36) in Harburg, am Veringplatz in Wilhelmsburg, an der Jenfelder Str. Ecke Tangastr. (heute Kelloggstr.) und an der Hanseatenhalle.

### Nach dem Zweiten Weltkrieg

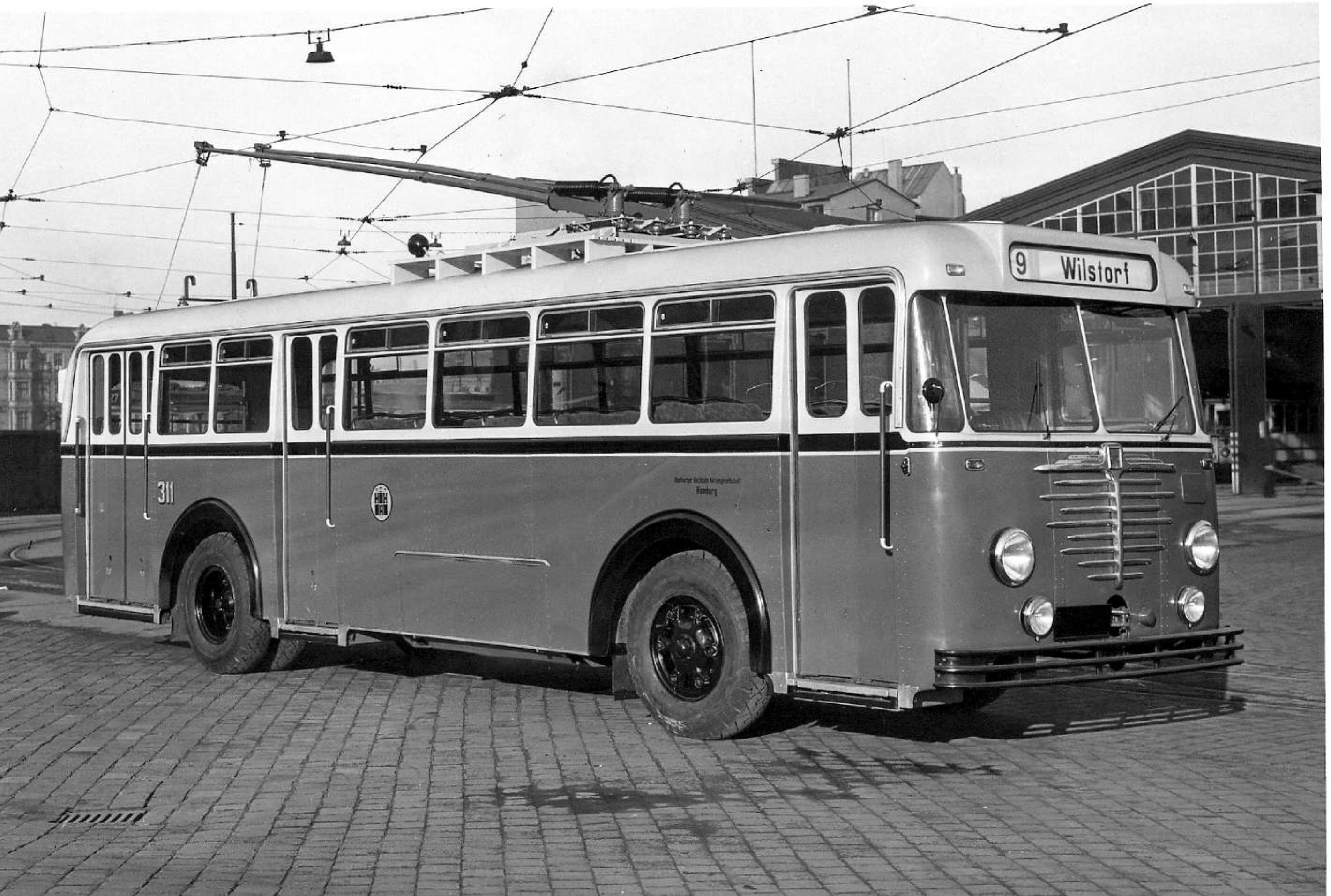
O-Busse fuhren in Harburg noch bis in die 1950er Jahre.

Die Bauarbeiten zur Einrichtung des Harburger O-Bus-Netzes begannen am 1. November 1948 an der Strecke Bostelbek–Sand. Am 27. April 1949 wurde der Betrieb auf der neuen Linie O2 aufgenommen, am 12. Juni 1949 wurde sie bis zum Harburger Bahnhof verlängert. Am 1. November 1950 folgte die Linie O4 vom Bahnhof zum Beerentalweg in Eißendorf.
In den Jahren nach dem Zweiten Weltkrieg gab es in Hamburg mehrere Verkehrsunternehmen, die in der Stadt und auch darüber hinaus Omnibusverkehr betrieben. Der – damals noch geringe – Stadtbusverkehr ergänzte das Verkehrsangebot in den Teilen Hamburgs, die nicht von der Straßenbahn bedient wurden. Er wurde, genau wie diese, hauptsächlich durch die Hamburger Hochbahn AG (HHA) betrieben, daneben gab es aber auch andere Anbieter. Die zu dieser Zeit nur in den äußeren Stadtteilen befindlichen Stadtbuslinien dienten als Zubringer zu den U-Bahn- und Straßenbahnlinien. Eine Ausnahme war die am 18. Februar 1952 in Betrieb genommene Schnellverkehrs-Buslinie der Deutschen Bundesbahn zwischen dem Hamburger ZOB und Harburg (Rathaus) über die inzwischen fertiggestellte Wilhelmsburger Reichsstraße mit nur einer Zwischenhaltestelle an der Harburger Moorstraße. Das Angebot der Firma Winter & Cordes mit wesentlich besserem Fahrtenangebot (mit 6 anstatt 2 Bussen) wurde abgelehnt, genauso wie das der HHA für eine Sonderlinie, die allerdings wesentlich höhere Fahrpreise vorsah.

#### O-Bus- und Buslinien der Hamburger Hochbahn AG (HHA)
1953 hatte die HHA 109 Kraftomnibusse und 16 Oberleitungsbusse, sie waren auf vier Betriebshöfen stationiert. Zwischen 1953 und 1957 fuhren in Hamburg-Harburg auch Doppeldeck-Oberleitungsbusse, die von NWF karosseriert wurden.

Am 5. Mai 1953 wurde für die Buslinien der HHA ein zweistelliges Nummernsystem ab 41 (Straßenbahnlinien hatten damals die Nummern 1–35 und 42) eingeführt, vorher gab es für Buslinien einstellige Buchstaben-Bezeichnungen.
410 Bostelbek – Harburg, Sand – Moorstr. – Bf. Harburg (O-Bus, ex Linie O2; am 5. April 1956 auf Dieselbusbetrieb umgestellt, weiterhin Straßenbahn-Tarif)
420 Heimfeld – Harburg, Moorstr. (– Bf. Harburg) (Straßenbahnlinie, ex 34; am 1. Oktober 1957 auf Busbetrieb umgestellt, weiterhin Straßenbahn-Tarif)
430 Eißendorf – AKH Harburg – Moorstr. – Bf. Harburg – Wilstorf – Sinstorf – Fleestedt (ex O-Bus-Linie 43 ex O4 bzw. Buslinie A7; am 19. Januar 1958 auf Dieselbusbetrieb umgestellt, weiterhin Straßenbahn-Tarif)
440 Appelbüttel – Neuer Friedhof – Harburg, Moorstr. – Bf. Harburg (ex Straßenbahnlinie 38; am 30. August 1954 auf Busbetrieb umgestellt, weiterhin Straßenbahn-Tarif)
530 (Köhlbranddeich –) Neuhof – Wilhelmsburg (– Mengestr. – Kirchdorf – Kornweide hier ab 4. Mai 1954) (ex Linie A10, ex 37)
540 Veddel Bf. – Georgswerder – Kirchdorf (– Kornweide bis hier nur bis 3. Mai 1954) (ex Linie A11, ex 40)
610 Billstedt – Rote Brücke – Kirchsteinbek – Boberg (ex Linie G; am 1. Januar 1963 verlängert über Horn, Hamm-Nord, Hasselbrook, Wandsbeker Chaussee bis U-Bf. Wandsbek Markt, ex HVB-Linie 1)
630 Tonndorf – Jenfeld – Barsbüttel (– Willinghusen) (ex Linie H; ab Juli 1954 verkürzt ab Jenfeld)
640 Tonndorf – Brockdorffstr. – Rahlstedt Bf. (Ostseite) (Einmannwagen; ex Linie F)
650 Rahlstedt Bf. (Nordwestseite) – Meiendorf – Volksdorf U-Bf. (Einmannwagen; ex Linie E; ab Mai 1954 als Linie 76)
650 ab 22. März 1959: Wandsbek Markt – Wendemuthstr. – Wandsbek-Gartenstadt – Hellbrook – Bramfeld – Poppenbüttel S-Bf. – Bergstedt – Volksdorf U-Bf.
760 ab 4. Mai 1954: Poppenbütteler Markt – Poppenbüttel S-Bf. – Saseler Markt – Volksdorf U-Bf. –Bf. Rahlstedt (ex Linie C; später verlängert über Tannenhof, Duvenstedt, Wohldorf nach Ohlstedt U-Bf.)
770 Bergstedt – Poppenbüttel S-Bf. – Sasel, Frahmredder – Bramfeld, Berner Chaussee – Karlshöhe (Einmannwagen; ex Linie B bzw. D; 1959 verkürzt von Bramfeld und verlängert nach Berne U-Bf.)
780 Fuhlsbüttel (U-Bahn) – Hummelsbüttel – Poppenbüttel S-Bf. – Saseler Markt – Volksdorf U-Bf. (ex Linie C)
780 ab 4. Mai 1954: Flughafen nur bis 3. Okt. 1955 – Fuhlsbüttel (U-Bahn) – Hummelsbüttel – Poppenbüttler Markt – Siedlung Heimgarten
790 Fuhlsbüttel (U-Bahn) – Hummelsbüttel – Poppenbüttler Markt – Tannenhof (ex Linie D; im Oktober 1955 verlängert bis Flughafen)
810 Schenefeld, Siedlung – Lurup – Bahrenfeld, Stadionstr. (ex Linie L; nach Verlängerung der Straßenbahn bis Lurup/Schenefeld am 30. Okt. 1955: Waldenau – Schenefeld – Lurup, Strab – Schenefeld, Siedlung)
820 Schenefeld, Dorf – Lurup – Bahrenfeld, Stadionstr. (ex Linie L; nach Verlängerung der Straßenbahn bis Lurup/Schenefeld 1955: Iserbrook – Schenefeld – Lurup, Strab – Schenefeld, Siedlung)
830 Waldenau – Schenefeld, Dorf – Iserbrook S-Bf. (ex Linie M; nach Verlängerung der Straßenbahn bis Lurup/Schenefeld 1955 durch Linien 81 bzw. 82 ersetzt)
830 Iserbrook, Sülldorfer Landstr. – Iserbrook S-Bf. – Sülldorf S-Bf. – Krankenhaus Rissen (Einmannwagen, nur mittwochs und sonntags nachmittags zu den Krankenhaus-Besuchszeiten)
840 Blankenese S-Bf. – Iserbrook – Osdorf – Bahrenfeld, Trabrennbahn (ex Linie O, ex VAGA-Linie 7; 1962 verlängert bis Stadionstr.)
850 Neumühlen – Altona, Neues Rathaus – Bf. Altona (Einmannwagen; ex Linie K, ex VAGA-Linie 2)
860 Falkenstein – Blankenese S-Bf. – Nienstedten – Teufelsbrücke – Parkstraße – Othmarschen S-Bf. – Bahrenfeld, Trabrennbahn (Einmannwagen; ex Linie N, ex VAGA-Linie 1; später verlängert bis Lurup, Jevenstedter Str./Franzosenkoppel, zunächst über Stadionstr.)
- Sonderlinien mit eigenem Tarif:

910 Stellingen – Hagenbecks Tierpark – Lokstedt – Eppendorf, Markt – U Lattenkamp – Luftwerft (Einmannwagen; erst ab 3. Juli 1955)
930 Kornweide – Moorwerder (Kleinbus, nur werktags; 1955 von Wilhelmsburg über Mengestr., Bahnhof und Kirchdorf anstatt von Kornweide)
940 ab dem 6. Juni 1955: Kehrwiederspitze (Baumwall) – Freihafen-Elbbrücke – Veddeler Damm – Steinwerder, Elbtunnel (nur morgens und nachmittags an Werktagen; Einmannwagen)
960 Friedhof Ohlsdorf (ex Linie J; nur morgens bis nachmittags; später ergänzt durch Linie 97, jetzt HVV-Linien 170 und 270)
Die Harburger und Wilhelmsburger Linien wurden von den im Betriebshof Harburg-Wilstorf (Heckengang) stationierten Wagen befahren, die Busse der Linien 61–65 und Verstärker der Linie 78 wurden vom Betriebshof Wandsbek Wendemuthstraße (W) aus eingesetzt, die im Btf. Winterhude Krohnskamp (K) stationierten Wagen bedienten die Linien 77–79 und 96, der Btf. Altona Schützenhof (T) bestückte die Linien 81–86. Die Busse stammten hauptsächlich von Büssing, sie hatten Aufbauten verschiedener Karosseriebauunternehmen, daneben gab es zwei Krupp/Junkers (ex VAGA), zwei Daimler-Benz/Uerdingen und fünf Krauss-Maffei mit Rathgeber-Aufbau. 1953 wurden bei über 5 Mio. Fahrzeugkilometer über 30 Mio. Fahrgäste mit HHA-Bussen befördert.
Der Tarif für Fahrten mit den HHA-Verkehrsmitteln berücksichtigte damals die Art des Verkehrsmittels, die Länge der Fahrt und/oder ob umgestiegen werden sollte. 1953 gab es folgende Preise:
-,25 DM   Fahrt mit Straßenbahn/O-Bus ohne Umstieg, bei U-Bahn bis zur 6. Haltestelle, nicht für Dieselbuslinien (ausgenommen Linien 41–44)
2,-- DM   Sammelkarte für 9 Fahrten (á –,25 DM)
-,30 DM   Bus bis zur 2. Zahlgrenze oder U-Bahn bis zur 10. Haltestelle
-,35 DN   Strab/O-Bus mit einmaligem Umstieg, oder Bus ohne Entfenungsbegrenzung, oder U-Bahn bis zur 14. Hst.
-,40 DM   mit zweimaligem Umsteigen/Übersteigen, beliebige Entfernung
-,15 DM   Kinder ohne Um-/Übersteigen, beliebige Entfernung
-,20 DM   Kinder mit zweimaligem Um-/Übersteigen, beliebige Entfernung
von 23:30 bis 4:30 Uhr galt der Spättarif: doppelter Fahrpreis
Das Verkehrsgebiet wurde 1953 in eine Art Sektoren eingeteilt: Harburg, wo alle HHA-Linien zu dieser Zeit elektrisch (Straßenbahn und O-Bus) betrieben wurden, behielt die 40er Nummern (Linien 41, 42, 43, 44, die mit dem günstigeren Straßenbahntarif gefahren wurden), die 50er Nummern bekam Wilhelmsburg, Anfang der 1960er Jahre auch der erweiterte Innenstadtbereich (nordwestlicher Teil und Mitte). Der Osten bekam die 60er Linien, die 70er Linien waren im Nordosten angesiedelt und die 80er Nummern im Westen. Die 90er Nummern wurden für sogenannte Sonderlinien genutzt, die einen besonderen Tarif hatten. Diese Systematik hat im Grunde noch heute Bestand (wobei die Innenstadt ab 1967 den 10er Bereich erhielt (später auch den 00er Bereich), die 50er Liniennummern bekamen dann Wilhelmsburg und Finkenwerder), wurde aber später noch verfeinert. Dieses System wurde für die Benennung der 2001 neu eingeführten Metrobuslinien verlassen, diese erhielten neue Liniennummern, die nicht auf die eingeführten regionalen Liniennummern-Bereiche Bezug nehmen (Berlin hatte dies bei seinen Metrobuslinien berücksichtigt).
Im Jahr 1954 wurden im HHA-Kraftomnibus-Betrieb 372 Millionen Platzkilometer geleistet, beim Oberleitungsbus in Harburg waren es 62 Millionen Platzkilometer.

#### Busse der BGE und der VKSt, ab 1954 Verkehrsbetriebe Hamburg-Holstein (VHH)
Im Bezirk Bergedorf im Südosten der Stadt gab es die Bergedorf-Geesthachter Eisenbahn (BGE) mit der Vierländer Bahn und der Hamburger Marschbahn, die dort auch Busverkehr betrieb. Daneben gab es die Südstormarnsche Kreisbahn, die von den Verkehrsbetrieben des Kreises Stormarn betrieben wurde. 1953 wurde diese einschließlich ihres Busverkehrs von der BGE übernommen. 1954 wurde der gesamte Busverkehr der BGE von der neugegründeten Verkehrsbetriebe Hamburg-Holstein AG (VHH) übernommen, der weiter ausgebaut wurde und bis heute fortgeführt wird. Die VHH hatte einige Buslinien, die am Hamburger ZOB am Hauptbahnhof endeten. Sie stellten einen Großteil des dort stattfindenden Linienbusverkehrs mit recht dichtem Takt. Nach Verlängerung der U-Bahn-Linien nach Wandsbek und Billstedt in den 1960er Jahren wurden die durch diese Stadtteile führenden VHH-Linien vom ZOB zu den dortigen U-Bahnhöfen verkürzt.

#### Private Busbetreiber mit Linienbetrieb
Daneben gab es in der Nachkriegszeit einige andere, private Busbetriebe, die Linienverkehr in Hamburg betrieben:
- Fa. A. und H. Reimers Kraftverkehr K.-G., ab Ende der 1960er Jahre als Pinneberger Verkehrs-Gesellschaft (PVG) (Rellingen Stawedder): 1971 durch HHA (und VHH) übernommen und als PVG weitergeführt

20 Pinneberg – Rellingen – Halstenbek – Hamburg, Eidelstedter Platz (ab 1945, ab 1972 HVV-Linie 382, ab 1975 Linie 185, jetzt teilweise 184)
80 Eidelstedter Platz – Lohkampstraße – Burbekstraße (von 1955 bis zum 27. Oktober 1963, danach Teil der Bahnbus-Linie im S-Bahn-Vorlaufbetrieb ab Langenfelde, danach HHA-Linie 56, dann HVV-Linie 282, danach 191, jetzt 281)
- Fa. Hamburger Reisedienst Rudolph Schmidt (HRD), ab 1948: Langenhorn, Wakendorfer Weg – Krankenhaus Heidberg – Langenhorn Nord, 1955 verlängert über Suckweg – Ermlandweg bis U-Bf. Langenhorn Mitte

1964 durch die HHA übernommen als (verlängerte) Linie 57, später HVV-Linie 192
- Fa. Heinrich Schüler (Eidelstedt), ab 1949: Schnelsen – Eidelstedt – Elbgaustr. – Lurup – Osdorf – (Teufelsbrücke) – Nienstedten – Blankenese Bf.

1954 durch Fa. Paul Mullikas (Quickborn) übernommen; ab 1962 VHH: Schnelsen – Eidelstedt als Teil der VHH-Linie 101
- Fa. Hansa-Rundfahrt W. Schleinecke & Co., 1949–1953: Berliner Tor – Moorfleet
- Fa. Hamburger Verkehrs-Betrieb Hans Rieck (HVB, Hamburg-Wandsbek/Jenfeld):

10 Wandsbeker Chaussee S-Bf. – Bf. Hasselbrook – Hamm-Nord – Horner Rennbahn – Billstedt (ab 1950, am 1. Januar 1963 von der HHA übernommen als verlängerte Linie 61)
20 Billstedt – Jenfeld (– Jüthorn) ab 16. Mai 1949, am 4. Oktober 1953 verlängert: – Lettow-Vorbeck-Kaserne – Tonndorf – Alter Zollweg – Oldenfelde – U-Bf. Berne (nur bis 1957, dann Linie 3)
20 Billstedt – Jenfeld – Tonndorf – Bf. Wandsbek Ost – Kupferdamm-Schule – U-Bf. Farmsen – Karlshöhe (1957 bis Herbst 1960, dann Linie 3)
20 Billstedt – Jenfeld, Rodigallee (Herbst 1960–1962)
30 Billstedt – Jenfeld (– Tonndorf – Alter Zollweg – Oldenfelde – U-Bf. Berne) (1957 bis Herbst 1960, Jenfeld – Berne nur werktags morgens und nachmittags)
30 Billstedt – Jenfeld – Tonndorf – Bf. Wandsbek Ost – Kupferdamm-Schule – U-Bf. Farmsen – Karlshöhe (Herbst 1960–1962, ab 1. Januar 1963 HHA-Linie 67, später HVV-Linie 167, jetzt Metrobus 27)
23 U-Bf. Volksdorf – Stellmoor – Ahrensburg, Siedlung am Hagen, als Linie 26 weiter: – Stellmoor – U-Bf. Ahrensburg West – Bf. Ahrensburg – Ahrensburg, Rondeel (von VHH übernommen, nur 1955/56)
Außerdem wurde 1955 im Auftrag der VHH mittwochs und sonnabends auf Linie 27 je eine Fahrt vom Bf. Ahrensburg über U-Bf. Schmalenbeck nach Siek und zurück durchgeführt.
- Fa. H. Guske & Co. (Bad Oldesloe):

•0 Hamburg Ochsenzoll Bf. – Puckaff – Tangstedt – Wilstedt (später von Heinr. Prahl und dann durch VHH als Linie 113 weitergeführt)
•0 Hamburg Ochsenzoll Bf. – Puckaff – Kayhude, Heidkrug – Ehlersberg – Bargfeld-Stegen – Elmenhorst – Neritz – Blumendorf – Bad Oldesloe (später durch Autokraft übernommen)
- Fa. Bohring & Schulz („Elite-Rundfahrt“) ab 1950: Altona, Friedhöfe – Kaltenkircher Platz – Bf. Holstenstraße, später bis zum U-Bf. Feldstr. verlängert

Ostern 1963 durch Fa. H. Balzer übernommen, am 5. Juli 1964 von der HHA als Linie 88 übernommen, daraus wurde später die HVV-Linie 180
- Fa. Friedrich Jasper (Hamburg-Hohenfelde): Hamburg Hbf. – Flughafen Fuhlsbüttel; wurde bis zur Inbetriebnahme der S-Bahn zum Flughafen 2008 außerhalb des HVV-Tarifs betrieben

außerdem Fahrten vom ZOB Hamburg zum Casino nach Travemünde (nachmittags hin, nachts zurück, für Casino-Besucher)
- Fa. Travers Omnibusgesellschaft mbH (TOG) ab < 1950:

•0 Blankenese Bf. – Süllberg (Sonderlinie zum Süllberg-Restaurant)
•0 Harburg Bf. – Hausbruch – Neugraben – Francop – Moorburg – Altenwerder – Finkenwerder – Hamburger Flugzeugbau (ab 29. September 1968 von der HHA als HVV-Linie 251 betrieben)
•0 Veddel, Markt – Peute (seit dem 29. September 1968 von der HHA als HVV-Linie 254 betrieben)
- Fa. Charles Knoery (Schnelsen) ab August 1952:

•0 Niendorf, Markt – Niendorf Nord, Paul-Sorge-Str. (ab 1962 Teil der verlängerten HHA-Schnellbuslinie 22)
•0 Niendorf, Markt – Garstedter Weg – Moorrand (im Sommer 1962 von der HHA als Linie 57 übernommen, später Teil der HVV-Linie 192, jetzt Linie 191)
- Fa. Fischer (Harburg): Hamburg Hbf./ZOB – Moorwerder, bis 1954, Kornweide / Wilhelmsburg – Moorburg (ab 2. April 1955 durch Kleinbus-Sonderlinie 93 der HHA ersetzt[38])
- Fa. Jonas (Neuenfelde): Neuenfelde – Harburg, Sand – Hamburg ZOB (später verkürzt bis Harburg als Kraftpost-Linie nach Jork, ab 1. Oktober 1967 als HVV-Linie 157)
- Fa. Peter Marquardt (Stöckte): Hamburg ZOB – / (Deichtormarkt –) Harburg – Fleestedt – Maschen – Fliegenberg – Hoopte – Stöckte (nur werktags; 1972: Bf. Meckelfeld – Over – Fliegenberg – Hoopte – Stöckte – Winsen Bf.)
- Fa. W. Maack (Bendestorf) ab < 1953:

•0 Hamburg ZOB – Veddel – Neuland (Autobahn) – Horst – Hittfeld (Autobahn) – Helmstorf – Harmstorf – Bendestorf – Jesteburg
•0 Hamburg ZOB – Veddel – Horst – Hittfeld (Autobahn) – Dibbersen – Vaensen – Buchholz – Reindorf – Lüllau – Jesteburg – Bendestorf
- Fa. Günter Meyer („Heidewind“, später „Globetrotter-Reisen“, Vahrendorf):

•0 Harburg Bf. − Harburg, Rathaus – Bf. Unterelbe – Hausbruch – Ehestorf – Alvesen (zunächst durch H. Meyer)
•0 Harburg Bf. − Harburg, Rathaus – Bf. Unterelbe – Bostelbek – Hausbruch – Neugraben – Fischbek – Neu-Wulmstorf – Elstorf – Mienenbüttel – Wenzendorf
- Fa. Ernst Gericke, ab 1953: Harburg Rathaus – Gut Moor, Schule
- Fa. Erich Eggers (Rönneburg):

•0 Harburg Bf. – Marmstorf (1963 Linie von der HHA übernommen, Linie 44, später 45, 1968 Linie 145)
•0 Harburg Bf. – Gut Moor (nur werktags), 1963 durch Fa. Wolfgang Fuchs übernommen, ab 1970 von der HHA übernommen als HVV-Linie 249, Fuchs fuhr weiter als Subunternehmer
- Fa. Max Kuhnwaldt (Winsen): Harburg Bf. – Sinstorf – Fleestedt – Glüsingen – Maschen – Ramelsloh – Holtorfsloh – Stelle – Winsen
- Fa. Winter & Cordes: Neugraben Bf. – Fischbek, Altersheim (nur mittwochs/sonntags nachmittags zu den Besuchszeiten)
- Fa. H. Preugschat (Buxtehude): Hamburg ZOB – Harburg, Schloßstr. – Fischbek – Rübke – Neuenfelde Nincop – Hove – Buxtehude
- Fa. Wilhelm Johannsen (Hollenstedt): Hamburg ZOB – Harburg, Rathaus – Bostelbek – Hausbruch – Neugraben – Fischbek – Neu-Wulmstorf – Ovelgönne – Moisburg – Hollenstedt (keine gegenseitige Bedienung der Hst. zwischen Hamburg ZOB und Bostelbek)

#### Fahrten für Besucher von Krankenhäusern und Heilstätten usw.
Für Besucher von Krankenhäusern und Heilstätten im Hamburger Raum gab es spezielle Busfahrten zu den, damals noch sehr restriktiv gehandhabten, Besuchszeiten, vorzugsweise Mittwoch und Sonntag nachmittags. In den 1960er Jahren gab es folgende Fahrten:
- Iserbrook – Krankenhaus Rissen (HHA-Linie 83, einige Fahrten Mi und So nachmittags)
- Hamburg ZOB – Neuengamme, Gefängnis (VHH, zwei Fahrten sonnabends)
- Hamburg ZOB – Geesthacht, Heilstätte Edmundsthal (VHH, eine Fahrt sonntags)
- Hamburg ZOB – Radbruch, Schäfer-Ast (Busunternehmen Fehlhaber, eine Fahrt dienstags)
- Hamburg ZOB – Bevensen, Krankenhaus (Busunternehmen E. Heggblom, eine Fahrt mittwochs und sonntags)
- Hamburg ZOB – Wintermoor, Krankenhaus (Busunternehmen Berner, Dau Reisen, Heggblom, Jasper, eine Fahrt mi und so)
- Hamburg ZOB – Sahlenburg, Seehospital (VHH, eine Fahrt sonntags)
- Hamburg ZOB – Rickling, Krankenanstalten (Hansa-Rundfahrt, eine Fahrt sonntags)

#### Sonderlinien und Schnellbusse der HHA
In den 1950er Jahren war die Straßenbahn in Hamburg neben der U-Bahn das bevorzugte Verkehrsmittel. Stadtbusse der HHA hatten nahezu ausschließlich eine Zubringerfunktion zu den U-Bahn- und Straßenbahnlinien. Da man in den Jahren zunehmender Motorisierung jedoch zunehmend die Straßenbahn als Verkehrshindernis betrachtete und diese langsam „aus der Mode“ kam, bahnte sich politisch ein Wechsel an. Angestrebt wurde der weitgehende Ersatz der Hamburger Straßenbahn in der inneren Stadt durch U- und S-Bahn. Neben Schnellbahnen sollten aber auch Busse zum Einsatz kommen. Ziel war daher Ende der 1950er Jahre, den Bürgern auch Busse als qualitativ hochwertige und schnelle Verkehrsmittel darzustellen, um so letztlich die Einstellung des Straßenbahnbetriebes gegenüber der Bevölkerung bzw. den Fahrgästen durchzusetzen.
Ab Mitte der 1950er Jahre begann ein Ausbau des Omnibusbereiches der HHA. Zunächst wurden einige Sonderlinien zu speziellen Tarifen ohne Anerkennung von Zeitkarten eingerichtet (Linien 93/94 in Wilhelmsburg, 96 auf dem Friedhof Ohlsdorf und 91 Stellingen–Eppendorf–Luftwerft).
Am 30. Oktober 1955 verkehrten die ersten HHA-Schnellbusse (Linie 36: Blankenese – Teufelsbrücke – Elbchaussee – Altona, Neues Rathaus – St. Pauli – Sievekingplatz – Rathausmarkt – Hbf/ZOB; Linienlänge 17,4 km). 1956 gab es kurzzeitig (8. Mai bis 30. Oktober) eine Schnellbus-Nachtlinie 37 als Anschluss an der Endstelle der Nachtstraßenbahnlinie 6 in die westlichen Stadtteile: Ottensen, Bleickenallee – Elbchaussee – Blankenese – Rissen – Wedel.

Es folgte ein weiterer Ausbau zu einem regelrechten Schnellbusnetz; Ende 1958 gab es bereits sechs Durchmesserlinien und zwei Halbringlinien:
310 Flughafen – Luftwerft – Groß Borstel, Licentiatenberg – Eppendorf – Harvestehude, Hochallee – Ernst-Merck-Halle (Planten un Blomen) – Rathausmarkt – Hbf/ZOB – Berliner Tor – Hamm – Horn – Billstedt (am 11. Mai 1959 verlängert nach Kirchsteinbek und am 4. September 1961 bis Bf. Ochsenzoll)
320 Burgwedel – Schnelsen – Niendorf Markt – Lokstedt, Siemersplatz – Hoheluftbrücke – Ernst-Merck-Halle (Planten un Blomen) – Rathausmarkt – Hbf/ZOB – Berliner Tor – Hamm – Wandsbek – Tonndorf – Rahlstedt Bf. (ab 22. Dezember 1956)
330 Lokstedt West, Vizelinstr. – Mansteinstr. – Ernst-Merck-Halle (Planten un Blomen) – Rathausmarkt – Ballindamm – Uhlenhorst – Jarrestadt – U-Bf. Stadtpark (1960–1968 über Hamburger Str., Barmbek-Nord und Ohlsdorf verlängert nach Fuhlsbüttel)
340 Bf. Eidelstedt Ost – Stellingen – Eimsbüttel, Apostelkirche – Schlump – Ernst-Merck-Halle (Planten un Blomen) – Rathausmarkt – Hbf/ZOB – Hammerbrookstr. – Veddel – Wilhelmsburg (1962 verlängert nach Schnelsen (West), später von Wilhelmsburg zunächst bis Kornweide, dann nach Kirchdorf)
360 Tinsdal – Rissen – Blankenese Bf. – Teufelsbrück – Altona, Neues Rathaus – Reeperbahn – Staatsoper – Rathausmarkt – Hbf/ZOB (– Kuhmühle – Eilbek – Friedrichsberg – Dulsberg – U-Bf. Wandsbek-Gartenstadt) (später verlängert über Friedr.-Ebert-Damm nach Farmsen-Berne)
370 Osdorf, Blomkamp – Groß Flottbek – Bahrenfeld – Bf. Altona – U-Bf. St. Pauli – Rödingsmarkt – Rathausmarkt – Ballindamm – Barmbek-Süd – U-Bf. Dehnhaide – Bramfeld, Hohnerkamp (1960 verlängert bis Am Stühm Süd)
390 Altona, Neues Rathaus – Bf. Altona – Alsenplatz – Eppendorfer Weg – Hoheluft – Eppendorfer Markt – Winterhude, Barmbeker Str. – Jarrestr. – Dehnhaide – Eilbek – Hamm – Billwerder Ausschlag (am 2. Okt. 1960 verlängert nach Rothenburgsort, danach nur noch ab Winterhude, im Mai 1965 eingestellt)
910 Teufelsbrück – Nienstedten – Osdorf – Stadionstr. – Sylvesterallee (Volksparkstadion) – Stellingen – Hagenbecks Tierpark – Lokstedt, Siemersplatz – Eppendorf, Markt – U Lattenkamp – Luftwerft – Flughafen – Fuhlsbüttel – Bf. Ohlsdorf – Habichtsplatz – Dulsberg – Wandsbek, Markt – Horn – Billstedt (ab 1. April 1957; diese Halbringlinie wurde am 29. September 1968 umbenannt in Linie 39; bereits ab 3. Juli 1955 verkehrte sie auf dem Teilstück zwischen Stellingen und Luftwerft als Sonderlinie, ab April 1956 weiter bis Wandsbek, Husarendenkmal)
930 Wilhelmsburg, Veringstraße – Mengestraße – Kirchdorf – Moorwerder (erste Sonderbuslinie ab 2. Mai 1955 mit Mercedes-Benz O 319 Kleinbus; ab 26. Mai 1968 Stadtbuslinie 155)
940 Baumwall – Großer Grasbrook – Veddeler Damm – Kleiner Grasbrook – Steinwerder, Elbtunnel / – Neuhof (Sonderbuslinie, nur werktags morgens und nachmittags; nur 6. Juni 1955 – 31. Januar 1957)
960 Friedhof Ohlsdorf (Sonderbuslinie, nur tagsüber; 1968 als Schnellbuslinie 42, ab 28. September 1969 Linie 170 zum Normaltarif)
Für die mit eigenständigem Tarif zu benutzenden Schnellbusse gab es neben den beim Busfahrer zu lösenden Fahrscheinen (0,40–1 DM, keine Ermäßigungen für Kinder) 1959 auch Fahrschecks, die günstigere Fahrten als beim Barverkauf beim Fahrer ermöglichten. Es gab Fahrschecks mit 54 Wertstreifen à 20 Pfennig für 10 DM und solche mit 32 Wertstreifen für 6 DM, die es im Hochbahnhaus und an U-Bahn-Fahrkartenschaltern zu kaufen gab. Die Einzel- und Sammelfahrtausweise sowie die Zeitkarten des Normaltarifs waren auf den HHA-Schnell-, Sonder- und Kleinbuslinien nicht gültig. Erst 1961 galten als erstes die Touristenkarten (5 DM Netzkarte für 3 Tage) auch auf diesen Linien. Zur Unterscheidung von den „normalen“ rot/cremefarbenen Stadtbussen wurden ab 1960 die Schnellbusse rosa/weiß lackiert und mit besserer Ausstattung versehen. Es gab eine Vollbestuhlung, später mit größeren Sitzabständen, einen Kinderwagenplatz gab es damals nicht.
Anfang der 1960er Jahre kamen noch weitere Schnellbuslinien der HHA hinzu:
22 (ab 30.10.1961) Niendorf Nord, Vielohweg (ab 29.4.1968 Nordalbingerweg) – Niendorf Markt – Siemersplatz – Hoheluftbrücke – Ernst-Merck-Halle (Planten un Blomen) – Rathausmarkt – Hbf/ZOB – Lübecker Str. – Eilbek – Wandsbek – Marienthal – Jenfeld – Hohenhorst (auch als Verstärkung der Linie 32, ab 29.05.1983 als Linie 35)
26 (2.11.1964–28.5.1967) Blankenese – Teufelsbrück – Altona Rathaus – St. Pauli – Rathausmarkt – Hbf/ZOB (– Eilbek – Wandsbek) (Verstärker der Linie 36)
38 (19.6.1961–21.5.1977) Poppenbüttel Markt (später Ulzburger Str.) – Alte Landstr. – Fuhlsbüttel – Bf. Ohlsdorf – Alsterdorf/(später Geschäftsstadt Nord) – Winterhude Markt – Maria-Louisen-Str. – Mittelweg – Bf. Dammtor – Rathausmarkt – Hbf/ZOB (nur werktags)
97 (ab 1960) Haupteingang Friedhof Ohlsdorf – Bramfeld See (zweite Friedhofslinie, 1968 umbenannt auf 43, ab 28. September 1969 Linie 270 zum Normaltarif)
Außerdem wurde am 31. Mai 1969 ein Zubringer zur neuen Englandfähre nach Harwich zum Schnellbustarif eingerichtet:
300 St.-Pauli-Landungsbrücken – Hauptbahnhof (nur Fahrten zur An- und Abfahrt, jeden zweiten Tag)
1964 gab es elf HHA-Schnellbuslinien mit einer Linienlänge von 290,7 km, es wurden 17,717 Mio. Fahrgäste befördert.
Nach Einführung des Verkehrsverbundes (HVV) kamen am 2. Januar 1967 die Linie 1 S der VHH als Schnellbuslinie 21 Hamburg ZOB – Billstedt – Bergedorf – Geesthacht – Lauenburg sowie die Bahnbuslinie Hamburg ZOB – Harburg, Rathaus als Schnellbuslinie 46 hinzu. Letztere wurde im September 1975 eingestellt, VHH-Linie 21 am 29. Mai 1983 umbenannt in Linie 31 (jetzt Expressbus-Linie X80).
Die Linienwege mieden damals die durch die Straßenbahnlinien stark beanspruchte Haupteinkaufsstraße (Mönckebergstraße) und nutzten auch die Colonnaden (nordwärts), Steinstraße (ostwärts), den Gerhart-Hauptmann-Platz (nordwärts) und den Ballindamm. Ab dem 24. Mai 1971 wurde in beiden Richtungen durch die Mönckebergstraße gefahren. Die Fahrwege entsprachen teilweise Linienwegen, die in den 1930er Jahren bereits von Kraftomnibussen bedient wurden (damals verkehrten ab der Innenstadt durchgehende Buslinien bis in die Außenbezirke). Schnellbusse sollten eine hochwertige, schnellere Alternative zur Straßenbahn sein, einige Linien verkehrten daher parallel zu Straßenbahnstrecken (u. a. Linie 32 Schnelsen bis Hamm ungefähr parallel zur Straßenbahnlinie 2).

#### Kleinbus-Einsatz
Innerhalb des Wallrings der Hamburger Innenstadt wurden Mitte der 1950er Jahre einige Parkhäuser gebaut, um bei der zunehmenden Ausweitung des motorisiertem Individualverkehrs dort genügend Parkraum zur Verfügung zu stellen und die Straßen weitgehend für den Lieferverkehr freizuhalten. Damit die Nutzer dieser Parkhäuser und auch des Großparkplatzes auf dem Heiligengeistfeld bequem zu ihren Zielen in den Büro- und Geschäftsvierteln innerhalb des Wallrings und zurückkommen können, wurde am 9. Juni 1958 die erste Linie C1 des Citybus-Systems mit Kleinbussen eingerichtet, knapp zwei Monate später kam am 4. August die zweite Linie C2 hinzu. Die Linienführung bildete in etwa eine liegende Acht, die von beiden Linien gegenläufig bedient wurden:
C10 St. Pauli, Heiligengeistfeld (Süd) – Bei den Kirchhöfen (Ernst-Merck-Halle) – Bf. Dammtor – Stephansplatz – Gänsemarkt – Stadthausbrücke – Rathausmarkt – Meßberg – ZOB – Hauptbahnhof/Kirchenallee – Parkhaus Raboisen – Rathausmarkt – Hopfenmarkt – Rödingsmarkt – St.-Pauli-Landungsbrücken – Heiligengeistfeld (Süd)
C20 St. Pauli, Heiligengeistfeld (Süd) – Landungsbrücken – Rödingsmarkt – Hopfenmarkt – Rathausmarkt – Parkhaus Raboisen – Hauptbahnhof/Kirchenallee – ZOB – Meßberg – Mönckebergstr. – Rathausmarkt – Parkhaus Bleichenbrücke – Caffamacherreihe – Gänsemarkt – Colonnaden – Bei den Kirchhöfen (Ernst-Merck-Halle) – Heiligengeistfeld (Süd)
Gefahren wurde montags–freitags zu den Geschäftszeiten (7–19 Uhr) im 5-Minuten-Takt, sonnabends im 10-Minuten-Takt, sonn- und feiertags gab es keinen Betrieb. Eine volle Tour durch die „Acht“ dauerte 40 Minuten. Tariflich waren die Citybusse völlig eigenständig, Fahrkarten anderer Verkehrslinien wurden nicht anerkannt. Fahrscheine wurden nicht ausgegeben, es gab eine Zahlbox beim Fahrer, in die pro Fahrt eine Citybus-Fahrmünze oder ein 50-Pfennig-Stück eingeworfen werden musste. Man konnte zehn Fahrmünzen für 4,50 DM im Vorverkauf erwerben. Die HHA beschaffte für den Citybus-Einsatz 25 Mercedes-Benz O 319 mit besonderem Aufbau (höheres Dach für stehende Fahrgäste, großzügige Verglasung auch am Dachrand, Linienschildkasten für das Broseband und zwei vom Fahrer zu betätigende Außenschwenktüren).
Obwohl für das Citybus-System ein großer Werbeaufwand betrieben wurde, war die Nutzung der Busse sehr gering, sie blieben meistens leer. Deswegen wurde versucht, das System zu verbessern: die wenig einprägsame verschlungene Linienführung wurde vereinfacht. Ab dem 23. März 1959 gab es drei Ringlinien, die jeweils in beide Richtungen betrieben wurden:
Rote Linie0 Hauptbahnhof – Stephansplatz – Holstenwall – St. Pauli, Millerntor – Landungsbrücken – Kajen/Rödingsmarkt – Meßberg – Johanniswall – Hauptbahnhof (8-Min.-Takt)
Blaue Linie0 Bf. Dammtor – Gänsemarkt – Jungfernstieg – Rathaus – Stadthausbrücke – Kaiser-Wilhelm-Str. – Sievekingplatz – Bei den Kirchhöfen – Bf. Dammtor (5-Min.-Takt)
Grüne Linie0 Hauptbahnhof/Kirchenallee – ZOB – Burchardplatz – Rathaus – Jungfernstieg – Neuer Jungfernstieg – Georgsplatz – Hauptbahnhof/Kirchenallee (5-Min.-Takt)
Betriebszeiten waren nun mo–fr 7:30–18:30 Uhr und sa 8:30–14:30 Uhr. An Haltestellen gab es einfache Automaten, an denen drei Fahrmünzen für eine Mark gekauft werden konnten, außerdem wurde eine Citybus-Monatskarte für 22 DM und eine Quartalskarte für 60 DM angeboten. Trotz dieser Bemühungen wurde das System weiterhin kaum genutzt, der Betrieb der beiden „kleinen“ Linien (Blau und Grün) endete am 30. Juni 1959, die „große“ rote Linie wurde noch bis zum 30. Dezember 1959 betrieben.
Auch um die inzwischen vorhandenen 25 Kleinbusse besser einzusetzen, wurden 1959 in einigen Hamburger Ortsteilen mit engen Straßen Ortsbuslinien eingerichtet:
V10 Volksdorf: U-Bahnhof – Gussau – U-Bahnhof (ab 1. Dezember 1959, ab 1968 Linie 47 zum Schnellbustarif, ab 1975 Teil der verlängerten Stadtbuslinie 174, jetzt Linie 375)
V20 Volksdorf: U-Bahnhof – Huusbarg – U-Bahnhof (ab 1. Dezember 1959, 1960 beide Volksdorfer Linien als V1 zusammengefasst, ab 1968 Linie 47 zum Schnellbustarif, ab 1975 Teil der verlängerten Stadtbuslinie 174, jetzt Linie 375)
P40 Poppenbüttel S-Bf, Stormarnplatz – Saseler Mühlenweg – Mellingburgredder (ab 1. Dezember 1959, Verbindung wurde am 27. Oktober 1963 Teil der verlängerten Stadtbuslinie 65, später Teil der Stadtbuslinie 276)
W50 Wellingsbüttel S-Bf. – Sasel-Süd – Meiendorfer Mühlenweg – U-Bf. Berne (ab 1. Dezember 1959, wurde am 19. Juli 1964 von der Stadtbuslinie 68, später 168, zum Normaltarif übernommen)
B60 Blankenese: S-Bahnhof – Treppenviertel – Strandweg – Waseberg – Oesterleystr. – S-Bahnhof (ab 1. März 1959, später als Linie 48 zum Schnellbustarif, jetzt Quartierbus-Linie 488)
B70 Blankenese: Süllberg – Hardenbergstr. – S-Bahnhof – Godeffroystr. – Mühlenberg, Elbufer (1. Dezember 1959 bis 1. April 1964, Ostteil später als Linie 49 zum Schnellbustarif, jetzt Quartierbus-Linie 588)
B80 Blankenese-Nord, Siebenbuchen – S-Bahnhof Blankenese – Auguste-Baur-Str. (ab 1. Dezember 1959; später verlängert über Friedhof Blankenese bis Krankenhaus Rissen)
R90 Rissen: S-Bahnhof – Wittenbergen, Elbufer (ab Juni 1959, nur sonntags in den Sommermonaten)
Die Zahlboxen aus Citybus-Zeiten wurden noch bis März 1963 verwendet, eine Fahrt kostete 50 Pfennig oder eine Fahrmünze. Drei Fahrmünzen konnten für 1 DM gekauft werden. Im Gegensatz zum Einsatz in der City waren die Kleinbusse in den äußeren Stadtteilen erfolgreich, boten sie doch den Wohngebieten abseits des bisherigen Linienverkehrs erstmals eine ÖPNV-Anbindung mit Anschluss an ein Stadtteilzentrum mit einem Schnellbahnhof. Ab dem 23. März 1963 verkehrten die (noch bestehenden) Kleinbuslinien zum Schnellbustarif mit Fahrscheinverkauf beim Fahrer aus TIM-Druckern.

#### Werkbuslinien
In den 1960er Jahren gab es bei der Deutschen Bundesbahn für interne Zwecke (Beförderung der Bediensteten) Werkbuslinien. Im Sommer 1965 waren dies folgende:
013910 Hamburg ZOB → Bf Eidelstedt – Bf Elbgaustraße – Bf Lokstedt → Hamburg ZOB
013920 Hamburg Hbf, Kirchenallee → Bf Dammtor → Bf Sternschanze → Bf Holstenstraße → Ga Hmb-Altona – Bf Hmb-Altona – Pbf Eidelstedt – Eidelstedt, Verwaltungsgebäude – Halstenbek, Poststr. – Rellingen – Pinneberg, Friedr.-Ebert-Str. – Prisdorf – Tornesch, Postamt – Elmshorn, Posthalt (je eine Fahrt nachts hin und zurück) sowie: Kbw Hamburg – Bf Berliner Tor
013930 Bf Hamburg-Harburg – Bf Unterelbe – Bf Seehafen – Moorburg, Kirchdeich – Stellwerk Waltershof Who – Waltershof Whm
013940 Bf Wilhelmsburg – Bf Hohe Schaar, Stellwerk Hos
013950 Bf Hamburg-Harburg – AW Harburg / – Gleislager Harburg
013970 Bf Hamburg-Altona, Betriebsküche – Bww Langenfelde, Verwaltungsgebäude
Mitte der 1960er Jahre kam es bei der HHA zur Einrichtung von Werkbuslinien für die Beschäftigten größerer Betriebe. Nach der Schulung von einigen Dutzend MAN-Werksangehörigen bei der HHA-Busfahrschule wurden diese als Busfahrer von HHA-Bussen am 5. April 1965 auf zunächst vier Werklinien zum MAN-Werk in Neuhof eingerichtet. Die Busse wurden morgens zum Arbeitsbeginn von Wohngebieten zum Werk gefahren und nach Arbeitsschluss wieder zurück. Nach Erfolg bei der MAN wurden weitere Werklinien für andere Großbetriebe, hauptsächlich Werften, eingerichtet. Im Herbst 1965 gab es bereits folgende Werbusklinien:
MAN 10 Rothenburgsort – Veddel – Wilhelmsburg – Neuhof, MAN
MAN 20 Kornweide – Kirchdorf – Bf. Wilhelmsburg – Mengestr. – Neuhof, MAN
MAN 30 Eißendorf – AKH Harburg – Sand – Wilhelmsburg, Mengestr. – Neuhof, MAN
MAN 40 Marmstorf – Bf. Harburg – Kornweide – Wilhelmsburg, Mengestr. – Neuhof, MAN
MAN 50 Rönneburg – Wilstorf – Bf. Harburg – Kornweide – Kirchdorf – Wilhelmsburg, Mengestr. – Neuhof, MAN
HDW 10 Hamm Nord, Sievekingsallee – Rothenburgsort – Veddel – Wilhelmsburg – Neuhof, Howaldtswerke (Werk Roß)
HDW 20 Wilhelmsburg, Kurdamm – Mengestr. – Neuhof, Howaldtswerke (Werk Roß)
HDW 30 Heimfeld, Vahrenwinkelweg – Eißendorfer Pferdeweg – Bf. Unterelbe – Kanalplatz – Kornweide – Wilhelmsburg, Mengestr. – Neuhof, Howaldtswerke (Werk Roß)
HDW 40 Eißendorf – AKH Harburg – Sand – Kornweide – Wilhelmsburg, Mengestr. – Neuhof, Howaldtswerke (Werk Roß)
HDW 50 Sinstorfer Kirchweg – Wilstorf – Bf. Harburg – Wilhelmsburg, Mengestr. – Neuhof, Howaldtswerke (Werk Roß)
HDW 60 Bf. Harburg – Kornweide – Kirchdorf – Wilhelmsburg, Mengestr. – Neuhof, Howaldtswerke (Werk Roß)
Stülcken 10 Hamm, Sievekingsallee – Rothenburgsort – Veddel – Wilhelmsburg – Steinwerder, Elbtunnel
Stülcken 20 Eißendorf, Gellersenweg – Bf. Unterelbe – Kornweide – Wilhelmsburg, Mengestr. – Veringplatz – Steinwerder, Elbtunnel
Stülcken 30 Bf. Harburg – Wilhelmsburg, Mengestr. – Vogelhüttendeich / Fährstr. – Steinwerder, Elbtunnel
Die Fahrten waren nur für Betriebsangehörige zugelassen, es galt der normale HHA-Zeitkarten-Zonentarif. 34 HHA-Busse waren für den Werklinienverkehr vorgesehen (Magirus-Deutz Saturn und Krauss-Maffei/MAN), davon acht für die HDW.
1966 gab es auch mehrere Werkbuslinien für den Otto-Versand in Bramfeld. Linie 4 davon führte von Lauenburg über Geesthacht, Bergedorf, Lohbrügge, Boberg, Kirchsteinbek, Billstedt, Horner Rennbahn und Wandsbek Markt zum Werksgelände, eine Fahrt morgens hin, nach Arbeitsende zurück.
Im Dezember 1968 gab es 35 HHA-Werkbuslinien mit einer Gesamtlänge von 650,7 km.

### Weitere Entwicklung

#### Ersatz von Straßenbahnlinien
Ab Ende der 1950er Jahre wurden die Straßenbahnlinien nach und nach eingestellt und durch ein gebrochenes System mit Schnellbahnen (U- und S-Bahn) auf den Entwicklungsachsen und Feinverteilung durch Stadtbuslinien ersetzt. Dazu wurden mehrere Busbahnhöfe an größeren Schnellbahnstationen errichtet, u. a. auf dem Wandsbeker Marktplatz, nördlich des Bahnhofs Barmbek, am neuen U-Bahnhof Billstedt, am Bahnhof Altona, westlich des S-Bahnhofs Poppenbüttel und am Bahnhof Harburg. 2012 wurde zudem der Busbahnhof am S-Bahnhof Bergedorf von der VHH großflächig umgebaut und modernisiert u. a. mit aufgestockter Halte- und Personen-Zugangsebene.
Schnellbusse sollten (als Alternative dazu) durchgehende Verbindungen ins Zentrum und darüber hinaus mit mehr Komfort als bei normalen Stadtbussen sowie kürzere Fahrzeiten durch weniger Haltestellen bieten. Das Netz wurde daher weiter zügig ausgebaut.
Zum Ersatz der wegen des U-Bahn-Baus (offene Baugruben) stillgelegten Straßenbahn auf der Achse Hauptbahnhof/ZOB – Steindamm – Lübecker Straße – Eilbek – Wandsbek Markt musste am 2. Oktober 1960 ein sehr dichter Verkehr mit Bussen eingerichtet werden, der die bisherigen Straßenbahn-Zubringerlinien aus Richtung Rahlstedt und Jenfeld mit aufnahmen:
0630 Hauptbahnhof/ZOB  – Lübecker Str.  – Landwehr  – Hasselbrook  – Wandsbek Markt – Jenfeld – Barsbüttel (– Willinghusen) (hielt – bis zum 1. Juli 1961 – nur an wichtigen Haltestellen)
1630 Hauptbahnhof/ZOB  – Lübecker Str.  – Landwehr  – Hasselbrook  – Wandsbek Markt – Jenfeld (hielt an allen Haltestellen)
2630 Hauptbahnhof/ZOB  – Lübecker Str.  – Landwehr  – Hasselbrook  – Wandsbek Markt – Jenfeld (Verstärker zur HVZ in Lastrichtung)
0640 Hauptbahnhof/ZOB  – Lübecker Str.  – Landwehr  – Hasselbrook  – Wandsbek Markt – Tonndorf – Bf. Rahlstedt (hielt – bis zum 1. Juli 1961 – nur an wichtigen Haltestellen)
1640 Hauptbahnhof/ZOB  – Lübecker Str.  – Landwehr  – Hasselbrook  – Wandsbek Markt – Tonndorf (– Bf. Rahlstedt) (hielt an allen Haltestellen)
2640 Hauptbahnhof/ZOB  – Lübecker Str.  – Landwehr  – Hasselbrook  – Wandsbek Markt – Tonndorf (Verstärker zur HVZ in Lastrichtung)
Anfangs waren auch noch Wagen mit der Liniennummer 363 und 364 als weitere Verstärker vorgesehen. Auf dem Platz nördlich des ZOBs auf der Großen Allee (heute Adenauerallee) wurde ein großer Bereich für diese HHA-Busse mit sieben Halteplätzen und abgesperrtem Bereich mit Zugang für die Fahrgäste nur über fünf Schaffnerhäuschen angelegt. Die Busse verkehrten im Einmannbetrieb, an sehr belebten Haltestellen wurden Standschaffner eingesetzt. Während der Hauptverkehrszeit wurden auf diesen Linien bis zu 75 Busse eingesetzt. Dafür wurden zahlreiche neue Magirus-Deutz Saturn II „Typ Hamburg“ mit Luftfederung beschafft. Der Fahrtweg der Ersatzbusse führte über die Anger- und Hasselbrookstraße südlich von Lübecker Straße und Wandsbeker Chaussee.
Am 2. Juli 1961 konnte der „U-Bahn-Vorlaufbetrieb“ mit Bussen bis zur U-Bahn-Haltestelle Lübecker Straße verkürzt werden, da die neue U-Bahn bis dahin in Betrieb genommen wurde. Die Verlängerung bis Wartenau erfolgte am 1. Oktober 1961. Die Busse (auch die der Schnellbuslinie 22) konnten nun über die Convent- und Papenstraße fahren. Nun wurden allen Haltestellen von allen Linien angefahren. Wegen fortschreitenden Wohnungsbaus in den östlichen Stadtteilen wurde eine zusätzliche Buslinie eingerichtet:
620 Lübecker Str.  – Hasselbrook  – Wandsbek Markt – Tonndorf – Hohenhorst, Berliner Platz
Der Ersatzverkehr konnte nach Inbetriebnahme der U-Bahn am 27. Oktober 1962 aufgegeben werden, die Linien endeten nun von Osten kommend auf der neuen Bus-/U-Bahn-Umsteigeanlage Wandsbek Markt.
Ergänzungslinien zu den HHA-Stadtbus-Stammlinien mit zweistelliger Liniennummer erhielten eine Zählnummer davor, also 164 als Ergänzung zur 64. In späterer Zeit wurden Ergänzungslinien eingerichtet, die vom Linienweg einer Stammlinie abwich. So zum Beispiel Linie 165, die ab Wandsbek-Gartenstadt über Hegholt nach Bramfeld führte und somit einen anderen Weg als die Stammlinie 65 nahm, die von Wandsbek Markt über Wandsbek-Gartenstadt, Bramfeld und Sasel nach Bergstedt führte.
Im Jahr 1962 wurden mit den 542 HHA-Linienbussen 104,629 Millionen Fahrgäste zwischen den 679 Haltestellen befördert und damit erstmals die 100-Millionen-Grenze überschritten; die Straßenbahn hatte noch 159,291 Millionen Fahrgäste.

#### Sprechfunk und erstes Busleitsystem
Bei der VHH wurde bereits ab 1955 der UKW-Funksprechverkehr zwischen der Zentrale in Hamburg-Bergedorf und den Bussen sowie den Werkstatt-Hilfswagen eingeführt.
Für die allgemeinen – im „normalen“ Tarif verkehrenden – Linienbusse der HHA wurde ab 1964 ein Funksprechsystem zwischen der Leitstelle und den einzelnen Wagen eingeführt, die erste auf der Busumsteigeanlage Wandsbek Markt, ab 1965 auch auf der neuen Busanlage nördlich des Bf. Barmbek. Rufname der Busse war die Kursnummer, die aus Liniennummer und zweistelliger Zählnummer – beginnend mit 11 aus der einen Richtung bzw. 61 aus der anderen Richtung – bestand. Ein weißes Kunststoffplättchen mit der Kursnummer in schwarzer Schrift wurde in einem kleinen Rahmen an der oberen Kante im ersten rechten Seitenfenster befestigt.
Bereits 1963 wurden im höherwertigen Schnellbussystem 20 mit Funksprechgeräten ausgerüstete Schnellbusse mit Verbindung zu einer Leitstelle im Hochbahnhaus eingesetzt. Dies war Voraussetzung zur ab 1965 erfolgten Einführung eines von der HHA zusammen mit Philips Anfang der 1960er Jahre entwickelten elektronischen Leitsystems zur besseren Steuerung des HHA-Oberflächenverkehrs. Dazu wurden zuerst an der Strecke der Schnellbus-Durchmesserlinie 34 ortsfeste Baken mit kleinen Sendeanlagen aufgestellt. Die Vorbeifahrt des Busses an diesen Baken wurde registriert. Die danach zurückgelegte Strecke des Busses wurde in 100-m-Schritten mit den dort installierten Anlagen registriert. Der jeweilige Standort des Busses wurde automatisch alle 2 Minuten (Baken-Standort + 100 m mal x) von der Leitstelle abgefragt. Dabei konnte bei installierter Fahrgastzählanlage auch der Besetzungsgrad des Busses mitgeteilt werden. Dieses System zur besseren Steuerung von Busverkehren wurde bei der IVA 1965 in München ausgestellt. In Hamburg wurde das System mit der Ausstattung von zwei Schnellbussen auf der Linie 34 eingeführt, Anfang 1966 waren es bereits 22 Fahrzeuge. Schließlich wurden alle Schnellbusse damit ausgerüstet, später auch die auf den wichtigsten Innenstadtlinien eingesetzten Busse.
Dieses erste System lief bis zur Darstellung der Standorte auf einem Drucker im Hochbahnhaus mit Darstellung des Verlaufs der Plan- und Ist-Standorte vollautomatisch, so dass der Disponent sich auf eventuell zu treffende Maßnahmen mit Hilfe des Sprechfunks konzentrieren konnte. Die Kapazität dieses Systems war auf 24 Buslinien mit jeweils 48 Bussen ausgelegt. Der Busfahrer hatte bei Einsatzbeginn – des Busses(!) – lediglich die Kursnummer am Fahrzeuggerät einzustellen.

#### Buslinien im Hamburger Verkehrsverbund (HVV)

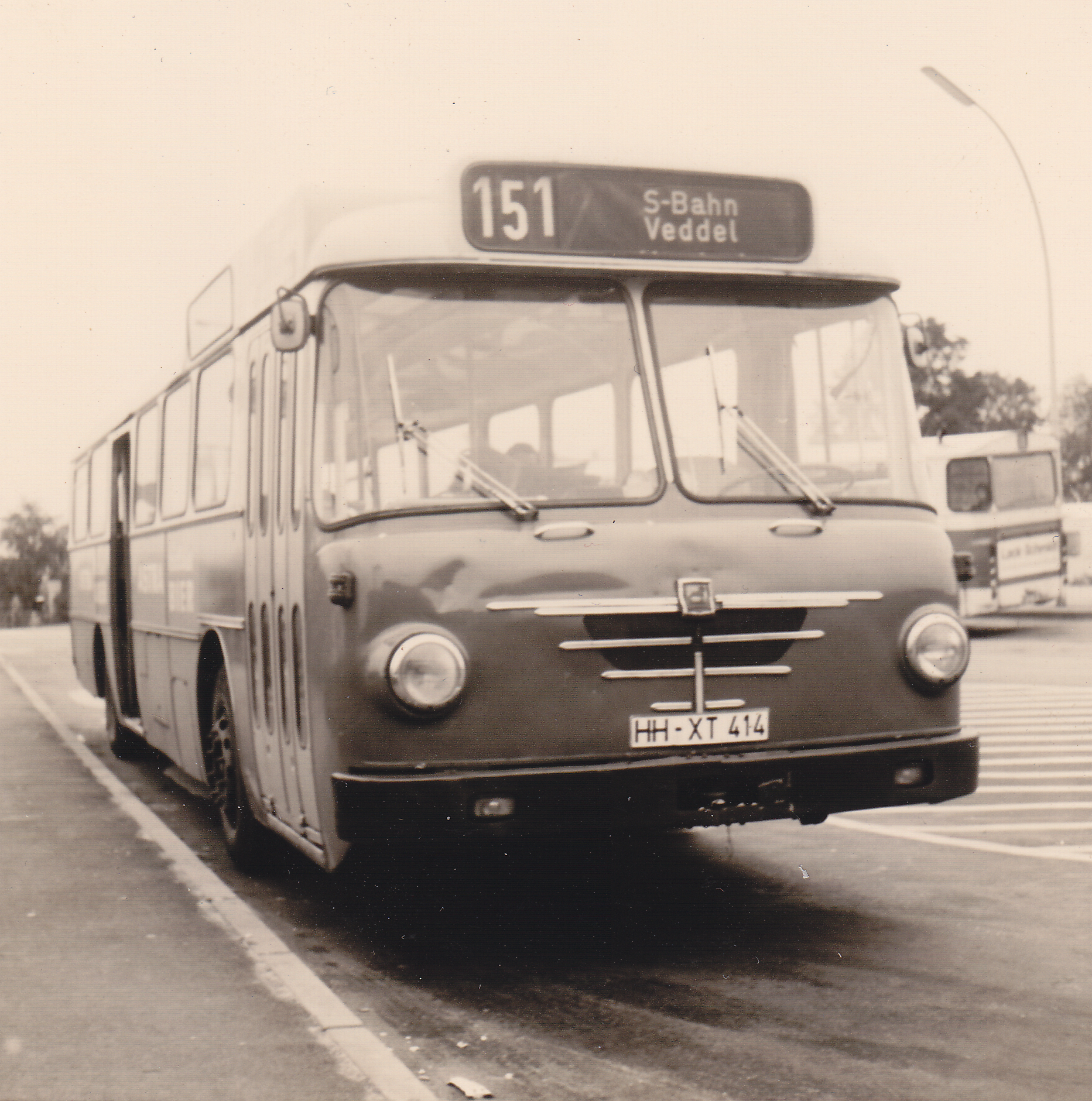
HHA-Bus 6414, Büssing Senator 12 D von 1964 auf HVV-Linie 151 in Wilhelmsburg (1973)

Nach Gründung des ersten deutschen Verkehrsverbundes HVV wurden nahezu alle Buslinien im Nahverkehr in Hamburg und der benachbarten Umgebung in den abgestimmten Verbundverkehr mit gemeinsamen Tarif eingebunden. Damit keine gleichen Liniennummern bei den verschiedenen Verkehrsunternehmen (HHA und VHH) bestehen würden, wurde die bestehende HHA-Nummernsystematik bei den Busliniennummern überarbeitet und fortgeführt. Da zwei Stellen bei den Stadt- und Regionalbuslinien nicht mehr ausreichten, wurde dieses System mit dreistelligen Nummern geschaffen. Ab Ende 1967 wurden in schneller Folge alle Busliniennummern im HVV (außer den Schnellbuslinien) auf drei Stellen umgestellt. Hierbei galt die Grundregel, dass beispielsweise die Linie 165 die Stammlinie wurde, also die Linie mit der führenden 1. Die bisherige Linie 165 als nachrangige Zweiglinie hätte demnach zukünftig 265 heißen müssen. Um die Fahrgäste nicht zu irritieren, bekam diese Nebenlinie die bis dahin freie Bezeichnung 166 (heute 118). Nicht immer konnte die Systematik mit Stamm- und Nebenlinie als 1xx, 2xx, 3xx usw. eingehalten werden. So gab es seit den 1950er Jahren die Linie 77. Zusätzlich wurde 1965 eine Linie 177 geschaffen, die von der Linie 77 geringfügig abwich. Auch hier wollte man die Fahrgäste nicht irritieren und benannte die 77 kurzerhand in 277 um. Stets war die 277 aber die bedeutendere Linie (2018 wurde sie Teil der neuen Metrobuslinie 17). Bis 1969 war die Umstellung auf drei Ziffern abgeschlossen, nur die HHA/VHH-Gemeinschaftslinie 61 (später 116 und 132 mit Trennung in Billstedt) wurde noch belassen. Die Sektoren hatten sich nun verschoben: Neu waren die 20er Nummern (120, 221 …) für die in den Verkehrsverbund integrierten VHH-Linien im Bereich der Vier- und Marschlande; Billstedt, Lohbrügge und Bergedorf sowie die südöstlichen Vororte Oststeinbek, Glinde, Reinbek, Wentorf und Geesthacht bekamen den 30er Nummernbereich. Harburg behielt den 40er Bereich, der 50er Bereich verlagerte sich auf die Elbinseln (Wilhelmsburg und Finkenwerder), der 60er Bereich blieb im Osten mit Kern in Wandsbek, der 70er Bereich ist weiter im Nordosten angesiedelt, konzentriert sich auf der Achse von Barmbek über Poppenbüttel bis Ohlstedt, der 80er Bereich blieb im Westen, der 90er Bereich war ebenfalls neu für den Bereich im Norden und Nordwesten. Die 10er Linien waren im erweiterten Innenstadtbereich angesiedelt: Die Reeperbahn-Linien 51 und 52 wurden zu 111 und 112, die 55 zur 115; die Straßenbahnlinien wurden zunächst nicht vollständig durch eine entsprechende Buslinie ersetzt, sondern nur in Teilbereichen. Hier sollten durch den „gebrochenen Verkehr“ die Schnellbahnlinien gestärkt werden, indem die „Ersatz“-Buslinien von den Außenbereichen zu Schnellbahnstationen führen und dort enden.
Ab dem 26. Mai 1968 gab es neben den Schnellbus- und Kleinbuslinien folgende Stadtbuslinien (meist der HHA) in Hamburg:
1110  Bf. Altona – Nobistor –  St. Pauli –  Meßberg – Hammerbrook – Hamm Süd, Braune Brücke (ex Linie 51)
1120  Bf. Altona – Nobistor –  St. Pauli –  Stephansplatz – Hauptbahnhof  –  Steinstr. – Rothenburgsort, Zollvereinsstr. (ex 52)
1140 Groß Borstel, Warnckesweg –  Lattenkamp – Eppendorfer Markt –  Eppendorfer Baum –  Klosterstern (nachts: – Dammtor – Stephansplatz – Rathausmarkt) (ex 54)
2140 (Luftwerft –) Groß Borstel, Am Licentiatenberg – Warnckesweg –  Lattenkamp – Eppendorfer Markt (ex 154)
1150 Ottensen, Hohenzollernring – Altona, Rathaus –  Bf. Altona –  Schlump –  Hallerstr. – Alsterchaussee (– Alte Rabenstr., Alsterufer) (ex 55)
020er Linien siehe VHH
2320  Legienstr. – Billstedt – Kirchsteinbek (ex kurzzeitig 261)
 andere 30er Linien siehe VHH
1400 Waldfrieden –  Neugraben –  Hausbruch – Bostelbek – Harburg, Rathaus (DB-Bahnbus, ex 140)
2400 Neu-Wulmstorf – Fischbek –  Neugraben –  Hausbruch – Bostelbek – Harburg, Rathaus (DB-Bahnbus, ex 40)
1410 Neuwiedenthal –  Hausbruch – Bostelbek –  Bf. Harburg (ex 141)
2410 Bostelbek – Sand –  Bf. Harburg – Rönneburg (ex 41)
1420 Ehestorfer Weg – Vahrenwinkelweg – Heimfeld, Eißendorfer Pferdeweg –  Bf. Harburg (ex 42)
1430 Eißendorf, Gellersenweg –  Bf. Harburg – Wilstorf – Sinstorfer Kirchweg – Sandkäferweg (ex 143)
2430 Eißendorf, Beerentalweg –  Bf. Harburg – Wilstorf – Sinstorfer Kirchweg – Fleestedt (ex 43)
1440  Bf. Harburg – Langenberg – Appelbüttel (ex 44)
1450  Bf. Harburg – Feuerteichweg – Marmstorf (ex 45)
1470 Harburg, Rathaus –  Bf. Harburg – Wilstorf – Meckelfeld (– Glüsingen) (DB-Bahnbus, ex 47)
1490 Harburg, Rathaus –  Bf. Harburg – Fünfhausen – Bullenhausen – Over (Postbus)
1510  Veddel – Georgswerder – Wilhelmsburg, Mengestr. – Neuhof, Vulkanstr. (– Köhlbrandtrajekt – Waltershof – Finkenwerder) (ex 48)
1520 Neuhof – Wilhelmsburg, Mengestr. – Kirchdorf – Kornweide (ex 49)
1530 Steinwerder, Elbtunnel – Hohe Schaar –  Bf. Harburg – Eißendorf, Lübbersweg (ex 243)
1540 (Steinwerder, Elbtunnel – Freihafen –)  Veddel – Georgswerder – Kirchdorf – Kornweide (– Hohe Schaar) (ex 148, ex 54)
1550 Wilhelmsburg, Veringstr. –  Wilhelmsburg – Kirchdorf (– Friedhof Finkenried) / – Moorwerder (teilw. ex 93)
1570  Bf. Harburg – Moorburg – Francop – Neuenfelde – Königreich – Jork (Postbus)
1600  Rothenburgsort – Billbrook –  Horner Rennbahn –  Wandsbek Markt (ex 60)
2600 Billbrook –  Horner Rennbahn –  Wandsbek Markt (ex 160)
3600 Billstedt – Billbrook –  Tiefstack – Rothenburgsort, Zollvereinsstr. (VHH-Linie)
0610  Wandsbek Markt –  Hasselbrook –  Hammer Kirche – Horner Brückenweg – Billstedt – Boberg – Lohbrügge Nord –  Bf. Bergedorf (Geimeinschaftslinie mit VHH, Liniennr. blieb vorerst noch alt)
1610  Wandsbek Markt –  Horner Rennbahn – Friedhof Öjendorf (ex 161)
2610  Horner Rennbahn – Horner Geest (neu)
1620  Wandsbek Markt – Eichtal – Hohenhorst –  Bf. Rahlstedt (ex 162)
2620  Wandsbek Markt – Eichtal – Hohenhorst – Rahlstedt (Ost) (ex 62)
1630  Wandsbek Markt –  Wandsbek – AKH Wandsbek – Jenfeld (– Barsbüttel – Willinghusen) (ex 63/163)
1640  Wandsbek Markt – Eichtal – Tonndorf –  Bf. Rahlstedt (Ostseite) – Groß Lohe (ex 64)
1640 Nachtlinie: St. Pauli – Rathausmarkt – Hauptbahnhof – U Lübecker Str. – U Wandsbek Markt – Eichtal – Tonndorf – Bf. Rahlstedt (Ostseite) (ex 64)
2640  Wandsbek Markt – Eichtal – Tonndorf –  Bf. Rahlstedt (Ostseite) – Rahlstedt (Ost) (ex 264)
3640  Wandsbek Markt – Eichtal – Tonndorf –  Bf. Rahlstedt (Ostseite) – Stapelfeld – Großensee – Trittau Bf. – Trittau, Vorburg (VHH-Linie)
1650  Poppenbüttel – Bramfeld –  Wandsbek-Gartenstadt –  Wandsbek Markt (ex 65)
1660 Bramfeld, Dorfplatz – Ellernreihe –  Wandsbek-Gartenstadt – Voßkulen (ex 165)
1670 Bramfeld (Ost), Karlshöhe –  Farmsen –  Wandsbek Ost – Wilsonstr. – Jenfeld – Billstedt (ex 67)
1680  Wellingsbüttel –  Berne –  Bf. Rahlstedt (Nordwest-Seite) (ex 68)
1710  Barmbek – Biedermannpl. –  Dehnhaide –  Straßburger Str. – Farmsen, Trabrennbahn (ex 171)
2710  Dehnhaide –  Straßburger Str. – Farmsen, Trabrennbahn –  Farmsen – Bramfeld (Ost) (ex 71)
1720 Mundsburger Brücke – Winterhude (Ost) – Jarrestadt –  Barmbek – AKH Barmbek –  Ohlsdorf – Ratsmühlendamm (ex 72)
2720  Barmbek – AKH Barmbek – S Ohlsdorf –  Fuhlsbüttel – Flughafen (ex 172)
2720 Nachtlinie: St. Pauli – Hauptbahnhof – U/S-Bahn Barmbek – AKH Barmbek – U/S Ohlsdorf – U Fuhlsbüttel (ex 172)
3720  Barmbek – Geschäftsstadt Nord (ex 272)
1730 Mundsburger Brücke – Winterhude (Ost) – Jarrestadt –  Barmbek – Bramfeld, See (ex 73)
2730  Barmbek – Bramfeld, Dorfplatz – Bramfeld, Am Damm (ex 173)
1740 (Flughafen –)  Fuhlsbüttel – Hummelsbüttel –  Poppenbüttel – Sasel –  Volksdorf (ex 74)
1750  Poppenbüttel – Bergstedt –  Volksdorf –  Meiendorfer Weg – Wildschwanbrook –  Bf. Rahlstedt (Nordwest-Seite) (ex 75)
3750  Poppenbüttel – Sasel, Mellingburgredder (ex 65)
1760  Hoisbüttel – Bergstedt, Markt – Tannenhof –  Poppenbüttel (ex 176)
2760  Ohlstedt – Wohldorf – Duvenstedt – Tannenhof –  Poppenbüttel (ex 76)
1770  Barmbek – Teerosenweg (ex 177)
2770  Barmbek – Steilshoop – Bramfeld, Dorfplatz – Karlshöhe –  Berne (ex 77)
1780  Ochsenzoll – Glashütte – Heimgarten –  Poppenbüttel (Südost-Teil ex 78)
3780  Ochsenzoll – Glashütte – Tangstedt – Wilstedt, Siedlung (VHH-Linie, kurzzeitig ex 192, ex 113)
1800  Eidelstedt – Altonaer Friedhöfe –  Holstenstraße –  St. Pauli (teilw. ex 88)
1810 Niendorfer Gehege –  Hagenbecks Tierpark – Lokstedt (Süd) – Quickbornstr. –  Schlump (Nordteil ex 185)
1820 Eidelstedt, Baumacker – Eidelstedter Pl. – Stellingen – Langenfelde –  Osterstraße (ex 58)
2820 Halstenbek, Siebentunnelweg –  Krupunder – Lohkampstr. – Eidelstedter Pl. –  Hagenbecks Tierpark (ex 56)
1830 (Eidelstedt, Wiebischenkamp – Eidelstedter Pl. – Stellingen –) Langenfelde –  Bf. Altona – Neumühlen (ex 85)
1840 ( Elbgaustraße – Lurup Nord –) Osdorfer Born – Osdorf –  Othmarschen
2840 Lurup, Lornsenstr. – Lurup Nord –  Elbgaustraße – Eidelstedter Pl. (ex 182)
1850 Schenefeld, Siedlung – Lurup, Lornsenstr. – Schenefeld –  Iserbrook (ex 82)
2850 Waldenau – Schenefeld – Lurup, Lornsenstr. – Schenefeld, Siedlung (ex 81)
1860 Falkenstein –  Blankenese – Nienstedten – Teufelsbrück –  Othmarschen – Bahrenfeld, Trabrennbahn – Lurup, Jevenstedter Str. – Lurup, Neißestr. (ex 86)
1870  Blankenese – Osdorf – Bahrenfeld, Trabrennbahn –  Othmarschen – Ottensen –  Bf. Altona (ex 87)
2870 AKH Rissen –  Blankenese – Schenefelder Holt – Osdorf –  Othmarschen (ex 187)
1900  Stellingen –  Hagenbecks Tierpark – Niendorfer Str. – Groß Borstel – Lattenkamp
1910  Hagenbecks Tierpark – Lokstedt, Siemersplatz – Niendorf Markt – Niendorf (Nord), Vielohweg (ex 59)
1920 Niendorf Markt – Moorrand – Ermlandweg – Heerwisch –   Langenhorn Mitte – AKH Heidberg – Hasloher Kehre – Glashütte, Segeberger Chaussee (– Robert-Koch-Str.) (ex 57)
Der Westteil der Straßenbahnlinien 14/15 wurde 1969 durch die Buslinie 113 (Bf. Altona – Eimsbüttel – Hoheluft – Eppendorf – U-Bf. Kellinghusenstraße) ersetzt. Der Nuller-Bereich blieb zunächst frei und war weiteren auf Busverkehr umzustellenden Straßenbahnlinien vorbehalten, die im Bereich 1 bis 19 angesiedelt waren. So war es möglich, dass beispielsweise 1974 die Straßenbahnlinie 9 von der Buslinie 109 abgelöst werden konnte. Nach Protesten der Bevölkerung wurde die ursprünglich beabsichtigte Teilung der Linie 9 in zwei Buslinien (109 und 209) mit Bruch in Alsterdorf nicht durchgeführt, sondern linienrein (Flughafen – Hauptbahnhof/ZOB, aber mit Bedienung der vorher nicht angefahrenen U-Bahn-Station Alsterdorf) ersetzt. So geschah es denn auch beim Südast der Straßenbahnlinie 2 (Rathausmarkt – Veddel – Wilhelmsburg), der durch die Buslinie 105 übernommen wurde.
Die freiwerdenden zweistelligen 40er bis 70er Nummern gingen um 1970 an die Alsterschiffe (50er), Hafenfähren (60er und 70er) und an neue Stadtteillinien (40er). Im September 1968 wurden zwei Kleinbuslinien in Blankenese (bisher B6 und B8) ins Schnellbusnetz einbezogen (Kleinbuslinien zum Schnellbustarif). In Volksdorf wurde die Ortsbuslinie V7 zur 47, die 1975 noch als Schnellbus verkehrte.

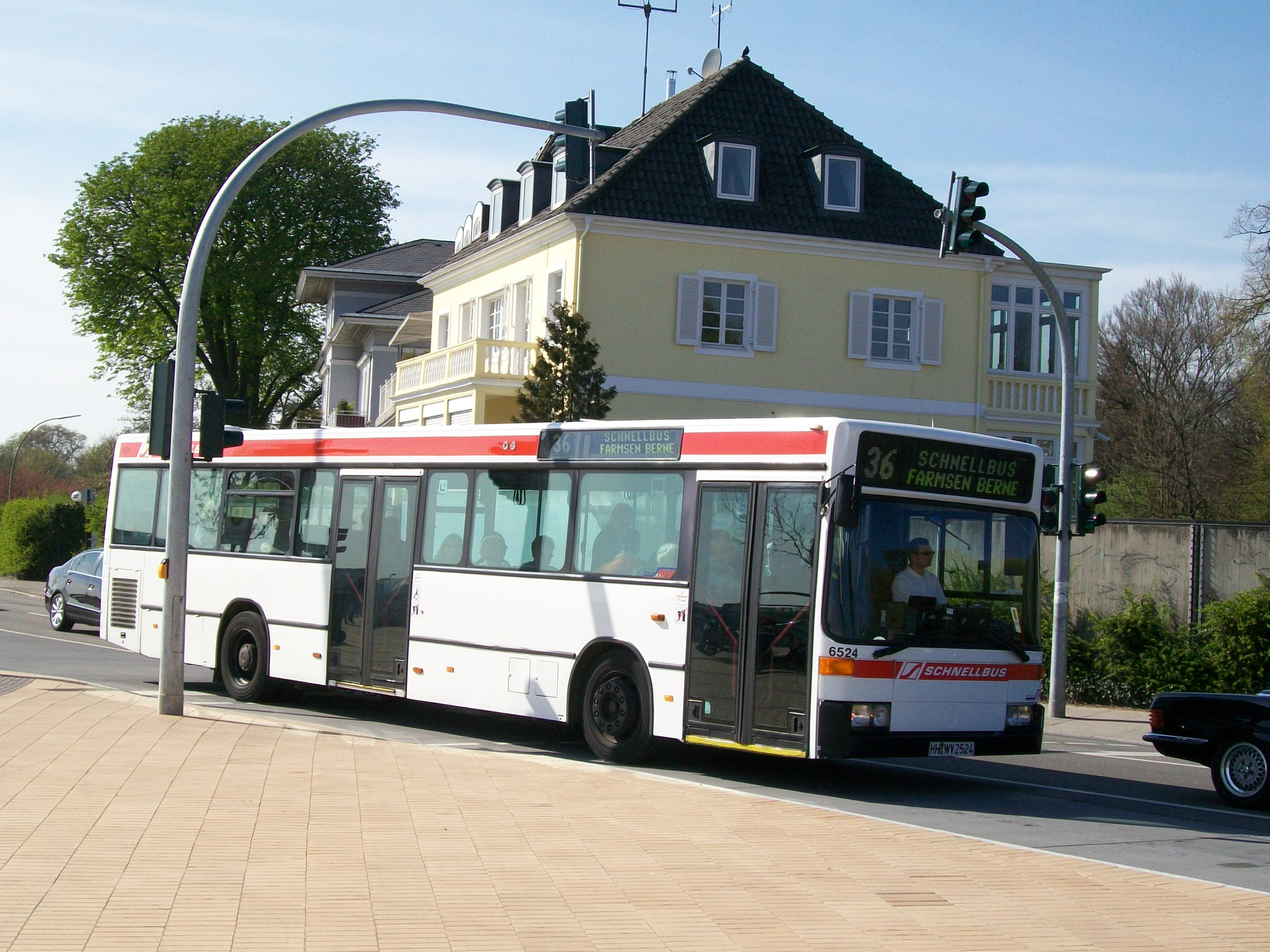
Mercedes-Benz O 405 N der HHA

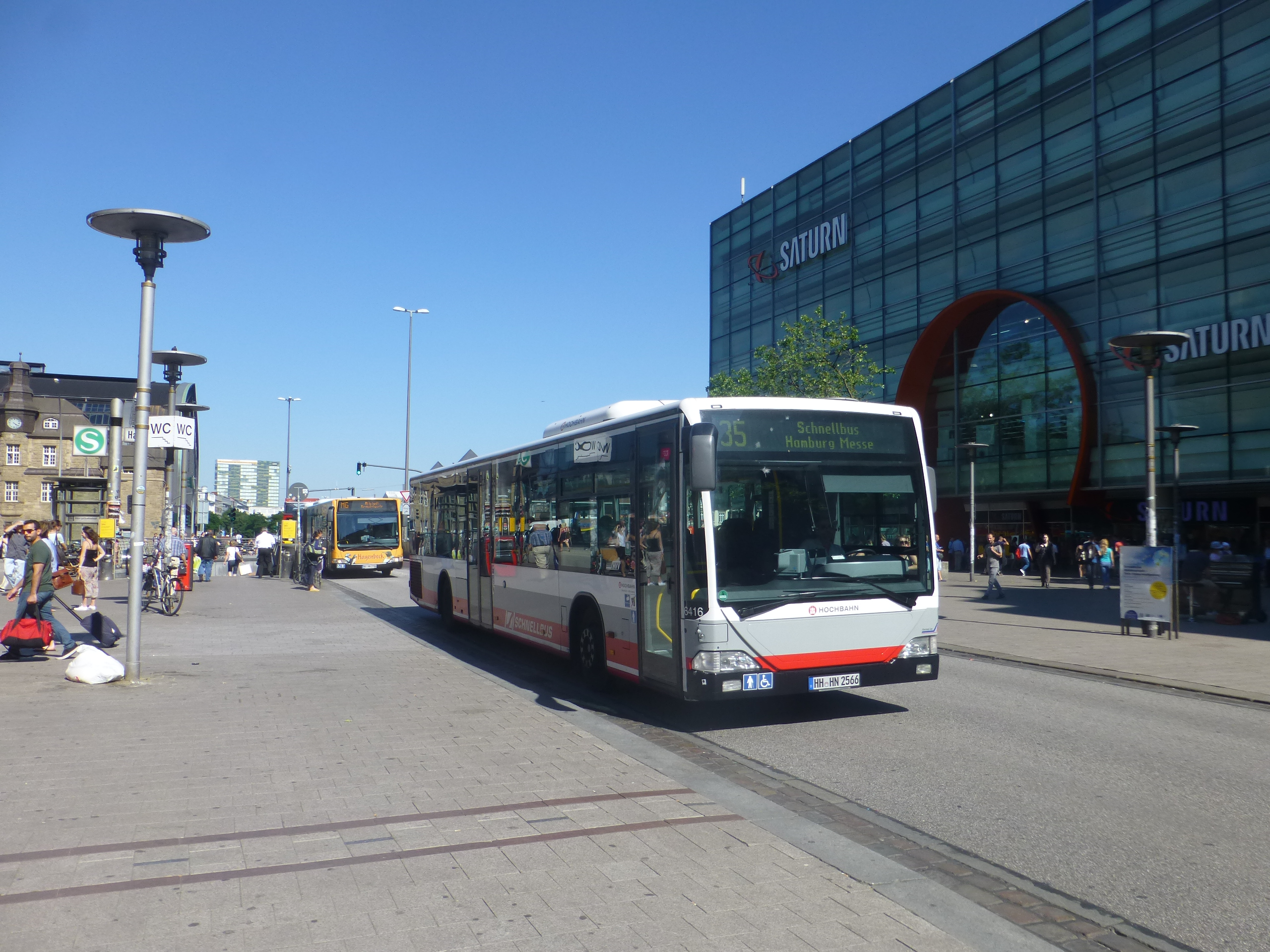
Citaro LE-Bus mit schmaler Vordertür als Schnellbus der HHA

Im Zusammenhang mit der Einführung des HVV-Tarifs kam durch die bisherige VHH-Linie 1 eine regionale Linie zum Schnellbusnetz (Linie 21 Hbf/ZOB – Bergedorf – Geesthacht – Lauenburg, später Linie 31, heute X80). Seit den 1970er Jahren – die letzte Straßenbahnlinie 2 wurde bis zum 1. Oktober 1978 betrieben – wurden viele Schnellbuslinien aufgegeben bzw. durch einzelne Stadtbus-Linienabschnitte ersetzt.
Für die Schnellbuslinien wurden stets besonders ausgestattete Fahrzeuge mit mehr Komfortmerkmalen beschafft. Sie besaßen in den 1960er Jahren zunächst neben der Luftfederung auch Oberlicht-Fenster, gut gepolsterte Plüschsitze und teilweise Vorhängen. Als ab 1968 die damals hauptsächlich vom HHA-Tochterunternehmen Fahrzeugwerkstätten Falkenried (FFG) neu entwickelten VÖV-Standard-Linienbusse eingesetzt wurden, erhielten diese eine spezielle Sitzaufteilung, dadurch hatten sie einen größeren Sitzteiler, auch hatten die Schnellbusse weiterhin keine Sitzplätze entgegen der Fahrtrichtung und keinen Platz für Kinderwagen. Ab 2005 wurden von der HHA auch einige besondere Citaro-Busse mit einflügeliger Vordertür (Einstieg mit Fahrausweiskontrolle) eingesetzt. Zur besseren Unterscheidung erhielten die Schnellbusse ab etwa 1960 eine besondere Lackierung (1960er bis 1980er Jahre Rosa/Weiß, 1990er und 2000er Jahre Weiß mit rotem Streifen, die neuen Wagen waren Weiß mit rot/gelben Reflektorstreifen) bzw. Weiß mit roten und grauen Streifen. Zuletzt wurden auch Low-Entry-Busse (LE) eingesetzt.
In den 1990er Jahren richtete die HHA zwei Nightcruiser-Linien ein, die in den Wochenendnächten von freitags auf samstags und samstags auf sonntags sowie vor Feiertagen von 22 bis 4 Uhr jeweils versetzt im 30-Minuten-Takt zwischen Rathausmarkt, Altstadt bzw. Neustadt und St. Pauli eine Feinverteilung zum Besuch der Clubs und Szene-Läden ermöglichte.
6200 Rathausmarkt – Hbf/Mönckebergstr.  –  Steinstraße –  Meßberg – Michaeliskirche – Simon-von-Utrecht-Str. –  Reeperbahn – Fischmarkt –  Landungsbrücken –  St. Pauli –  Meßberg –  Steinstr. – Hbf./Mönckbergstr.  – Rathausmarkt
6300 Rathausmarkt – Ballindamm –  Stephansplatz –  Gänsemarkt –  Feldstr. – Simon-von-Utrecht-Str. –  Reeperbahn – Fischmarkt –  Landungsbrücken –  St. Pauli –  Feldstr. –  Stephansplatz –  Gänsemarkt – Rathausmarkt
Diese beiden Linien waren so in das Nachtbusnetz mit den 600er Nummern integriert, als dass Linie 620 an die Nachtbusse am Rathausmarkt zur vollen und halben Stunde Anschluss hatte, die Linie 630 den Anschluss von den Nachtbussen zur vollen und halben Stunde bekam. Eingesetzt wurden auf den Nightcruiser-Linien jedoch besonders gestaltete Mercedes-Benz O 405 N II, die besonders gestaltet waren und innen Lichteffekte und eine Sound-Anlage aufwiesen. Auf den Linien galt der HVV-Tarif, Einzelkarten mit Nachtbus-Zuschlag, bei Nutzung von Zeitkarten war die Fahrt zuschlagfrei.
Nach Einstellung der letzten Straßenbahnlinie im Herbst 1978 waren die Liniennummern 1 bis 19 frei, später (nach Einstellung einiger Schnellbuslinien und Herausnahme der Alsterschifffahrt aus dem HVV) auch die 20er und 50er Nummern. Um die qualifizierteren Stadtbuslinien übersichtlicher zu gestalten und neue qualitativ hochwertige Busverbindungen darzustellen, entstand im Sommer 2001 das „MetroBus“-Netz. Hamburg war die erste Stadt in Deutschland mit Metrobussen und damit Vorbild u. a. für Berlin und München. Für die Metrobuslinien wurde das System der bekannten ortsbezogenen Liniennummern durch völlig neue Liniennummern abgelöst. So erhielten die Radial-/Durchmesserlinien Nummern von 1 (West) über 10 (Ost) bis (zunächst) 14 (Süd) und die Tangential- oder „Quer“-Linien Nummern von 21 (West) bis 29 (Ost). Die Metrobusse befahren viele ehemalige Straßenbahnstrecken, u. a. nach Lurup, Schnelsen und Winterhude.

## Aktuelles Liniennetz in Hamburg

### Metrobuslinien

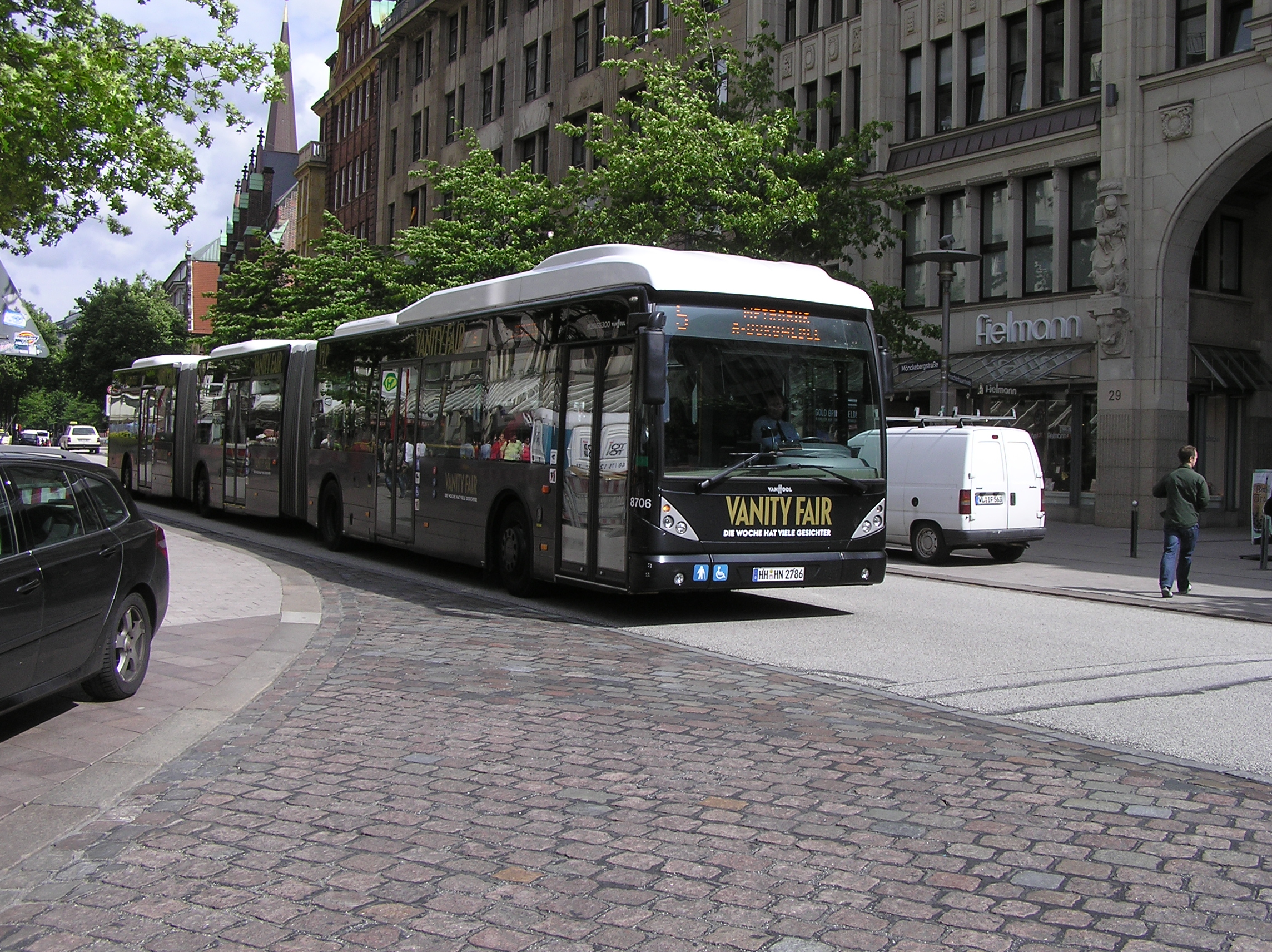
Metrobuslinie 5 mit früher eingesetztem „XXL-Bus“ (Doppelgelenkbus von VanHool), 2008

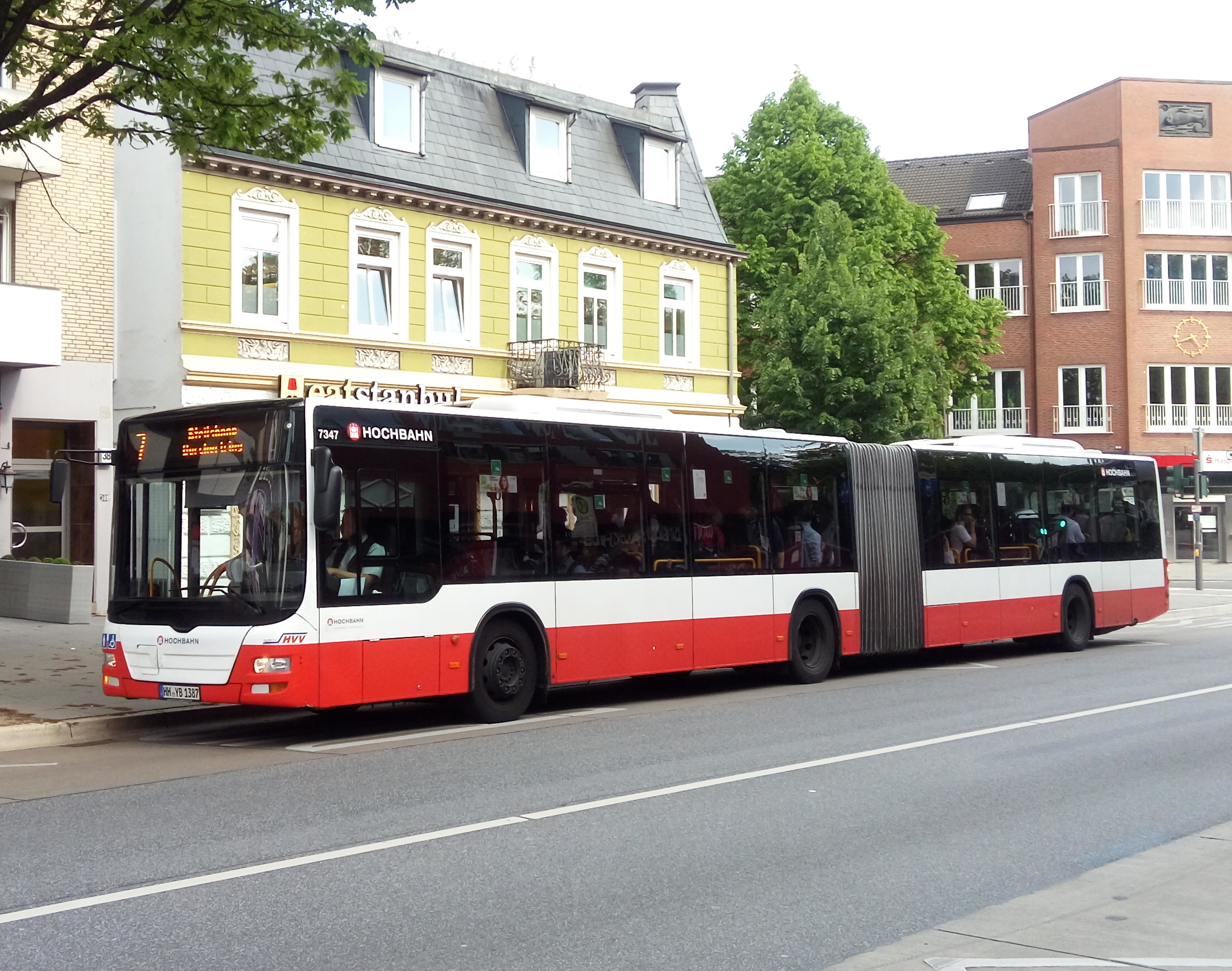
Gelenkbus MAN Lion’s City der Hochbahn auf Metrobuslinie 7

Die Metrobusse befördern heute etwa 60 Prozent der Busfahrgäste im Stadtgebiet. Angeboten wird (bis auf einige Außenstrecken) mindestens ein 10-Minuten-Takt und eine Betriebszeit bis mindestens 23 Uhr auf den Hauptstrecken. Die übrigen Stadt- und Regionalbuslinien dienen weitgehend Ergänzungs-, Feinverteilungs- und Heranführungsfunktionen an Schnellbahn- oder Metrobusstrecken. Die Metrobuslinien 1–19 führen als Radiallinien zur Innenstadt oder zu Stadtteilzentren, die Linien 20–29 stellen Tangentialverbindungen her, außerdem gibt es weitere Linien abseits der Innenstadt (z. B. zu den Bezirkszentren wie Altona, Bergedorf oder Harburg) mit Liniennummern 30–43 mit Bezug zu den dort vorhandenen Stadtbuslinien. Einige Linien verkehren an Wochenendnächten und vor Feiertagen durchgehend Tag und Nacht. Neun Metrobuslinien (2–6, 16–19) bedienen das Stadtzentrum.
Zum Fahrplanwechsel 2014 erhielten die Metrobus-Linienbezeichnungen den Buchstaben „M“ vorangestellt, der Begriff „Metrobus“, der zuvor auf der Linienanzeige des Busses vor dem Fahrtziel dargestellt wurde, konnte nun entfallen. Seit dem Fahrplanwechsel im Dezember 2015 wird das „M“ vor der Liniennummer nicht mehr verwendet, um eine bessere optische Unterscheidbarkeit zu den 100er Nummern zu erreichen.
Nachdem der damalige Erste Bürgermeister Olaf Scholz nach der Bürgerschaftswahl in Hamburg 2011 das Stadtbahn-Projekt auf Eis gelegt hatte, stellte der Senat am 6. Dezember 2011 die geplanten Maßnahmen zur Busbeschleunigung vor. Nach diesen Plänen sollte der Busverkehr bis 2020 leistungsfähiger gemacht werden, um die Kapazität der Buslinien um 20 % zu erhöhen. Dazu wurden Streckenteile der Metrobuslinien 2, 3, 5, 6, 7, 20 und 25 umgebaut. Für diese Maßnahmen, die auch den anderen Verkehrsteilnehmern dienen sollten, waren bis 2020 bis zu 259 Millionen Euro vorgesehen. Hintergrund war, dass in Hamburg, im Gegensatz besonders zu Städten mit gut funktionierenden Bus- oder Stadtbahnsystemen, vorher nur bei wenigen Abschnitten eine Beeinflussung von Ampelanlagen bestand. So mussten Busse auch bei eigener Busspur (wie auf der Metrobuslinie 5) große Zeitverluste hinnehmen, da auch voll besetzte oder verspätete Busse den normalen Ampelumlauf abwarten mussten.
Die Metrobuslinie 5 ist die am stärksten genutzte Metrobus-Linie mit etwa 61.000 Einsteigern pro Werktag. Es folgen die Linien 25 (36.000/Werktag), 21 (35.000/Werktag), 13 (34.000/Werktag) sowie 3, 4 und 23 (je etwa 33.000 Einsteiger/Werktag).
Zum Fahrplanwechsel am 9. Dezember 2018 wurden drei weitere Linien (11, 17 und 28), am 15. Dezember 2019 zwei Linien (19 und 29), am 13. Dezember 2020 eine weitere Linie (16) und im Dezember 2021 ebenfalls eine weitere Linie (18) eingeführt, die bestehende Linien ersetzten bzw. ergänzten. Im Dezember 2024 wurden die Stadtbuslinien 113 zur Metrobuslinie 30 aufgewertet, die Stadtbuslinien 240 und 142 wurden zu den Metrobuslinien 40 bzw. 42; außerdem wurde die Metrobuslinie 12 in 32 und die 14 in 43 umbenannt, um niedrige Liniennummern für den Innenstadtbereich frei zu bekommen.

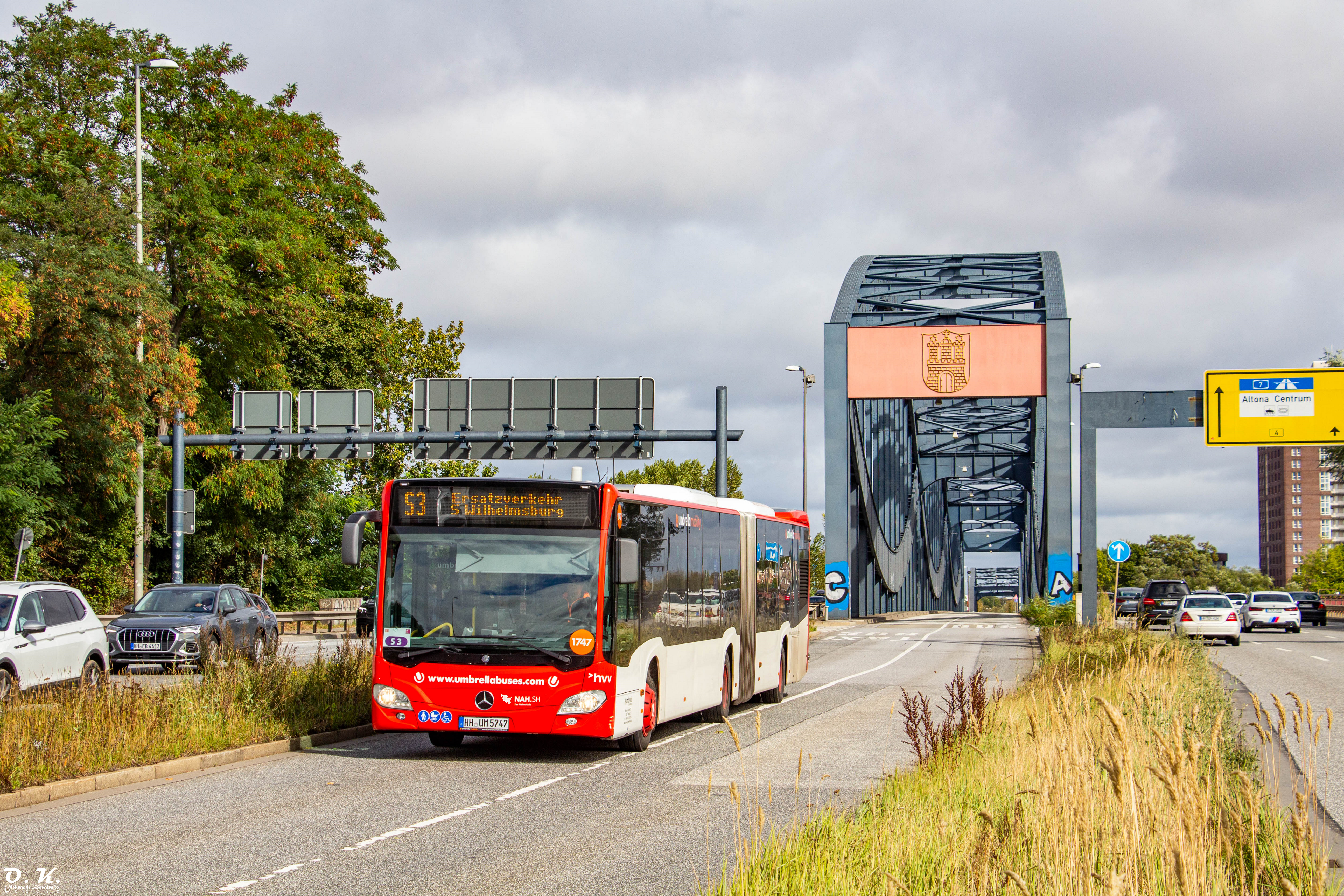
Mercedes-Benz Citaro C2 G der Umbrella Coach & Buses GmbH

Linienübersicht MetroBuslinien Tag und Nacht (Stand 2. Mai 2025)
- Fahrzeit: Angaben montags–freitags (Hauptverkehrszeit)
- Haltestelle: Endstellen normaler Linienverlauf sowie in den Hauptverkehrszeiten und an Wochenenden und Feiertagen endende Buslinien
- Verkehrsunternehmen (Betreiber):
  - AK = Autokraft GmbH, ein Unternehmen der DB Regio Bus
  - Globetrotter = Globetrotter Reisen GmbH
  - Hochbahn = Hamburger Hochbahn AG (HHA)
  - Jasper = Jasper Rund- u. Gesellschaftsfahrten GmbH (seit 2020: HHA)[68]
  - KVG = KVG Stade GmbH & Co. KG
  - KViP = Kreisverkehrsgesellschaft in Pinneberg
  - SBG = Süderelbe Bus GmbH (seit 2020: HHA)
  - Reese = Reese Reisen GmbH
  - RMVB = Ratzeburg-Möllner Verkehrsbetriebe GmbH
  - VHH = Verkehrsbetriebe Hamburg-Holstein GmbH (VHH.Mobility)
  - Dahmetal = Dahmetal J. Rudolf & Sohn GmbH & Co. KG
  - Elite Traffic = Elite Traffic GmbH
  - VGS = Verkehrsgesellschaft Südholstein mbH
  - Umbrella = Umbrella City Lines GmbH

| Linie | Linienverlauf | Fahrzeit    | Halte- stellen | Takt mo–fr                                                      | Takt sa                                                  | Takt sonn- und feiertags                                                | Takt SVZ ab 23 Uhr                        | Betreiber                                 |
| ----- | --- | ----------- | -------------- | --------------------------------------------------------------- | -------------------------------------------------------- | ----------------------------------------------------------------------- | ----------------------------------------- | ----------------------------------------- |
| 1     | S Rissen – Asklepios Westklinikum – Sieversstücken | 69/73 min   | 45/46          | 20 min (5:30–22 Uhr)                                            | 20 min (8:30–22 Uhr, vorher Einzelfahrten)               | 20 min (9–22 Uhr, vorher Einzelfahrten)                                 | kein Betrieb                              | VHH                                       |
| 1     | Sieversstücken – S Sülldorf – S Blankenese – Sülldorfer Landstr. – Schenefelder Holt | 69/73 min   | 45/46          | 20 min                                                          | 20 min                                                   | 20 min                                                                  | 20 min                                    | VHH                                       |
| 1     | Schenefelder Holt – Osdorf, Langelohstr. (Nord) – Elbe-Einkaufszentrum – Trabrennbahn Bahrenfeld – S Othmarschen – AK Altona (Eingang, nur bis 23 Uhr) – Kreuzkirche Ottensen – Bleickenallee (Kinderkrankenhaus) – Bf. Altona | 69/73 min   | 45/46          | 10 min                                                          | 10 min                                                   | 10 min                                                                  | 20 min                                    | VHH                                       |
| 2     | Schenefeld, Achterndiek – Schenefeld, Dorfplatz | 71/74 min   | 41/42          | 20 min                                                          | 20 min                                                   | 40 min                                                                  | 40 min                                    | VHH Elite-Traffic (Subunternehmen)        |
| 2     | Schenefeld, Busbetriebshof – Schenefeld, Dorfplatz | 71/74 min   | 41/42          | 20 min                                                          | 20 min                                                   | 40 min                                                                  | 40 min                                    | VHH Elite-Traffic (Subunternehmen)        |
| 2     | Schenefeld, Dorfplatz – Schenefeld, Stadtzentrum – Schenefeld, Schenefelder Platz | 71/74 min   | 41/42          | 10 min                                                          | 10 min                                                   | 20 min                                                                  | 20 min                                    | VHH Elite-Traffic (Subunternehmen)        |
| 2     | Schenefeld, Schenefelder Platz – Eckhoffplatz (Lurup Center) – Rugenbarg (Nord) – Stadionstr. – Trabrennbahn Bahrenfeld – Bornkampsweg – Bf. Altona – Rathaus Altona – Fischmarkt – U S Landungsbrücken – U Baumwall – HafenCity, Am Sandtorkai – U Steinstr. – Hauptbahnhof/ZOB – U S Berliner Tor                                     | 71/74 min   | 41/42          | 10 min                                                          | 10 min                                                   | 10 min                                                                  | 20 min                                    | VHH Elite-Traffic (Subunternehmen)        |
| 3     | Schenefeld, Schenefelder Platz – Eckhoffplatz (Lurup Center) – Rugenbarg (Nord) – Stadionstr. | 68 min      | 41/42          | 10 min (nur bis 8:30 und 13–19:30 Uhr)                          | kein Betrieb                                             | kein Betrieb                                                            | kein Betrieb                              | VHH                                       |
| 3     | Stadionstr. – Trabrennbahn Bahrenfeld – Bornkampsweg – S Holstenstraße – Sternbrücke – U Feldstraße – Sievekingplatz – U Rödingsmarkt (Großer Burstah) – Speersort/Rathausmarkt | 68 min      | 41/42          | 5 min (6:30–20 Uhr) 10 min (bis 6:30 und ab 20 Uhr)             | 5 min (9:30–20 Uhr) 10 min (bis 9:30 und ab 20 Uhr)      | 10 min (ab 9 Uhr) 20 min (bis 9 Uhr)                                    | 20 min                                    | VHH                                       |
| 3     | Speersort/Rathausmarkt – Gerhart-Hauptmann-Pl. – Hbf/Mönckebergstr. – U Steinstr. – Billhorner Röhrendamm – Rothenburgsorter Marktplatz – Zollvereinsstr. – S Tiefstack – Kraftwerk Tiefstack | 68 min      | 41/42          | 10 min                                                          | 10 min                                                   | 10 min (ab 9 Uhr) 20 min (bis 9 Uhr)                                    | 20 min                                    | VHH                                       |
| 4     | Eidelstedt, Wildacker – A Eidelstedt Zentrum – Eidelstedter Platz | 59 min      | 35/38          | 10 min                                                          | 10 min 20 min (bis 9 und ab 22 Uhr)                      | 10 min 20 min (bis 13 und ab 22 Uhr)                                    | 20 min                                    | Hochbahn                                  |
| 4     | Eidelstedter Platz – Stellingen, Volksparkstr. – Langenfelder Damm Sommerferien: 10-min-Takt | 59 min      | 35/38          | 10 min 5 min (nur Morgen-HVZ Richtung Innenstadt)               | 10 min 20 min (bis 8:30 Uhr)                             | 10 min 20 min (bis 9 Uhr)                                               | 20 min                                    | Hochbahn                                  |
| 4     | Langenfelder Damm – U Osterstraße – Eimsbüttel, Schulweg – U Schlump | 59 min      | 35/38          | 5 min 10 min (20–23 Uhr)                                        | 10 min 20 min (bis 8:30 Uhr)                             | 10 min 20 min (bis 9 Uhr)                                               | 20 min                                    | Hochbahn                                  |
| 4     | U Schlump – Bezirksamt Eimsbüttel – Grindelhof – Universität/Staatsbibliothek – Bf. Dammtor – U Gänsemarkt – U S Jungfernstieg – Rathausmarkt | 59 min      | 35/38          | 5 min (9–20 Uhr) 10 min (20–23 Uhr)                             | 20 min (6–9:30 und ab 21:30 Uhr) 10 min (9:30–21:30 Uhr) | 10 min (13–21 Uhr) 20 min (bis 13 und ab 21 Uhr)                        | 20 min                                    | Hochbahn                                  |
| 4     | Rathausmarkt – Altstadt, Brandstwiete | 59 min      | 35/38          | 5 min (7–21 Uhr)                                                | 10 min (9–21 Uhr)                                        | kein Betrieb                                                            | kein Betrieb                              | Hochbahn                                  |
| 4     | Altstadt, Brandstwiete – HafenCity, Überseequartier | 59 min      | 35/38          | 5 min (9–20 Uhr) 10 min (20–21 Uhr)                             | 10 min (9–21 Uhr)                                        | kein Betrieb                                                            | kein Betrieb                              | Hochbahn                                  |
| 5     | A Burgwedel – Schnelsen, Frohmestr. – Freizeitbad Bondenwald – U Niendorf Markt | 51/52 min   | 30             | 10 min                                                          | 10 min                                                   | 10 min                                                                  | 20 min                                    | Hochbahn                                  |
| 5     | U Niendorf Markt – Niendorfer Str. – Nedderfeld | 51/52 min   | 30             | 10 min                                                          | 10 min                                                   | 10 min                                                                  | 10 min                                    | Hochbahn                                  |
| 5     | Lokstedt, Nedderfeld – Siemersplatz – Hoheluft, Gärtnerstr. – U Hoheluftbrücke – Bezirksamt Eimsbüttel – Universität/Staatsbibliothek – Bf. Dammtor – U Gänsemarkt – U S Jungfernstieg – Rathausmarkt – Gerhart-Hauptmann-Pl. – Hauptbahnhof/ZOB Sommerferien: 3/7-min-Takt                                                             | 51/52 min   | 30             | 5 min 3/3/4 min (HVZ)                                           | 5 min                                                    | 5 min                                                                   | 10 min                                    | Hochbahn                                  |
| 6     | U Borgweg – Semperstr. – Winterhude, Goldbekplatz – Uhlenhorst – Mundsburger Brücke – AK St. Georg – Hbf/Steintorwall (– Speersort) Morgen-HVZ: 3/7-min-Takt nur Richtung Speersort Nachmittags-HVZ: 3/7-min-Takt ab Hauptbahnhof nur Richtung U Borgweg Sommerferien: 10-min-Takt                                                      | 34/36 min   | 19/20          | 10 min 3/7 min (HVZ, nur in Lastrichtung)                       | 10 min                                                   | 10 min                                                                  | 20 min                                    | Hochbahn                                  |
| 6     | (Hauptbahnhof –) Speersort – Brandstwiete – Speicherstadt, Auf dem Sande | 34/36 min   | 19/20          | 10 min                                                          | 10 min                                                   | 10 min                                                                  | 20 min                                    | Hochbahn                                  |
| 7     | U S Barmbek – U Habichtstr. (Steilshooper Str.) – Einkaufszentrum Steilshoop – Steilshoop Ost, Borchertring | 15/17 min   | 10/12          | 10 min                                                          | 10 min                                                   | 10 min                                                                  | 20 min                                    | Hochbahn                                  |
| 8     | U Wandsbek Markt – Friedrich-Ebert-Damm (West) – U Wandsbek-Gartenstadt | 40/41 min   | 23/24          | 10 min 5 min (nur Nachmittags-HVZ)                              | 10 min                                                   | 10 min                                                                  | 20 min                                    | Hochbahn                                  |
| 8     | U Wandsbek-Gartenstadt – Werner-Otto-Str. – Bramfeld, Steilshooper Allee – Bramfelder Dorfplatz | 40/41 min   | 23/24          | 10 min 5 min (HVZ)                                              | 10 min                                                   | 10 min                                                                  | 10 min                                    | Hochbahn                                  |
| 8     | Bramfelder Dorfplatz – Maisredder | 40/41 min   | 23/24          | 10 min 5 min (HVZ)                                              | 10 min                                                   | 10 min                                                                  | 20 min                                    | Hochbahn                                  |
| 8     | Maisredder – Bramfeld, Am Damm – Rolfinckstr. – S Poppenbüttel (Stormarnplatz) | 40/41 min   | 23/24          | 10 min                                                          | 10 min                                                   | 10 min                                                                  | 20 min                                    | Hochbahn                                  |
| 9     | U Wandsbek Markt – Ölmühlenweg (Süd) – Friedhof Tonndorf – Bf. Tonndorf | 27/28 min   | 17             | 5 min                                                           | 5 min                                                    | 10 min                                                                  | 20 min                                    | Hochbahn                                  |
| 9     | Bf. Tonndorf – Studio Hamburg – Wilsonstr. – Loher Str. – Bf. Rahlstedt (Amtsstr.) | 27/28 min   | 17             | 10 min                                                          | 10 min                                                   | 10 min                                                                  | 20 min                                    | Hochbahn                                  |
| 10    | U Wandsbek Markt – AK Wandsbek – Universität der Bundeswehr – Rodigallee (Ost) – Jenfeld-Zentrum – Jenfeld, Glatzer Str. | 23/26 min   | 16             | 10 min                                                          | 10 min                                                   | 10 min                                                                  | 20 min                                    | Hochbahn                                  |
| 10    | Jenfeld, Glatzer Str. – Rahlstedt, Grunewaldstr. | 23/26 min   | 16             | 20 min                                                          | 20 min                                                   | 20 min                                                                  | 20 min                                    | Hochbahn                                  |
| 11    | U Wandsbek Markt – Am Jenfelder Moor – Hohenhorst, Berliner Platz – Kinderkrankenhaus Wilhelmstift – Kielkoppelstr. – Rahlstedt Ost, Sorenkoppel | 28 min      | 19             | 10 min                                                          | 10 min                                                   | 10 min                                                                  | 20 min                                    | Hochbahn                                  |
| 13    | S Veddel – Werkcentrum Elbinsel – Wilhelmsburg, Stübenplatz – Veringstr. (Mitte) – Krankenhaus Groß-Sand – Mengestr. – Rathaus Wilhelmsburg – S Wilhelmsburg Sommerferien (mo–sa): 6/7/7-min-Takt | 29/30 min   | 17/18          | 5 min                                                           | 5 min                                                    | 10 min                                                                  | 20 min                                    | Hochbahn                                  |
| 13    | S Wilhelmsburg – Neuenfelder Str. (Schule) – Kirchdorfer Str. (Museum Elbinsel) – Kirchdorf (Süd) Sommerferien (mo–sa) 6/7/7-min-Takt | 29/30 min   | 17/18          | 5 min Betrieb bis 21 Uhr                                        | 10 min Betrieb bis 21 Uhr                                | 10 min Betrieb bis 21 Uhr                                               | kein Betrieb                              | Hochbahn                                  |
| 15    | Harvestehude, Alsterchaussee – U Hallerstraße – Bezirksamt Eimsbüttel – U Schlump – Sternbrücke – Max-Brauer-Allee – Bf. Altona – Rathaus Altona – Wrangelpark – Agathe-Lasch-Weg | 39/40 min   | 22/23          | 10 min                                                          | 10 min (ab 9 Uhr) 20 min (bis 9 Uhr)                     | 10 min (ab 10 Uhr) 20 min (bis 10 Uhr)                                  | 20 min                                    | VHH, Umbrella (Subunternehmen)            |
| 15    | Agathe-Lasch-Weg – S Othmarschen | 39/40 min   | 22/23          | 20 min                                                          | 20 min                                                   | 20 min                                                                  | 20 min                                    | VHH, Umbrella (Subunternehmen)            |
| 16    | Schenefeld, Schenefelder Platz – Osdorfer Born – Osdorf, Rugenfeld – Ostermeyerstr. | 114/117 min | 64/66          | 30 min Betrieb 6–21 Uhr                                         | 30 min Betrieb 6–20:30 Uhr                               | 40 min Betrieb 6–20 Uhr                                                 | kein Betrieb                              | Hochbahn, Umbrella (Subunternehmen)       |
| 16    | Elbe-Einkaufszentrum – Ostermeyerstr. | 114/117 min | 64/66          | 10/20 min                                                       | 10/20 min                                                | 10/10/20 min                                                            | 20 min                                    | Hochbahn, Umbrella (Subunternehmen)       |
| 16    | Ostermeyerstr. – Flottbeker Kirche – S Bahrenfeld – Daimlerstr. – Bf. Altona | 114/117 min | 64/66          | 10 min                                                          | 10 min                                                   | 10 min                                                                  | 20 min                                    | Hochbahn, Umbrella (Subunternehmen)       |
| 16    | Bf. Altona – Gr. Bergstr. – S Reeperbahn – U St. Pauli – Michaeliskirche – Speersort – Hauptbahnhof/ZOB – U Lohmühlenstr. – U Lübecker Str. – U Wartenau – Maxstr. – S Friedrichsberg | 114/117 min | 64/66          | 10 min                                                          | 10 min                                                   | 20 min                                                                  | 20 min                                    | Hochbahn, Umbrella (Subunternehmen)       |
| 16    | S Friedrichsberg – U Straßburger Str. – Rentenversicherung Nord | 114/117 min | 64/66          | 10 min                                                          | 5/10 min                                                 | 20 min                                                                  | 20 min                                    | Hochbahn, Umbrella (Subunternehmen)       |
| 16    | Rentenversicherung Nord – Eckerkoppel – Kohövedstr. – Bf. Rahlstedt (Doberaner Weg) | 114/117 min | 64/66          | 20 min                                                          | 20 min                                                   | 40 min                                                                  | 40 min                                    | Hochbahn, Umbrella (Subunternehmen)       |
| 17    | U Feldstraße – U St. Pauli – Michaeliskirche – Speersort – Hbf/Steintorwall – AK St. Georg – Mundsburger Brücke – Uhlenhorst – Winterhude, Goldbekplatz – Semperstr. – Jarrestadt | 83/85 min   | 44             | 10 min                                                          | 10 min                                                   | 20 min                                                                  | 20 min                                    | Hochbahn                                  |
| 17    | Semperstr. – U Borgweg – Jarrestadt | 83/85 min   | 44             | kein Betrieb                                                    | kein Betrieb                                             | kein Betrieb                                                            | 20 min Betrieb ab 22:30 Uhr               | Hochbahn                                  |
| 17    | Jarrestadt – U S Barmbek | 83/85 min   | 44             | 10 min                                                          | 10 min                                                   | 20 min                                                                  | 40 min                                    | Hochbahn                                  |
| 17    | U S Barmbek – Neue Wöhr – Steilshooper Allee – Bramfeld Dorfplatz – Berner Chaussee – Karlshöhe Morgen-HVZ: 5-min-Takt nur Richtung U S Barmbek Nachmittags-HVZ: 5-min-Takt nur bis Steilshooper Allee, Gegenrichtung 10-min-Takt | 83/85 min   | 44             | 10 min 5 min (HVZ, nur in Lastrichtung)                         | 10 min                                                   | 10 min                                                                  | 20 min                                    | Hochbahn                                  |
| 17    | Karlshöhe – U Berne (Berner Heerweg) | 83/85 min   | 44             | 20 min 10 min (HVZ)                                             | 20 min                                                   | 20 min                                                                  | 20 min                                    | Hochbahn                                  |
| 18    | Hauptbahnhof/ZOB – AK St. Georg – Mundsburger Brücke – U Mundsburg – Beethovenstr. – Biedermannpl. – U Saarlandstr. – U S Barmbek | 48/53 min   | 27/28          | 10 min                                                          | 10 min                                                   | 10 min                                                                  | 20 min (bis 23 Uhr) 40 min (bis 0:30 Uhr) | Hochbahn                                  |
| 18    | U S Barmbek – Habichtstr. (Mitte) – Werner-Otto-Str. – Steilshooper Allee | 48/53 min   | 27/28          | 10 min 5 min (HVZ)                                              | 10 min                                                   | 10 min                                                                  | 20 min (bis 23 Uhr) 40 min (bis 0:30 Uhr) | Hochbahn                                  |
| 18    | Steilshooper Allee – Heukoppel | 48/53 min   | 27/28          | 20 min 10 min (HVZ) (nur bis 21 Uhr)                            | 20 min (nur bis 21 Uhr)                                  | 20 min (bis 21 Uhr)                                                     | kein Betrieb                              | Hochbahn                                  |
| 18    | Steilshooper Allee – Bramfelder Dorfplatz – Berner Chaussee – Bramfeld, Am Stühm Süd | 48/53 min   | 27/28          | 20 min 10 min (HVZ)                                             | 20 min                                                   | 20 min                                                                  | 20 min (bis 23 Uhr) 40 min (bis 0:30 Uhr) | Hochbahn                                  |
| 19    | U Alsterdorf – Lattenkampstieg – Winterhuder Marktpl. – U Sierichstraße – Streekbrücke – Harvestehude, Alsterchaussee – Bf. Dammtor – U Stephansplatz – U Gänsemarkt – U S Jungfernstieg – Rathausmarkt Sommerferien: 10-min-Takt | 39/40 min   | 23/24          | 7½ min 6/7/7 min (HVZ)                                          | 10 min                                                   | 10 min                                                                  | 10 min                                    | Hochbahn                                  |
| 19    | Rathausmarkt – Gerhart-Hauptmann-Pl. – Hauptbahnhof/ZOB | 39/40 min   | 23/24          | 7½ min 6/7/7 min (HVZ) Betrieb bis 21 Uhr                       | 10 min Betrieb bis 20 Uhr                                | 10 min Betrieb bis 20 Uhr                                               | kein Betrieb                              | Hochbahn                                  |
| 20    | Bf. Altona – Max-Brauer-Allee – S Holstenstraße – Fruchtallee (Hamburg-Haus) – Eimsbüttel, Schulweg – Hoheluft, Gärtnerstr. | 42 min      | 23             | 10 min                                                          | 10 min Betrieb bis 21:30 Uhr                             | 10 min Betrieb bis 21 Uhr                                               | mo-fr 20 min sa+so kein Betrieb           | Hochbahn                                  |
| 20    | Hoheluft, Gärtnerstr. – UK Eppendorf – Eppendorfer Marktpl. – U Hudtwalckerstr. – Winterhuder Marktpl. – Jahnring (Mitte) – City Nord, Dakarweg – S Rübenkamp | 42 min      | 23             | 10 min                                                          | 10 min                                                   | 10 min (12–21 Uhr) 20 min (8:30-12 und ab 21 Uhr) 40 min (vor 8:30 Uhr) | 20 min                                    | Hochbahn                                  |
| 21    | Teufelsbrück – S Klein Flottbek | 68/69 min   | 40             | 10 min Betrieb bis 22 Uhr                                       | 10 min Betrieb bis 19 Uhr                                | 10 min Betrieb bis 19 Uhr                                               | kein Betrieb                              | VHH, Umbrella (Subunternehmen)            |
| 21    | S Klein Flottbek – Elbe-Einkaufszentrum – Osdorf, Langelohstr. (Nord) – Osdorfer Born – Schenefeld, Schenefelder Platz – Lurup, Franzosenkoppel – S Elbgaustraße | 68/69 min   | 40             | 10 min 5 min (HVZ)                                              | 10 min                                                   | 10 min                                                                  | 20 min                                    | VHH, Umbrella (Subunternehmen)            |
| 21    | S Elbgaustraße – Eidelstedter Platz – Eidelstedter Brook – Schnelsen, Frohmestr. – Oldesloer Str. – Modering – U Niendorf Nord | 68/69 min   | 40             | 10 min                                                          | 10 min                                                   | 10 min                                                                  | 20 min                                    | VHH, Umbrella (Subunternehmen)            |
| 22    | S Blankenese – Osdorf, Langelohstr. (Nord) – Elbe-Einkaufszentrum – Geranienweg – Lurup, Kressenweg | 55/60 min   | 31             | 20 min 7½ min (HVZ)                                             | 20 min                                                   | 20 min                                                                  | 20 min                                    | VHH/Hochbahn, Betriebsführer: VHH         |
| 22    | Lurup, Kressenweg – Rugenbarg (Nord) – Hellgrundweg (Arenen) – S Stellingen – Volksparkstr. – Rathaus Stellingen – U Hagenbecks Tierpark – Lokstedt, Siemersplatz – Eppendorfer Marktpl. – U Kellinghusenstraße | 55/60 min   | 31             | 10 min 7½ min (HVZ)                                             | 10 min                                                   | 10 min                                                                  | 20 min                                    | VHH/Hochbahn, Betriebsführer: VHH         |
| 23    | U Niendorf Markt – Niendorfer Str. – Groß Borstel, Warnckesweg – Am Licentiatenberg – Lufthansa-Basis – Alsterkrugchaussee (Mitte) – U Alsterdorf – Sydneystr. – City Nord, Manilabrücke – Kapstadtring – Dakarweg – S Alte Wöhr – U S Barmbek                                                                                          | 77/79 min   | 40             | 10 min                                                          | 10 min                                                   | 10 min                                                                  | 40 min                                    | Hochbahn                                  |
| 23    | U S Barmbek – S Friedrichsberg – U Wandsbek Markt – U Horner Rennbahn | 77/79 min   | 40             | 5 min                                                           | 10 min                                                   | 10 min                                                                  | 20 min                                    | Hochbahn                                  |
| 23    | U Horner Rennbahn – Schiffbeker Höhe – U Billstedt | 77/79 min   | 40             | 5 min Sommerferien: 10-min-Takt                                 | 10 min                                                   | 10 min                                                                  | 20 min                                    | Hochbahn                                  |
| 24    | U Niendorf Markt – Wendlohstr. – U Niendorf Nord | 88/90 min   | 56             | 20 min 10 min (HVZ)                                             | 20 min                                                   | 20 min                                                                  | 20 min                                    | Hochbahn                                  |
| 24    | U Niendorf Nord – Sperlingsweg – Krohnstiegtunnel – U Langenhorn Markt – Lademannbogen – Hummelsbüttel, Norbert-Schmid-Pl. – Alte Landstraße (Nord) – Alstertal-Einkaufszentrum – S Poppenbüttel | 88/90 min   | 56             | 10 min                                                          | 10 min                                                   | 20 min                                                                  | 20 min                                    | Hochbahn                                  |
| 24    | S Poppenbüttel – Alstertal-Einkaufszentrum – Saseler Markt – U Volksdorf – U Meiendorfer Weg – Lapplandring – Skaldenweg – Wildschwanbrook – Bf. Rahlstedt (Doberaner Weg) | 88/90 min   | 56             | 10 min                                                          | 10 min (bis 14 Uhr) 20 min (ab 14 Uhr)                   | 20 min                                                                  | 20 min                                    | Hochbahn                                  |
| 25    | Bf. Altona – Max-Brauer-Allee – S Holstenstraße – Fruchtallee (Hamburg-Haus) – Eimsbüttel, Schulweg – Hoheluft, Gärtnerstr. – UK Eppendorf – Eppendorfer Marktpl. – U Kellinghusenstraße – U Hudtwalckerstr. – Winterhuder Marktpl. – U Sierichstraße – Winterhude, Goldbekplatz – U Mundsburg – U Wartenau – S Landwehr – U Burgstraße | 60 min      | 31             | 10 min                                                          | 10 min                                                   | 10 min                                                                  | 20 min                                    | Hochbahn                                  |
| 26    | S Rübenkamp – Hebebrandstr. – Einkaufszentr. Steilshoop – Bramfeld, Steilshooper Allee – U Farmsen | 45/48 min   | 26             | 10 min 5 min (Morgen-HVZ)                                       | 10 min                                                   | 10 min                                                                  | 20 min                                    | Hochbahn                                  |
| 26    | U Farmsen – Forum Gymnasium Rahlstedt – Bf. Rahlstedt (Amtsstr.) | 45/48 min   | 26             | 10 min 5 min (HVZ) Sommerferien: 10-min-Takt                    | 10 min                                                   | 10 min                                                                  | 20 min                                    | Hochbahn                                  |
| 26    | Bf. Rahlstedt (Amtsstr.) – Sieker Landstr. – Hoffmannstieg | 45/48 min   | 26             | 10 min Betrieb bis 21 Uhr, danach als Linie 362                 | 10 min Betrieb bis 21 Uhr, danach als Linie 362          | 10 min Betrieb bis 21 Uhr, danach als Linie 362                         | Betrieb nur als Linie 362                 | Hochbahn                                  |
| 26    | Hoffmannstieg – Großlohe | 45/48 min   | 26             | 10 min Betrieb bis 21 Uhr, danach als Linie 362 10/20 min (HVZ) | 10 min Betrieb bis 21 Uhr, danach als Linie 362          | 10 min Betrieb bis 21 Uhr, danach als Linie 362                         | Betrieb nur als Linie 362                 | Hochbahn                                  |
| 26    | Hoffmannstieg – Gewerbepark Victoria | 45/48 min   | 26             | 30 min (HVZ) Betrieb 6–9 und 14–17:30 Uhr                       | kein Betrieb                                             | kein Betrieb                                                            | kein Betrieb                              | Hochbahn                                  |
| 27    | S Wellingsbüttel – Rolfinckstr. – Thomas-Mann-Str. – Karlshöhe – Neusurenland – Pflegezentrum Farmsen – Berufsförderungswerk Hamburg – U Farmsen | 61/65 min   | 37/38          | 20 min 10 Min (HVZ)                                             | 20 min                                                   | 20 min                                                                  | 20 min                                    | Hochbahn                                  |
| 27    | U Farmsen – Bf. Tonndorf – Studio Hamburg – Wilsonstr. – Berliner Platz – Jenfeld-Zentrum | 61/65 min   | 37/38          | 10 min                                                          | 10 min                                                   | 10 min                                                                  | 20 min                                    | Hochbahn                                  |
| 27    | Jenfeld-Zentrum – Rodigallee (Ost) – Pflegezentrum Holstenhof – Manshardtstr. – Schiffbeker Höhe – U Billstedt | 61/65 min   | 37/38          | 10 min 5 Min (HVZ) Sommerferien: 10-min-Takt                    | 10 min                                                   | 10 min                                                                  | 20 min                                    | Hochbahn                                  |
| 28    | Lufthansa-Basis – U Alsterdorf – City Nord, Manilabrücke – S Rübenkamp | 35/37 min   | 20             | 20 min 10 min (HVZ) Betrieb bis 21 Uhr                          | kein Betrieb                                             | kein Betrieb                                                            | kein Betrieb                              | Hochbahn                                  |
| 28    | S Rübenkamp – U Habichtstr. – U Alter Teichweg – U Straßburger Str. – U Wandsbek Markt | 35/37 min   | 20             | 10 min                                                          | 10 min 40 min (bis 9 Uhr)                                | 20 min 40 min (bis 9 Uhr)                                               | 20 min                                    | Hochbahn                                  |
| 29    | Gewerbepark Merkur – Naturschutzgebiet Höltigbaum | 90/95 min   | 60/62          | 30 min (nur bis 20:30 Uhr)                                      | 30 min (nur bis 20:30 Uhr)                               | 30 min (nur bis 20:30 Uhr)                                              | kein Betrieb                              | VHH, Umbrella (Subunternehmen)            |
| 29    | Naturschutzgebiet Höltigbaum – Bf. Rahlstedt (Amtsstr.) – Sorenkoppel – Kielkoppelstr. – Kinderkrankenhaus Wilhelmstift – Berliner Platz – Otto-Hahn-Schule Jenfeld | 90/95 min   | 60/62          | 10/20 min                                                       | 10/20 min                                                | 10/20 min                                                               | 20 min                                    | VHH, Umbrella (Subunternehmen)            |
| 29    | Bf. Tonndorf – Kuehnstr. – Otto-Hahn-Schule Jenfeld | 90/95 min   | 60/62          | 30 min                                                          | 30 min                                                   | 30 min                                                                  | kein Betrieb                              | VHH, Umbrella (Subunternehmen)            |
| 29    | Otto-Hahn-Schule – Jenfelder Allee – Jenfelder Str. – Jenfeld-Zentrum – Manshardtstr. – Schiffbeker Höhe – U Billstedt – Kirchsteinbek – U Mümmelmannsberg – Boberg – Grandkoppel – Lohbrügger Markt – Bf. Bergedorf | 90/95 min   | 60/62          | 10 min (ab 21 Uhr 20 min)                                       | 10 min (ab 21 Uhr 20 min)                                | 10 min (ab 21 Uhr 20 min)                                               | 20 min                                    | VHH, Umbrella (Subunternehmen)            |
| 0030  | Neumühlen/Övelgönne (Fähre) – Rathaus Altona – Bf. Altona | 33/34 min   | 17/18          | 10 min 30 min (ab 21 Uhr)                                       | 15 min 10 min (9:30–21:00 Uhr)                           | 15 min 10 min (12–21 Uhr)                                               | 30 min                                    | Hochbahn                                  |
| 0030  | Bf. Altona – Neue Mitte Altona, Eva-Rühmkorf-Str. – Kaltenkircher Platz – Langenfelder Str. – U Osterstraße, Heußweg – Eidelstedter Weg – Hoheluft, Gärtnerstraße | 33/34 min   | 17/18          | 10 min 15 min (ab 21 Uhr)                                       | 15 min 10 min (9:30–21:00 Uhr)                           | 15 min 10 min (12–21 Uhr)                                               | 15 min                                    | Hochbahn                                  |
| 32    | U Billstedt – Kirchsteinbek – Schule Mümmelmannsberg – U Mümmelmannsberg | 64 min      | 44/46          | 10 min                                                          | 10 min                                                   | 10 min                                                                  | 20 min                                    | VHH, Elite Traffic (Subunternehmen)       |
| 32    | U Mümmelmannsberg – Boberg – Mendelstr. – Lohbrügge, Korachstr. – Röpraredder – Binnenfeldredder – Lohbrügger Markt – Bf. Bergedorf Morgen-HVZ: 5-min-Takt nur Richtung Bf. Bergedorf, Schulferien: 10-min-Takt Nachmittags-HVZ: 5-min-Takt nur Richtung U Mümmelmannsberg, Schulferien: 10-min-Takt                                    | 64 min      | 44/46          | 10 min 5 min (HVZ an Schultagen)                                | 10 min                                                   | 10 min                                                                  | 20 min                                    | VHH, Elite Traffic (Subunternehmen)       |
| 32    | Bf. Bergedorf – Heckkaten – Oberer Landweg (Eisenbahnbrücke) – S Nettelnburg – Neu-Allermöhe, Margit-Zinke-Str. (Nord) – Von-Scheliha-Str. – Marie-Henning-Weg – S Allermöhe | 64 min      | 44/46          | 10 min                                                          | 20 min                                                   | 20 min                                                                  | 20 min                                    | VHH, Elite Traffic (Subunternehmen)       |
| 40    | Neu Wurmstorf, Freibad – Im Fischbeker Heidbrook (West) | 33/37 min   | 27             | 60 min                                                          | kein Betrieb                                             | kein Betrieb                                                            | 60 min                                    | Hochbahn                                  |
| 40    | Im Fischbeker Heidbrook (West) – Fischbeker Heuweg – Sandbek, Neckersstücken | 33/37 min   | 27             | 10 min                                                          | 10 min                                                   | 10 min                                                                  | 20 min                                    | Hochbahn                                  |
| 40    | Sandbek, Neckersstücken – Ohrnsweg – S Neugraben | 33/37 min   | 27             | 10 min 5 min (HVZ)                                              | 10 min                                                   | 10 min                                                                  | 20 min                                    | Hochbahn                                  |
| 40    | S Neugraben – Neugrabener Markt – Heidrand – Waldfrieden | 33/37 min   | 27             | 20 min                                                          | 20 min                                                   | 20 min                                                                  | 20 min                                    | Hochbahn                                  |
| 42    | Hafen Harburg – Schellerdamm – S Harburg Rathaus | 26/28 min   | 18/19          | 10 min Sommerferien: 15-min-Takt                                | 30 min                                                   | 40 min                                                                  | 40 min                                    | Hochbahn                                  |
| 42    | S Harburg Rathaus – S Heimfeld – Hans-Drewitz-Ring – AK Harburg | 26/28 min   | 18/19          | 5 min Sommerferien: 7½-min-Takt                                 | 7½ min                                                   | 10 min                                                                  | 20 min                                    | Hochbahn                                  |
| 43    | Eißendorf, Strucksbarg – Lübbersweg – S Harburg Rathaus – Harburger Ring – Winsener Str. (Nord) – Sinstorfer Kirchweg | 37/40 min   | 22/23          | 10 min                                                          | 10 min                                                   | 10 min                                                                  | 20 min                                    | Hochbahn, Hörmann-Reisen (Subunternehmen) |
| 43    | Sinstorfer Kirchweg – Rüstweg | 37/40 min   | 22/23          | 20 min 10 min (HVZ)                                             | 20 min                                                   | 20 min                                                                  | 20 min                                    | Hochbahn, Hörmann-Reisen (Subunternehmen) |
| 43    | Rüstweg – Grenzkehre | 37/40 min   | 22/23          | kein Betrieb                                                    | kein Betrieb                                             | kein Betrieb                                                            | 40 min                                    | Hochbahn, Hörmann-Reisen (Subunternehmen) |
| 43    | Rüstweg – Fleestedt, Ort | 37/40 min   | 22/23          | 20 min 10 min (HVZ)                                             | 20 min                                                   | 20 min                                                                  | 40 min                                    | Hochbahn, Hörmann-Reisen (Subunternehmen) |

### Schnellbuslinien
In Hamburg verkehrten bis zum 11. Dezember 2021 noch drei Schnellbuslinien. Die Linien 34 und 37 waren Durchmesser- bzw. Radiallinien und durchquerten das Stadtzentrum, Linie 31 war eine Regional-Schnellbuslinie vom Hamburger Zentrum über Bergedorf und Geesthacht nach Lauenburg.
Schnellbusse waren zuschlagpflichtig und tariflich der 1. Klasse (Regionalzüge, früher auch S-Bahn) gleichgesetzt. Es gab einen besonderen Kurzstreckentarif und Zusatztickets zu Einzel-, Tages-, Zeitkarten sowie Ländertickets.
Im Januar 2018 wurde bekanntgegeben, aufgrund hier zurückgehender Fahrgastzahlen das Hamburger Schnellbusnetz weiter zu reduzieren. Ab Dezember 2018 wurden die Linien weniger häufig bedient (Ausnahme Linie 31).

### Xpressbuslinien
Xpressbuslinien dienen der Erschließung schnellbahnferner Siedlungen (oder Großunternehmen) mit hoher ÖPNV-Nachfrage. Sie verkehren zum Teil in der nachfragestarken Lastrichtung und zur Hauptverkehrszeit. Start oder Ziel dieser Linien sind Schnellbahnhaltestellen. Auf dem Weg dorthin werden die meisten Zwischenhaltestellen normaler Buslinien ausgelassen und so eine relativ schnelle Verbindung geschaffen. Xpressbusse sind grundsätzlich zuschlagfrei.
| Linie | Linienverlauf | Fahrzeit  | Halte- stellen | Takt mo–fr | Takt sa      | Takt so      | Takt SVZ ab 21 Uhr           | Betreiber                           |
| ----- | --- | --------- | -------------- | --- | ------------ | ------------ | ---------------------------- | ----------------------------------- |
| X3    | Schenefeld, Schenefelder Platz – Osdorfer Born – Kressenweg – Stadionstr. – Trabrennbahn Bahrenfeld – S Holstenstraße – U Feldstraße – U Gänsemarkt – U S Jungfernstieg – Speersort – U Meßberg                                                                            | 44/46 min | 16             | 10 min | 10 min       | 10 min       | 20 min                       | VHH                                 |
| X22   | U Hagenbecks Tierpark – Lokstedt, Siemersplatz – Eppendorfer Marktpl. – U Hudtwalckerstr. – Winterhuder Marktpl. – U Hamburger Str. – U Wandsbeker Chaussee – U Wandsbek Markt – Universität der Bundeswehr – Rodigallee (Ost) – Jenfeld-Zentrum                           | 52/54 min | 17             | 10 min | 10 min       | 10 min       | 20 min                       | Hochbahn, urbanbus (Subunternehmen) |
| X27   | Poppenbütteler Bogen – S Poppenbüttel (Wentzelplatz) – Alstertal-Einkaufszentrum – Saseler Markt – U Berne (Berner Stieg) – Bf. Rahlstedt (Doberaner Weg) – Studio Hamburg – Schiffbeker Weg – U Billstedt – Boberg – Bf. Bergedorf                                        | 86/92 min | 29             | 20 min | 20 min       | 20 min       | 20 min                       | Hochbahn                            |
| X30   | Bf. Bergedorf – S Nettelnburg – Neuallermöhe, Von-Scheliha-Str. – Bf. Harburg – S Harburg Rathaus | 41/44 min | 10/11          | 30 min 20 min (HVZ) | 30 min       | 30 min       | 60 min                       | VHH, Elite-Traffic (Subunternehmen) |
| X32   | U S Wandsbeker Chaussee → U Wandsbek Markt – U Horner Rennbahn – Boberg – Grandkoppel – Lohbrügge – Bf. Bergedorf | 34/36 min | 11             | 20 min | 20 min       | 20 min       | 40 min                       | VHH                                 |
| X33   | U Billstedt – über Autobahn – Witzhave – Grande – Trittau – Trittau, Famila | 36/41 min | 13             | 60 min (nur morgens und nachmittags–abends) Betrieb bis 21 Uhr (→) bzw. 19:45 Uhr (←)                                             | kein Betrieb | kein Betrieb | kein Betrieb                 | VHH                                 |
| X35   | Groß Borstel, Am Licentiatenberg – Warnckesweg – Tarpenbekstr. – UK Eppendorf | 86/91 min | 37             | 30 min | 40 min       | 40 min       | 60 min Betrieb bis 22–23 Uhr | Hochbahn                            |
| X35   | UK Eppendorf – Hoheluft, Gärtnerstr. – U Hoheluftbrücke – Bezirksamt Eimsbüttel – Zoologisches Museum – Hamburg Messe – Sievekingplatz – U Rödingsmarkt (Großer Burstah) – Rathausmarkt – Jakobikirchhof                                                                   | 86/91 min | 37             | 15 min | 20 min       | 20 min       | 30 min Betrieb bis 22–23 Uhr | Hochbahn                            |
| X35   | Jakobikirchhof → Hauptbahnhof – Hauptbahnhof/ZOB – U S Berliner Tor – U Burgstr. – Hamm Nord, Caspar-Voght-Str. – Universität der Bundeswehr – Jenfeld-Zentrum – Hohenhorst, Berliner Platz – Kielkoppelstr. – Rahlstedt Ost, Sorenkoppel                                  | 86/91 min | 37             | 7½ min | 10 min       | 10 min       | 30 min Betrieb bis 22–23 Uhr | Hochbahn                            |
| X40   | S Neugraben – S Neuwiedenthal – Moorburger Kreuzung – Finkenwerder, Airbus | 33 min    | 12             | 5–6 Fahrten Betrieb bis 20 (→) bzw. 22 (←) Uhr                                                                                    | kein Betrieb | kein Betrieb | kein Betrieb                 | Hochbahn                            |
| X46   | S Harburg Rathaus – Moorburger Kreuzung – Finkenwerder, Airbus | 34/39 min | 8              | 20 min(nur mo–fr morgens und nachmittags)                                                                                         | kein Betrieb | kein Betrieb | mo–fr Einzelfahrt            | Hochbahn                            |
| X80   | U Rödingsmarkt (Großer Burstah) – Rathausmarkt – Jakobikirchhof – Hauptbahnhof/ZOB – U S Berliner Tor – U Burgstraße – Boberg – Grandkoppel – Lohbrügger Markt – Bf. Bergedorf – Lehfeld – Geesthacht ZOB – Grüner Jäger – Grünhof – Schnakenbek – Glüsing – Lauenburg ZOB | 92/96 min | 32             | 60 min (HVZ-Verdichtung nur in Lastrichtung: morgens 20–30-min-Takt Richtung Rödingsmarkt, nachmittags 30-min-Takt Ri. Lauenburg) | 60 min       | 60 min       | Einzelfahrten                | VHH                                 |
| X81   | Bf. Bergedorf – Mohnhof – Wentorf – Neu Börnsen – Kröppelshagen – Schwarzenbek – Lanken – Talkau – Breitenfelde – Mölln ZOB | 69 min    | 17             | 60 min | kein Betrieb | kein Betrieb | mo–fr 2 Fahrten              | VHH, Elite-Traffic (Subunternehmen) |
| X82   | Bf. Bergedorf – Lehfeld – Geesthacht ZOB – Geesthacht Oberstadt | 31/32 min | 12             | 60 min HVZ in Lastrichtung 15–30 min                                                                                              | 60 min       | 60 min       | 60 min                       | VHH                                 |
| X86   | Teufelsbrück (Fähre) – ohne Halt – Bf. Altona nur in Lastrichtung; nur an Arbeitstagen der Airbus Deutschland | 13/14 min | 2              | 7½–30 min morgens–mittags Ri. Teufelsbrück, mittags–22:22 Uhr Ri. Altona                                                          | kein Betrieb | kein Betrieb | kein Betrieb                 | Hochbahn                            |
| X87   | U Wandsbek Markt – Talkau – Niendorf – Breitenfelde – Mölln ZOB – Fredeburg – Ratzeburg | 70 min    | 10             | 60 min 30 min (HVZ) | 60/120 min   | 60/120 min   | kein Betrieb                 | RMVB, Dahmetal (Subunternehmen)     |
| X95   | Bf. Elmshorn (ZOB) – Ellerhoop – Seeth-Ekholt – Kummerfeld – Bf. Pinneberg | 79/80 min | 26             | 60 min | 60 min       | 120 min      | 60 min                       | VHH, Elite-Traffic (Subunternehmen) |
| X95   | Bf. Pinneberg – Rellingen – Egenbüttel – Ellerbek – Kriegerdankweg – Oldesloer Str. – U Niendorf Nord – Sperlingsweg – S Hamburg Airport | 79/80 min | 26             | 60 min 30 min (HVZ) | 60 min       | 60 min       | 60 min                       | VHH, Elite-Traffic (Subunternehmen) |

Die Linie X86 wird durch die Fährlinie 68 zum Airbus-Gelände auf der gegenüberliegenden Elbseite ergänzt und bietet so eine direkte Verbindung zwischen der Innenstadt und dem Airbus-Werk.

### Eilbuslinien
Die früher in Hamburg bestehenden Eilbuslinien wurden ab 1972 eingerichtet. Ihre Liniennummer hatte ein „E“ vor der zweiziffrigen Liniennummer, die numerisch zur normalen Buslinie (Sektorzugehörigkeit) passte. Sie boten schnelle Verbindungen in die damaligen Neubaugebiete und Großwohnsiedlungen Steilshoop (E72), Osdorfer Born (E84) und Mümmelmannsberg (E32). Die Linie E17 verband ab Mitte der 1970er Jahre den U/S-Bahnhof Barmbek mit der nordwestlich davon im Aufbau befindlichen Bürostadt City Nord. Keine dieser ursprünglichen Linien hat überdauert. Entweder wurden sie aufgrund zu geringer Nachfrage bzw. Umorganisation des Busnetzes eingestellt oder verschwanden, weil sie von Schnellbahnen ersetzt wurden. Dies war zum Beispiel bei der Linie E32 der Fall, die die Siedlung Mümmelmannsberg mit der U-Bahn-Station Billstedt verband. Als die U-Bahn-Erweiterung nach Mümmelmannsberg in Betrieb genommen wurde, war der Eilbus nicht mehr nötig.

Eher aus der Not heraus entstand 1978 die Linie E12. Sie verband Niendorf Nord mit der U-Bahn-Station Schlump. Diese Linie war eher ein Zugeständnis für die Niendorfer, die damals gerade ihren Straßenbahnanschluss verloren hatten und nun auf die Buslinie 102 (heute Metrobuslinie 5) angewiesen waren, einer Linie, auf der im ersten Jahr noch keine Gelenkbusse eingesetzt wurden und daher stets überlastet war. Mit der Verlängerung der U2 nach Niendorf Markt 1985 wurde die Linie E12 eingestellt. Ab 2018 gab es noch drei Eilbuslinien, die keinen netzartigen Zusammenhang hatten. Bis zum 15. Dezember 2019 wurden die Eilbuslinien eingestellt.

### Stadtbuslinien

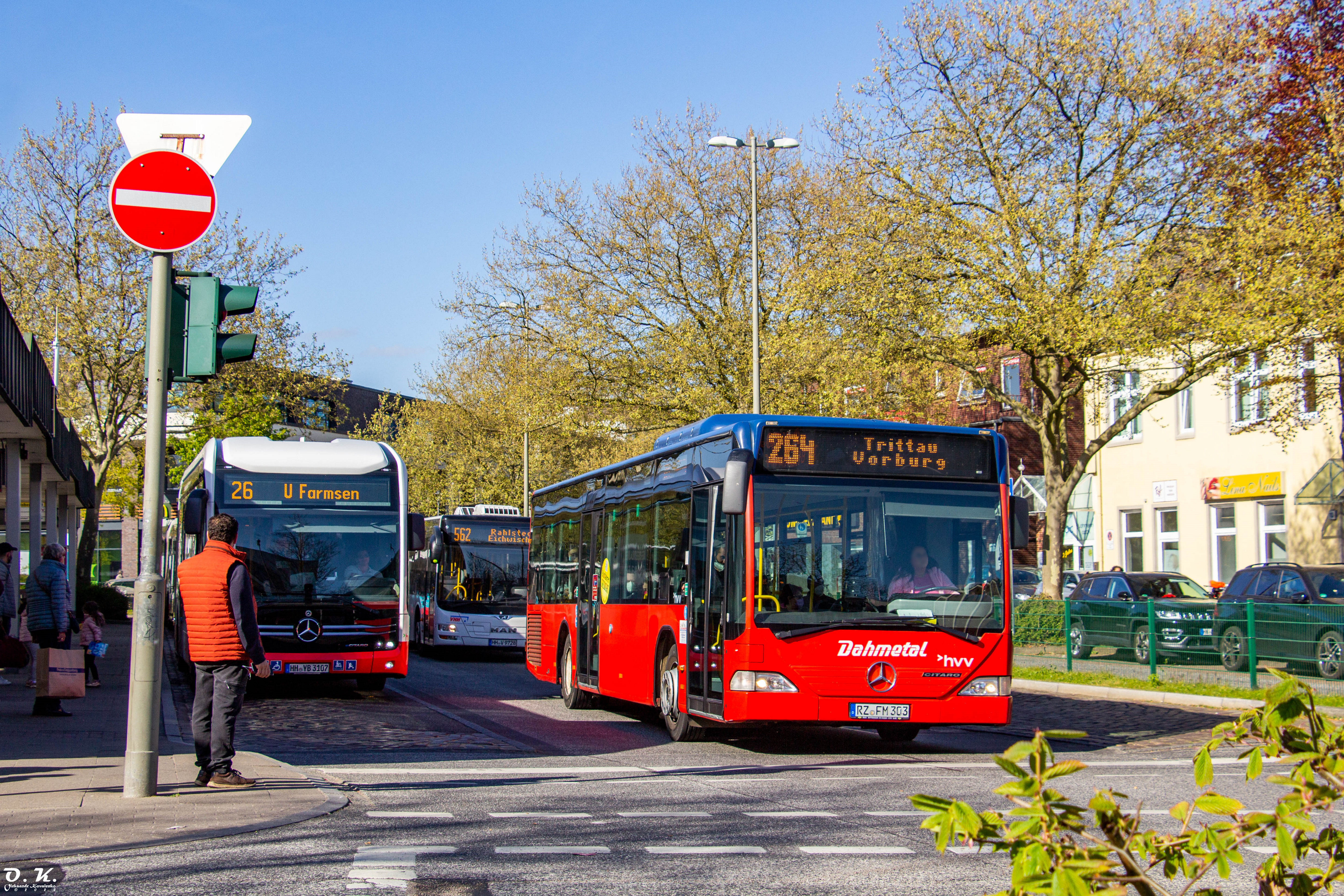
Busse von HHA, VHH und Dahmetal in Rahlstedt

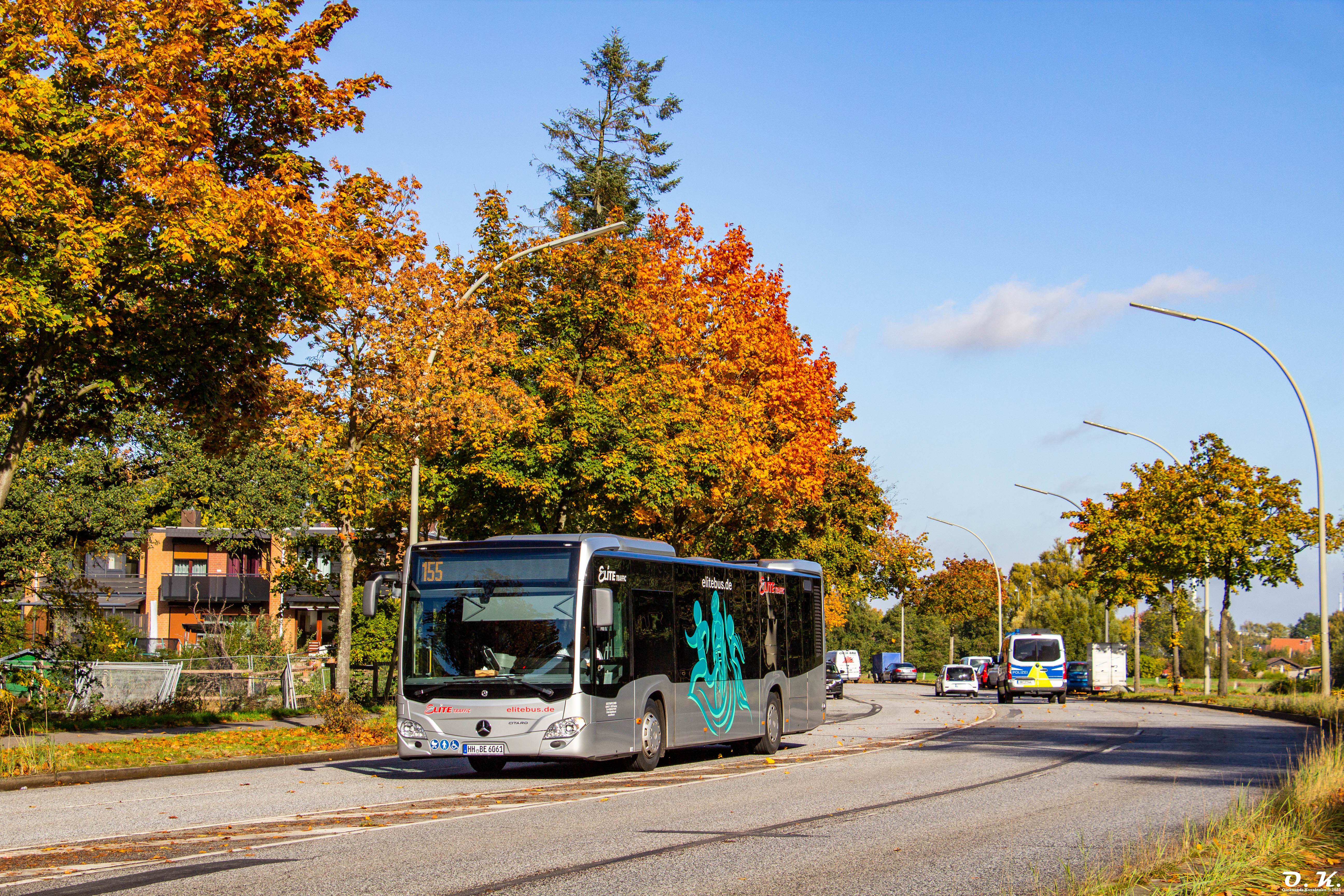
Mercedes-Benz Citaro C2 der Elite-Traffic GmbH

Stadtbusse dienen als Zubringer bzw. Ergänzung zu Schnellbahn- (z. B. Linie 141 zur S3) oder Metrobuslinien (z. B. StadtBus-Linie 213 zur 23). Stadtbusse fahren meist seltener als Metrobuslinien und nur wenige Linien werden mit Gelenkbussen betrieben. Alle StadtBus-Linien in Hamburg und direkter Umgebung haben eine dreistellige Liniennummer.

#### Nummernschema

##### Erste Ziffer
1: Hauptlinie, täglicher Betrieb oft im 10- bis 20-Minuten-Takt
2: meist Hauptlinie mit abweichendem Linienverlauf zur 1xx-Linie oder Zubringerlinie zur Hauptlinie
3 oder 4: meist Ergänzungslinien mit abweichendem Linienverlauf, teilweise auch Schulverkehrslinien sowie Shuttlebusse bei Veranstaltungen
5 oder 7: meist Schulverkehrslinien
6: Nachtbuslinien
8: Anruf-Sammel-Taxi-Linien (meist außerhalb Hamburgs) und ehemalige Eilbuslinie E69 (jetzt 869)
9: Schienenersatzverkehr für Schnellbahnen in Hamburg

##### Zweite Ziffer
Mit der zweiten Ziffer ist eine örtliche Zuordnung gegeben. Einige Linien führen durch mehrere Bezirke oder Gemeinden, dennoch kann man recht klar definieren:
0 oder 1: Linien im zentralen Bereich Hamburgs
2: Linien im Bereich des Bezirks Bergedorf (Vier- und Marschlande) bis in den zentralen Bereich Hamburgs (Bezirk Hamburg-Mitte)
3: Linien im östlichen Bereich des Bezirks Hamburg-Mitte, im nördlichen und östlichen Bereich des Bezirks Bergedorf sowie südliche Bereiche der Kreise Stormarn und Herzogtum Lauenburg u. a. mit den Städten Reinbek, Geesthacht und Lauenburg
4: Linien im Bereich des Bezirks Harburg
5: Linien im Bereich des Bezirks Hamburg-Mitte (südl. der Norderelbe, also Veddel, Wilhelmsburg, Finkenwerder etc.)
6: Linien im östlichen und südlichen Bereich des Bezirks Wandsbek und östlich davon, u. a. mit der Stadt Ahrensburg, sowie im nordöstlichen Teil des Bezirks Hamburg-Mitte
7: Linien im Bereich der Bezirke Hamburg-Nord und Wandsbek sowie westlicher Bereich des Kreises Stormarn
8: Linien im Bereich der Bezirke Altona und Eimsbüttel sowie im Bereich des Kreises Pinneberg u. a. mit den Städten Wedel und Schenefeld
9: Linien im Bereich der Bezirke Eimsbüttel und Hamburg-Nord sowie östlicher Bereich des Kreises Pinneberg und südwestlicher Bereich des Kreises Segeberg mit der Stadt Norderstedt

##### Dritte Ziffer
Die dritte Stelle dient unter Berücksichtigung der ersten und zweiten der Durchnummerierung der Linien innerhalb des Bereiches.

#### Linienübersicht
In der folgenden Tabelle werden nur die auf Hamburger Gebiet eingerichteten Linien erwähnt.
| Linie | Linienverlauf | Fahrzeit     | Halte- stellen | Takt mo–fr                                                                                           | Takt sa                                                                   | Takt sonn- und feiertags                                                  | Takt SVZ ab 22 Uhr                                                    | Betreiber                                                   |
| ----- | --- | ------------ | -------------- | --- | ------------------------------------------------------------------------- | ------------------------------------------------------------------------- | --------------------------------------------------------------------- | ----------------------------------------------------------- |
| 00111 | Bf. Altona – Rathaus Altona – Kreuzfahrtterminal Altona – Fischauktionshalle – S Reeperbahn – U S Landungsbrücken – U Baumwall – Am Kaiserkai (Elbphilharmonie) – Magellan-Terrassen – Marco-Polo-Terrassen – U Überseequartier – U HafenCity Universität – U S Elbbrücken (Baakenwerder Straße) Sonntag morgens nicht über Kreuzfahrtterminal und Fischauktionshalle (wg. Fischmarkt) | 41/42 min    | 25/27          | 20 min                                                                                               | 20 min                                                                    | 20 min                                                                    | 20 min                                                                | Hochbahn                                                    |
| 00112 | S Blankenese – Nienstedten – Teufelsbrück (Fähre) | 72/73 min    | 38/39          | 20 min                                                                                               | 30 min                                                                    | 30 min                                                                    | 20 min                                                                | Hochbahn                                                    |
| 00112 | Teufelsbrück (Fähre) – Elbchaussee – Rathaus Altona – Bf. Altona | 72/73 min    | 38/39          | 20 min 6–10 und 15–19 Uhr 10-min-Betrieb                                                             | 15 min                                                                    | 15 min                                                                    | 20 min                                                                | Hochbahn                                                    |
| 00112 | Bf. Altona – S Reeperbahn – U St. Pauli – Museum für Hamburgische Geschichte – Handwerkskammer – U Stephansplatz – Kunsthalle – Hauptbahnhof | 72/73 min    | 38/39          | 10 min                                                                                               | 15 min                                                                    | 15 min                                                                    | 20 min                                                                | Hochbahn                                                    |
| 00112 | Hauptbahnhof – S Hammerbrook – Ausschläger Weg (LBV) – Hamm-Süd, Osterbrookplatz | 72/73 min    | 38/39          | 10 min                                                                                               | 15 min bis 9 Uhr nur 30 min                                               | 15 min bis 12 Uhr nur 30 min                                              | 20 min                                                                | Hochbahn                                                    |
| 00213 | U S Barmbek – Stückenstr. (Schön-Klinik) – U S Wandsbeker Chaussee – U Wandsbek Markt | 37 min       | 19             | 10 min                                                                                               | 10 min                                                                    | 20 min                                                                    | 20 min                                                                | Hochbahn, Elite-Traffic (Subunternehmen)                    |
| 00213 | U Wandsbek Markt – U Horner Rennbahn – Washingtonallee – U Billstedt | 37 min       | 19             | 5 min                                                                                                | 5 min                                                                     | 10 min                                                                    | 20 min                                                                | Hochbahn, Elite-Traffic (Subunternehmen)                    |
| 00114 | Bf. Dammtor – Museum am Rothenbaum – U Hallerstraße – U Klosterstern | 37/39 min    | 20/21          | 20 min Betrieb bis 21 Uhr                                                                            | 20 min Betrieb bis 21 Uhr                                                 | 20 min Betrieb bis 21 Uhr                                                 | kein Betrieb                                                          | Hochbahn, Umbrella (Subunternehmen)                         |
| 00114 | U Klosterstern – U Eppendorfer Baum – Bezirksamt Hamburg-Nord – Eppendorfer Marktpl. – U Lattenkamp – Groß Borstel, Warnckesweg – Groß Borstel, Am Licentiatenberg | 37/39 min    | 20/21          | 10 min                                                                                               | 10 min                                                                    | 20 min                                                                    | 20 min                                                                | Hochbahn, Umbrella (Subunternehmen)                         |
| 00114 | Groß Borstel, Am Licentiatenberg – Lufthansa-Basis | 37/39 min    | 20/21          | 10 min                                                                                               | 20 min Betrieb bis 21:30 Uhr                                              | 20 min Betrieb bis 21:30 Uhr                                              | 20 min (mo–fr)                                                        | Hochbahn, Umbrella (Subunternehmen)                         |
| 00214 | (Ringlinie) U Lattenkamp → Groß Borstel, Klotzenmoor (Mitte) → U Lattenkamp | 15 min       | 8              | 10 min / Einzelfahrten nur 7–8 und 15–16 Uhr                                                         | kein Betrieb                                                              | kein Betrieb                                                              | kein Betrieb                                                          | Hochbahn                                                    |
| 00115 | S Klein Flottbek – Hochrad – Reventlowstr. – S Othmarschen – Kreuzkirche Ottensen – Bleickenallee (Kinderkrankenhaus) – Bf. Altona | 65 min       | 35/37          | 40 min                                                                                               | 40 min                                                                    | 40 min                                                                    | 40 min                                                                | Hochbahn                                                    |
| 00115 | Bf. Altona – Große Bergstr. – S Reeperbahn – S Holstenstraße – Langenfelder Damm | 65 min       | 35/37          | 20 min                                                                                               | 20 min                                                                    | 40 min                                                                    | 40 min                                                                | Hochbahn                                                    |
| 00115 | Langenfelder Damm – Stellingen, Volksparkstr. – Eidelstedter Platz | 65 min       | 35/37          | 20 min (HVZ) Betrieb bis 20:30 Uhr                                                                   | zwei Einzelfahrten ab Eidelstedter Platz                                  | 40 min Betrieb nur von 9 bis 13 Uhr                                       | kein Betrieb                                                          | Hochbahn                                                    |
| 00116 | Farmsen, Am Hohen Hause (Rentenversicherung) – Walddörferstr. – U Wandsbek Markt | 49/50 min    | 26/27          | 20 min 10 min (nur morgens Ri. Wandsbek Markt) Betrieb bis 21:30 Uhr                                 | 20 min Betrieb von 8 bis 21:30 Uhr                                        | 20 min Betrieb von 9 bis 21:30 Uhr                                        | kein Betrieb                                                          | Hochbahn                                                    |
| 00116 | U Wandsbek Markt – Bf. Hasselbrook – Caspar-Voght-Str. – U Hammer Kirche – U Rauhes Haus – Bauerberg – Horner Rampe – Washingtonallee | 49/50 min    | 26/27          | 20 min 10 min (HVZ)                                                                                  | 20 min                                                                    | 20 min                                                                    | 20 min ab 23 Uhr: 40 min                                              | Hochbahn                                                    |
| 00116 | Washingtonallee – U Billstedt | 49/50 min    | 26/27          | 20 min 10 min (nur morgens Ri. Billstedt)                                                            | 20 min                                                                    | 20 min                                                                    | 40 min ab 23 Uhr: 40 min                                              | Hochbahn                                                    |
| 00118 | U Wandsbek-Gartenstadt – Barmwisch – Hegholt – Ellernreihe – Bramfeld Heukoppel | 16/18 min    | 13             | 10 min Morgen-HVZ 5 min (nur in Lastrichtung Wandsbek-Gartenstadt)                                   | 20 min                                                                    | 20 min                                                                    | 20 min                                                                | Hochbahn                                                    |
| 00218 | Bramfeld Heukoppel – Steilshooper Allee – Hallenbad Bramfeld – Steilshoop Ost, Borchertring – Einkaufszentr. Steilshoop – Alfr.-Mahlau-Weg – Hebebrandstr. – S Rübenkamp | 46/47 min    | 27/29          | 20 min 10 min (HVZ)                                                                                  | 20 min                                                                    | 20 min                                                                    | 20 min                                                                | Hochbahn                                                    |
| 00218 | S Rübenkamp – City Nord, Manilaring (Betrieb nur bis 23 Uhr) | 46/47 min    | 27/29          | 20 min 10 min (HVZ)                                                                                  | 20 min                                                                    | 20 min                                                                    | 20 min nur bis 23 Uhr                                                 | Hochbahn                                                    |
| 00218 | Manilaring – U Sengelmannstraße | 46/47 min    | 27/29          | 20 min (HVZ) nur bis 19 Uhr                                                                          | kein Betrieb                                                              | kein Betrieb                                                              | kein Betrieb                                                          | Hochbahn                                                    |
| 00218 | Manilaring – Sydneystr. – U Alsterdorf | 46/47 min    | 27/29          | 20 min                                                                                               | 20 min                                                                    | 20 min                                                                    | 20 min nur bis 23 Uhr                                                 | Hochbahn                                                    |
| 00218 | U Alsterdorf – Röntgenstr. – Preetzer Str. – U Fuhlsbüttel (Betrieb nur bis 21 Uhr) | 46/47 min    | 27/29          | 20 min Betrieb bis 21 Uhr                                                                            | 20 min Betrieb bis 21 Uhr                                                 | 20 min Betrieb bis 21 Uhr                                                 | kein Betrieb                                                          | Hochbahn                                                    |
| 00119 | U S Elbbrücken – Rothenburgsorter Marktplatz – Rothenburgsort, Zollvereinsstr. – S Tiefstack – Kraftwerk Tiefstack – Grusonstr. – Moorfleeter Str. (Mitte) (– Wöhlerstr.) – Berzeliusstr. – Moorfleeter Str. (Nord) – Billstedter Hauptstr. – U Billstedt – Mattkamp – U Merkenstraße – Sonnenland – U Steinfurther Allee | 48/50 min    | 37/36          | 20 min                                                                                               | 20 min                                                                    | 60 min                                                                    | 60 min U Billstedt → Elbbrücken nur bis 23 Uhr                        | VHH                                                         |
| 00120 | Hauptbahnhof/ZOB – U S Berliner Tor – S Rothenburgsort – Zollvereinsstr. – S Tiefstack – Kraftwerk Tiefstack – Moorfleet – Tatenberger Schleuse – Spadenländer Ecke – Elversweg – Schule Ochsenwerder – Oortkaten – Overwerder – Hower Hauptdeich – Zollenspieker (Fähre) – Riepenburg – Ost-Kraueler Bogen – Achterdeich – Gammer Weg (Süd) – Altengamme (Süd) – Zeltplatz Altengamme Richtung Hbf kein Spätverkehr | 75/76 min    | 60/62          | 60 min                                                                                               | 60 min                                                                    | 60 min                                                                    | Einzelfahrt (nur Richtung Altengamme)                                 | VHH, Elite-Traffic (Subunternehmen)                         |
| 00220 | Moorfleet (Feuerwehr) – Sandwisch – Moorfleet – Moorfleeter Hauptdeich – Tatenberger Schleuse – Tatenberger Damm – Spadenland – Hofschläger Deich – Schule Ochsenwerder nur an Schultagen morgens nur in Richtung Schule Ochsenwerder und nachmittags jeweils 2 Fahrten | 24/26 min    | 17/18          | 4 Fahrten Betrieb bis 16:30 Uhr                                                                      | kein Betrieb                                                              | kein Betrieb                                                              | kein Betrieb                                                          | VHH                                                         |
| 00320 | Kirchwerder, Wulffsbrücke ← Schule Ochsenwerder – Oortkaten – Overwerder – Hower Hauptdeich – Zollenspieker (Fähre) – Schule Zollenspieker – Teufelsort – Grundschule Kirchwerder nur an Schultagen, nachmittags ab Schule Ochsenwerder weiter nach Kirchwerder, Wulffsbrücke | 30/48 min    | 25/40          | 3 Fahrten Betrieb bis 16:30 Uhr                                                                      | kein Betrieb                                                              | kein Betrieb                                                              | kein Betrieb                                                          | VHH                                                         |
| 00221 | Energie-Campus Bergedorf – Lehfeld – Bf. Bergedorf | 37/39 min    | 23/24          | 60 min Betrieb bis 21/22 Uhr                                                                         | 60 min Betrieb bis 21/22 Uhr                                              | 60 min Betrieb bis 21/22 Uhr                                              | kein Betrieb                                                          | VHH, Elite-Traffic (Subunternehmen)                         |
| 00221 | Bf. Bergedorf – Stadtteilschule Bergedorf – Billwiese – S Nettelnburg – Billwerder Billdeich (Ost) – Bojendamm – S Mittlerer Landweg an Schultagen zusätzliche Fahrten über Schule Mittlerer Landweg | 37/39 min    | 23/24          | 60 min + Einzelfahrten (HVZ) Betrieb bis 21/22 Uhr                                                   | 60 min Betrieb bis 21/22 Uhr                                              | 60 min Betrieb bis 21/22 Uhr                                              | kein Betrieb                                                          | VHH, Elite-Traffic (Subunternehmen)                         |
| 00321 | S Mittlerer Landweg – Pumpwerk Allermöhe – Allermöher Kirche – Allermöher Werftstegel – Nettelnburger Landweg (Süd) – Billwerder Billdeich (Ost) – Stadtteilschule Bergedorf – Bf. Bergedorf – Lehfeld – Energie-Campus-Bergedorf an Schultagen weitere Fahrten von Schule Mittlerer Landweg nach Bf. Bergedorf | 38/41 min    | 24/26          | 60 min + Einzelfahrten an Schultagen Betrieb bis 21:30 Uhr                                           | 60 min Betrieb bis 21:30 Uhr                                              | 60 min Betrieb bis 21:30 Uhr                                              | kein Betrieb                                                          | VHH                                                         |
| 00122 | Hauptbahnhof/ZOB – U S Berliner Tor – S Rothenburgsort – Zollvereinsstr. – S Tiefstack – Kraftwerk Tiefstack – Moorfleet – Tatenberger Schleuse – Spadenländer Ecke – Elversweg – Oortkatenweg – Fünfhausen (Durchdeich) – Fünfhausen – Schule Fünfhausen – Wulffsbrücke – Reitbrooker Mühle – Nettelnburger Landweg (Süd) – Billwiese – Stadtteilschule Bergedorf – Bf. Bergedorf – Lehfeld – Energie-Campus-Bergedorf | 86/87 min    | 58/59          | 60 min Betrieb bis 21 Uhr                                                                            | 60 min Betrieb bis 21 Uhr                                                 | 60 min Betrieb bis 21 Uhr                                                 | kein Betrieb                                                          | VHH, Elite-Traffic (Subunternehmen)                         |
| 00222 | Hofschläger Deich – Schule Ochsenwerder – Oortkatenweg nur an Schultagen | 31/49 min    | 26/37          | Einzelfahrten Betrieb bis 16 Uhr                                                                     | kein Betrieb                                                              | kein Betrieb                                                              | kein Betrieb                                                          | VHH                                                         |
| 00222 | Moorfleet – Spadenlander Ecke – Elversweg – Oortkatenweg nur an Schultagen | 31/49 min    | 26/37          | Einzelfahrten Betrieb bis 16 Uhr                                                                     | kein Betrieb                                                              | kein Betrieb                                                              | kein Betrieb                                                          | VHH                                                         |
| 00222 | Oortkatenweg – Fünfhausen (Durchdeich) – Fünfhausen – Schule Fünfhausen – Wulffsbrücke – Reitbrooker Mühle – Nettelnburger Landweg (Süd) – Billwiese – Stadtteilschule Bergedorf – Bf. Bergedorf nur an Schultagen | 31/49 min    | 26/37          | Einzelfahrten (HVZ) Betrieb bis 16 Uhr                                                               | kein Betrieb                                                              | kein Betrieb                                                              | kein Betrieb                                                          | VHH                                                         |
| 00322 | Overwerder – Howe – Johannssenstegel – Fünfhausen – Schule Fünfhausen nur an Schultagen morgens und nachmittags | 11/14 min    | 11/13          | Einzelfahrten Betrieb bis 16:30 Uhr                                                                  | kein Betrieb                                                              | kein Betrieb                                                              | kein Betrieb                                                          | VHH                                                         |
| 00422 | (Ringlinie) Schule Ochsenwerder → Elversweg → Reitdeich → Wulffsbrücke → Schule Fünfhausen → Fünfhausen → Fünfhausen (Durchdeich) → Hohedeich → Oortkaten → Schule Ochsenwerder nur an Schultagen morgens und nachmittags | 36 min       | 30             | 6 Fahrten Betrieb bis 16:30 Uhr                                                                      | kein Betrieb                                                              | kein Betrieb                                                              | kein Betrieb                                                          | VHH                                                         |
| 00223 | Schule Ochsenwerder – Oortkaten – Overwerder – Hower Hauptdeich nur an Schultagen | 21/36 min    | 17/29          | Einzelfahrt früh 2 Fahrten nachmittags Betrieb bis 15 Uhr                                            | kein Betrieb                                                              | kein Betrieb                                                              | kein Betrieb                                                          | VHH, Elite-Traffic (Subunternehmen)                         |
| 00223 | Hower Hauptdeich – Hower Brack – Howe – Fersenweg – Heinrich-Osterath-Str. – Curslacker Brückendamm – Lehfeld – Bf. Bergedorf | 21/36 min    | 17/29          | 60 min Betrieb bis 21 Uhr                                                                            | 60 min Betrieb bis 21 Uhr                                                 | kein Betrieb                                                              | kein Betrieb                                                          | VHH, Elite-Traffic (Subunternehmen)                         |
| 00124 | Hauptbahnhof/ZOB – U S Berliner Tor – S Rothenburgsort – Zollvereinsstr. – S Tiefstack – Kraftwerk Tiefstack – Moorfleet – Tatenberger Schleuse – Spadenländer Ecke – Elversweg – Oortkatenweg – Fünfhausen (Durchdeich) – Süderquerweg 399 – Howe – Zollenspieker (Fähre) – Schule Zollenspieker – Schule Kirchwerder – Spritzenhaus – Heinrich-Osterath-Str. – Curslacker Brückendamm – Schiefe Brücke – Lehfeld – Bf. Bergedorf 10-min-Takt nur morgens in Lastrichtung von Hower Brack nach Bf. Bergedorf bzw. Fünfhausen nach S Rothenburgsort, nachmittags hier 20/40- bzw. 30-min-Takt, außerdem „Schul“-Verstärker | 89/94 min    | 67/68          | 60 min 10/30 min (HVZ)                                                                               | 60 min                                                                    | 60 min                                                                    | 60 min                                                                | VHH, Elite-Traffic (Subunternehmen)                         |
| 00224 | Hauptbahnhof/ZOB – U S Berliner Tor – S Rothenburgsort – Zollvereinsstr. – S Tiefstack – Kraftwerk Tiefstack – Moorfleet – Tatenberger Schleuse – Spadenländer Ecke – Elversweg – Oortkatenweg – Fünfhausen (Durchdeich) – Süderquerweg 399 – Howe – Teufelsort – Schule Kirchwerder – Spritzenhaus – Heinrich-Osterath-Str. – Curslacker Brückendamm – Lehfeld – Bf. Bergedorf | 84/89 min    | 63/66          | 60 min Betrieb bis 20 Uhr                                                                            | 60 min Betrieb bis 20 Uhr                                                 | kein Betrieb                                                              | kein Betrieb                                                          | VHH, Elite-Traffic (Subunternehmen)                         |
| 00424 | Grundschule Kirchwerder – Teufelsort – Schule Zollenspieker – Zollenspieker (Fähre) – Howe – Heinrich-Osterrath-Straße (Mitte) nur an Schultagen | 31/42 min    | 24/34          | 6 Fahrten Betrieb bis 16:30 Uhr                                                                      | kein Betrieb                                                              | kein Betrieb                                                              | kein Betrieb                                                          | VHH                                                         |
| 00424 | Heinrich-Osterrath-Straße (Mitte) → Fünfhausen nur an Schultagen | 31/42 min    | 24/34          | 4 Fahrten Betrieb bis 16:30 Uhr                                                                      | kein Betrieb                                                              | kein Betrieb                                                              | kein Betrieb                                                          | VHH                                                         |
| 00424 | Heinrich-Osterrath-Straße (Mitte) ← Reitdeich ← Kirchwerder, Wulffsbrücke ← Elversweg nur an Schultagen | 31/42 min    | 24/34          | 2 Fahrten Betrieb bis 8:30 Uhr                                                                       | kein Betrieb                                                              | kein Betrieb                                                              | kein Betrieb                                                          | VHH                                                         |
| 00225 | Bf. Bergedorf – Mohnhof – An der Pollhofsbrücke | 31/33 min    | 26/27          | 60 min 10/10/20 min + Einzelfahrten an Schultagen (HVZ)                                              | 60 min                                                                    | 60 min                                                                    | 60 min                                                                | VHH, Elite-Traffic (Subunternehmen)                         |
| 00225 | An der Pollhofsbrücke → Holtenklinke → Pollhof → An der Pollhofsbrücke | 31/33 min    | 26/27          | 30 min (HVZ) Betrieb bis 19 Uhr                                                                      | kein Betrieb                                                              | kein Betrieb                                                              | kein Betrieb                                                          | VHH, Elite-Traffic (Subunternehmen)                         |
| 00225 | An der Pollhofsbrücke – Achterschlag – Heinrich-Stubbe-Weg – Neuengammer Hinterdeich (Ost) – In der Ohe Nord – Schule Kirchwerder | 31/33 min    | 26/27          | 60 min 30 min + Einzelfahrten an Schultagen (HVZ)                                                    | 60 min                                                                    | 60 min                                                                    | 60 min                                                                | VHH, Elite-Traffic (Subunternehmen)                         |
| 00225 | Schule Kirchwerder – Riepenburg – Ost-Kraueler Bogen | 31/33 min    | 26/27          | 60 min 60 min + Einzelfahrten an Schultagen (HVZ)                                                    | 60 min                                                                    | 60 min                                                                    | 60 min                                                                | VHH, Elite-Traffic (Subunternehmen)                         |
| 00127 | Bf. Bergedorf – Lehfeld – Kurfürstendeich – Schule Curslack – Heinrich-Stubbe-Weg – Neuengamme, KZ-Gedenkstätte – In der Ohe Nord – Schule Kirchwerder – Norderquerweg – Spritzenhaus – Heinrich-Osterath-Str. – Fünfhausen (Durchdeich) – Oortkatenweg | 48/50 min    | 39/40          | 60 min 60 min + Einzelfahrten an Schultagen (Bf. Bergedorf – Schule Curslack HVZ) Betrieb bis 21 Uhr | 60 min Betrieb bis 21 Uhr                                                 | 60 min Betrieb bis 21 Uhr                                                 | kein Betrieb                                                          | VHH, Elite-Traffic (Subunternehmen)                         |
| 00227 | Bf. Bergedorf → Nettelburger Str. → Schleusendamm → Curslacker Brückendamm → Neuengamme, Odemanns Heck → Heinrich-Stubbe-Weg → Zwischen den Zäunen → Bei der Blauen Brücke → Neuengammer Elbdeich → Achterdeich → Neuengammer Heerweg → Neuengamme, KZ-Gedenkstätte → Zwischen den Zäunen → Heinrich-Stubbe-Weg → Neuengamme, Odemanns Heck → Curslacker Brückendamm → Schleusendamm → Nettelnburger Str. → Bf. Bergedorf nur eine Fahrt über Schule Curslack und nur an Schultagen | 57 min       | 54             | 60 min 60 min + Einzelfahrten an Schultagen (HVZ) Betrieb bis 21:30 Uhr                              | 60 min Betrieb bis 21:30 Uhr                                              | 60 min Betrieb bis 21:30 Uhr                                              | kein Betrieb                                                          | VHH, Elite-Traffic (Subunternehmen)                         |
| 00427 | Neuengamme, Odemanns Heck – Curslacker Brückendamm – Schleusendamm – Curslacker Brückendamm – Schule Curslack – Heinrich-Stubbe-Weg – Zwischen den Zäunen – Schule Kirchwerder nur an Schultagen | 23/31 min    | 23/30          | 6 Fahrten Betrieb bis 16 Uhr                                                                         | kein Betrieb                                                              | kein Betrieb                                                              | kein Betrieb                                                          | VHH                                                         |
| 00228 | Bf. Bergedorf – Mohnhof – An der Pollhofsbrücke – Holtenklinke – Speckenweg – Horster Moor – Borghorst – Zeltplatz Altengamme – Gammer Weg (Süd) – Altengamme, Gammer Weg 146 Einzelfahrten über Schule Altengamme und nur an Schultagen | 31/32 min    | 26             | 60 min 30 min (HVZ)                                                                                  | 60 min                                                                    | 60 min                                                                    | 60 min                                                                | VHH, Elite-Traffic (Subunternehmen)                         |
| 00328 | Schule Kirchwerder – Kiebitzdeich (West) – Heinrich-Stubbe-Weg – Schule Curslack – Achterschlag – Kleingartenverein Rothenhauschaussee – Speckenweg – Horster Moor – Altengamme, Gammer Weg 146 nur an Schultagen | 20/35 min    | 17/30          | 9 Fahrten Betrieb bis 16:30 Uhr                                                                      | kein Betrieb                                                              | kein Betrieb                                                              | kein Betrieb                                                          | VHH                                                         |
| 00428 | Schule Altengamme → Gammer Weg 146 → Horster Moor → Borghorst → Zeltplatz Altengamme → Gammer Weg (Süd) nur Einzelfahrt nachmittags an Schultagen | 16 min       | 15             | Einzelfahrt Betrieb bis 13:30 Uhr                                                                    | kein Betrieb                                                              | kein Betrieb                                                              | kein Betrieb                                                          | VHH                                                         |
| 00329 | S Allermöhe – Marie-Henning-Weg – Von-Scheliha-Str. – Margit-Zinke-Str. (Nord) – S Nettelnburg → Neuallermöhe, Fanny-Lewald-Ring nur an Schultagen | 19/22 min    | 18/19          | Einzelfahrten frühmorgens, an Schultagen auch nachmittags                                            | kein Betrieb                                                              | kein Betrieb                                                              | 20 min                                                                | VHH, Elite-Traffic / Umbrella (Subunternehmen)              |
| 00829 | Anrufsammeltaxi Bf. Bergedorf – gesamte Vier- und Marschlande Fahrpreis mit Zuschlag je nach Entfernungszone | 16 min       | 15             | kein Betrieb                                                                                         | kein Betrieb                                                              | kein Betrieb                                                              | 60 min                                                                | VHH                                                         |
| 00130 | U Burgstraße – Borstelmannsweg – Braune Brücke – S Rothenburgsort – Haus des Kfz-Gewerbes – U S Elbbrücken | 21 min       | 12/13          | 20 min                                                                                               | 20 min                                                                    | 60 min                                                                    | 60 min                                                                | VHH                                                         |
| 00230 | S Mittlerer Landweg – Wilhelm-Ivan-Ring – Rungedamm (Nord) – Moorfleet (Halskestr.) – S Billwerder Moorfleet | 32/34 min    | 29/30          | 20 min 10 min (HVZ)                                                                                  | 60 min Betrieb bis 21 Uhr                                                 | kein Betrieb                                                              | 20 min (mo–fr) Einzelfahrten (so) nur Richtung S Billwerder Moorfleet | VHH                                                         |
| 00230 | S Billwerder Moorfleet – Porgesring | 32/34 min    | 29/30          | 20 min (HVZ) Betrieb bis 17:30 Uhr                                                                   | kein Betrieb                                                              | kein Betrieb                                                              | kein Betrieb                                                          | VHH                                                         |
| 00230 | S Billwerder Moorfleet – Moorfleeter Str. (Süd) – Feuerwehrakademie Hamburg – Moorfleeter Str. (Mitte) – Berzeliusstr. (Mitte) – Moorfleeter Str. (Nord) – U Billstedt | 32/34 min    | 29/30          | 20 min 10 min (HVZ)                                                                                  | 60 min                                                                    | kein Betrieb                                                              | 20 min (mo–fr) Einzelfahrten (sa)                                     | VHH                                                         |
| 00330 | U Billstedt – Glockenhausbrücke – S Mittlerer Landweg an Schultagen Einzelfahrten über Schule Mittlerer Landweg | 17/20 min    | 14/15          | 60 min                                                                                               | 60 min                                                                    | 60 min                                                                    | 60 min Betrieb bis 23 Uhr                                             | VHH                                                         |
| 00530 | („Deichflitzer“) U Lübecker Straße – Marienkrankenhaus – S Landwehr – Saling – U Hammer Kirche – Borstelmannsweg – S Rothenburgsort – Kaltehofe (– Wasserkunst Kaltehofe) | 50/51 min    | 35             | 20 min Betrieb bis 22 Uhr                                                                            | 20 min Betrieb bis 22 Uhr                                                 | 20 min Betrieb bis 22 Uhr                                                 | kein Betrieb                                                          | VHH                                                         |
| 00530 | Kaltehofe-Hinterdeich – Moorfleeter Hauptdeich – Moorfleeter Deich – S Mittlerer Landweg – Schule Mittlerer Landweg | 50/51 min    | 35             | 60 min Betrieb bis 22 Uhr                                                                            | 60 min Betrieb bis 22 Uhr                                                 | 60 min Betrieb bis 22 Uhr                                                 | kein Betrieb                                                          | VHH                                                         |
| 00232 | U Steinfurther Allee – (Oststeinbek Gewerbering) – Oststeinbek, Helmut-Landt-Weg | 8/12 min     | 10             | 60 min 30 min (HVZ) Betrieb bis 22 Uhr                                                               | 60 min Betrieb bis 22 Uhr                                                 | kein Betrieb                                                              | kein Betrieb                                                          | VHH                                                         |
| 00332 | Kandinskyallee (Nord) – U Mümmelmannsberg | 47/50 min    | 36/38          | 60 min 30 min (HVZ) Betrieb bis 19:30 Uhr                                                            | 30 min Betrieb bis 19:30 Uhr                                              | 60 min Betrieb bis 18 Uhr                                                 | kein Betrieb                                                          | VHH, Umbrella (Subunternehmen)                              |
| 00332 | U Mümmelmannsberg – Boberg – Mendelstr. – Röpraredder – Kirschgarten – Lohbrügger Markt – Bf. Bergedorf – Mohnhof – St.-Michael-Kirche – Sternwarte (Besucherzentrum) – Friedhof Bergedorf – Friedhof Bergedorf (Kapelle 2) | 47/50 min    | 36/38          | 30 min                                                                                               | 30 min                                                                    | 30 min                                                                    | 60 min                                                                | VHH, Umbrella (Subunternehmen)                              |
| 00432 | U Billstedt – Moorfleeter Str. (Nord) – Rote Brücke – S Billwerder Moorfleet – IKEA Moorfleet | 15/17 min    | 10             | 20 min                                                                                               | 20 min                                                                    | 40 min                                                                    | 40 min                                                                | VHH                                                         |
| 00133 | U Billstedt – U Merkenstraße – U Steinfurther Allee | 34 min       | 23             | 20 min nur 9–20:30 Uhr                                                                               | 20 min nur 9–20:30 Uhr                                                    | kein Betrieb                                                              | kein Betrieb                                                          | VHH                                                         |
| 00133 | U Steinfurther Allee – Oststeinbek, Willinghusener Weg – Oststeinbek, Kampstr. – Glinde Markt – Glinde, Olande – Neuschönningstedt, Heideweg – Neuschönningstedt, Haidkrug Morgen-HVZ: 10-min-Takt nur Richtung U Steinfurther Allee Nachmittags-HVZ: 10-min-Takt nur Richtung Neuschönningstedt | 34 min       | 23             | 20 min 10 min (HVZ)                                                                                  | 20 min                                                                    | 20/40 min                                                                 | 20/40 min                                                             | VHH                                                         |
| 00233 | U Steinfurther Allee – Oststeinbek, Stormarnstr. – Havighorst, Krähenberg – Boberger Str. – U Mümmelsmannsberg | 19 min       | 15             | 60 min                                                                                               | 60 min                                                                    | 60 min                                                                    | kein Betrieb                                                          | VHH                                                         |
| 00333 | U Steinfurther Allee – Oststeinbek, Stormarnstr. – Oststeinbek, Kampstr. – Glinde Markt – Neuschönningstedt, Schule | 33/50 min    | 24/41          | 20 min                                                                                               | 20 min                                                                    | 20 min                                                                    | 60 min                                                                | VHH                                                         |
| 00333 | Neuschönningstedt, Schule – Sandberg – Neuschönningstedt, Haidkrug | 33/50 min    | 24/41          | 20/40 min Betrieb bis 21 Uhr                                                                         | 20/40 min Betrieb bis 21 Uhr                                              | kein Betrieb                                                              | kein Betrieb                                                          | VHH                                                         |
| 00333 | Neuschönningstedt, Haidkrug – Ohe – Sachsenwaldau an Sonn- und Feiertagen Umstieg Richtung U Steinfurther Allee oder Trittau in Neuschönningstedt, Haidkrug erforderlich | 33/50 min    | 24/41          | 60 min Betrieb bis 22 Uhr                                                                            | 60 min Betrieb bis 22 Uhr                                                 | 60 min Betrieb bis 22 Uhr                                                 | kein Betrieb                                                          | VHH                                                         |
| 00333 | Neuschönningstedt, Schule – Neuschönningstedt, Haidkrug – Witzhave – Grande – Trittau, Vorburg – Trittau, Alter Bf. ohne Halt in Neuschönningstedt, Sandberg | 33/50 min    | 24/41          | 60 min                                                                                               | 60 min                                                                    | 60 min                                                                    | 60 min                                                                | VHH                                                         |
| 00333 | Trittau, Alter Bf. – Trittau, Familia | 33/50 min    | 24/41          | 60 min Betrieb bis 20 Uhr                                                                            | 60 min Betrieb bis 20 Uhr                                                 | kein Betrieb                                                              | kein Betrieb                                                          | VHH                                                         |
| 00134 | U Mümmelmannsberg – Boberg – Grandkoppel – Billwerder Billdeich (Ost) – Berufsschulzentrum Bergedorf – S Nettelnburg – Fanny-Lewald-Ring | 26/27 min    | 18/19          | 20 min                                                                                               | 20 min                                                                    | 20 min                                                                    | 20 min                                                                | VHH, City-Lines (Subunternehmen)                            |
| 00234 | Bf. Bergedorf – Lohbrügger Markt – Korachstraße – Schulenburgring – Grandkoppel – Billwerder Billdeich (Ost) – S Nettelnburg | 40/42 min    | 30             | 10 min                                                                                               | 10 min (bis 15 Uhr) 20 min (ab 15 Uhr)                                    | 20 min                                                                    | 20 min                                                                | VHH                                                         |
| 00234 | S Nettelnburg – Fanny-Lewald-Ring | 40/42 min    | 30             | 20 min                                                                                               | 20 min                                                                    | 20 min                                                                    | 20 min                                                                | VHH                                                         |
| 00534 | (Bf. Bergedorf – Lohbrügger Markt –) / (Mendelstraße –) / (U Mümmelmannsberg –) Grandkoppel – (Grandkoppelstieg) / (– Billwerder Billdeich (Ost) – Berufsschulzentrum Bergedorf – S Nettelnburg) nur an Schultagen | 11/12/17 min | 8/10/13        | 3 Fahrten morgens, 2 Fahrten mittags Betrieb bis 13:30 Uhr                                           | kein Betrieb                                                              | kein Betrieb                                                              | kein Betrieb                                                          | VHH                                                         |
| 00135 | (Ringlinie Bergedorf) Bf. Bergedorf → Mohnhof → Bethesda-Krankenhaus → Pfingstberg → Bille-Bad → Bf. Bergedorf | 25 min       | 19             | 10 min                                                                                               | 10 min                                                                    | 20 min                                                                    | 20 min                                                                | VHH, Umbrella (Subunternehmen)                              |
| 00235 | S Nettelnburg – Nettelnburger Str. – Fiddigshagen – Bf. Bergedorf Morgen-HVZ: nur in Richtung Bf. Bergedorf, Gegenrichtung 20-min-Takt, nur an Schultagen | 45/46 min    | 31             | 20 min 10 min (Morgen-HVZ)                                                                           | 20 min                                                                    | 40 min                                                                    | 40 min                                                                | VHH                                                         |
| 00235 | Bf. Bergedorf – Mohnhof – Rathaus Bergedorf – Pfingstberg – Wentorfer Str. – Wentorf, Henkenhoop | 45/46 min    | 31             | 20 min                                                                                               | 20 min                                                                    | 20 min                                                                    | 20 min                                                                | VHH                                                         |
| 00235 | Wentorf, Henkenhoop – Wentorf, Am Grotensahl | 45/46 min    | 31             | kein Betrieb                                                                                         | kein Betrieb                                                              | kein Betrieb                                                              | 20/40 min                                                             | VHH                                                         |
| 00235 | Wentorf, Henkenhoop – Wentorf, Am Petersilienberg | 45/46 min    | 31             | 20 min                                                                                               | 20 min                                                                    | 20 min                                                                    | 60 min                                                                | VHH                                                         |
| 00235 | Wentorf, Am Petersilienberg – S Reinbek | 45/46 min    | 31             | 20 min                                                                                               | 40 min                                                                    | 40 min                                                                    | 60 min                                                                | VHH                                                         |
| 00235 | S Reinbek – Reinbek Schulzentrum nur an Schultagen | 45/46 min    | 31             | Einzelfahrt morgens hin, mittags zurück Betrieb bis 13:30 Uhr                                        | kein Betrieb                                                              | kein Betrieb                                                              | kein Betrieb                                                          | VHH                                                         |
| 00335 | S Allermöhe – Krapphofstr. – Nettelnburger Str. – Fiddigshagen – Bf. Bergedorf | 44/47 min    | 30             | 20 min                                                                                               | 20 min                                                                    | 40 min                                                                    | 40 min                                                                | VHH                                                         |
| 00335 | Bf. Bergedorf – Mohnhof – Rathaus Bergedorf – Pfingstberg – Wentorfer Str. – Wentorf, Henkenkoog – Wentorf, Am Petersilienberg | 44/47 min    | 30             | 20 min (HVZ) Betrieb bis 20 Uhr                                                                      | kein Betrieb                                                              | kein Betrieb                                                              | kein Betrieb                                                          | VHH                                                         |
| 00535 | Bf. Bergedorf – (Luisen-Gymnasium) / (– Hansa-Gymnasium) je 5 Fahrten zwischen Bf. Bergedorf und Luisen-Gymnasium bzw. Hansa-Gymnasium nur an Schultagen | 10 min       | 2/3            | 10 Fahrten morgens hin, nachmittags zurück Betrieb bis 15:30 Uhr                                     | kein Betrieb                                                              | kein Betrieb                                                              | kein Betrieb                                                          | VHH                                                         |
| 00136 | Bf. Bergedorf – Lohbrügger Markt – Binnenfeldredder – Max-Eichholz-Ring – Reinbek, Großkoppel – (Störmerweg) – Sachsenwald-EKZ – Reinbek, Schulzentrum – Mühlenredder – Schulstr. – S Reinbek zum Störmerweg mo–sa nur stündlich (zur HVZ alle 20 min) | 24/28 min    | 20/23          | 20 min                                                                                               | 20 min                                                                    | 60 min                                                                    | 60 min                                                                | VHH                                                         |
| 00137 | Bf. Bergedorf – Lohbrügger Markt – Binnenfeldredder – Max-Eichholz-Ring – Reinbek, Großkoppel – Mühlenredder (West) – Reinbek, Sachsenwaldstr. – Glinde, Rotdornweg – Breiter Kamp – Schulzentrum – Glinde Markt | 32/33 min    | 25/26          | 20 min                                                                                               | 60 min Betrieb bis 21 Uhr                                                 | 60 min Betrieb bis 20 Uhr                                                 | 60 min (mo–fr)                                                        | VHH                                                         |
| 00137 | Glinde Markt – Glinde, Am Sportplatz | 32/33 min    | 25/26          | 60 min Betrieb zwischen 10 und 14 Uhr                                                                | 60 min Betrieb zwischen 10 und 14 Uhr                                     | kein Betrieb                                                              | kein Betrieb                                                          | VHH                                                         |
| 00439 | Zeltplatz Altengamme – Geesthacht, Heuweg | 15/16 min    | 12             | 60 min                                                                                               | 60 min                                                                    | 60 min                                                                    | kein Betrieb                                                          | VHH, Elite-Traffic (Subunternehmen)                         |
| 00439 | Geesthacht, Heuweg – Düneberger Str. – Geesthacht ZOB | 15/16 min    | 12             | 30 min                                                                                               | 60 min                                                                    | 60 min                                                                    | 60 min                                                                | VHH, Elite-Traffic (Subunternehmen)                         |
| 00140 | S Neuwiedenthal – Heidemoor – S Neugraben – Im Vogelkamp – S Neugraben | 21/24 min    | 13             | 60 min 30 min (HVZ morgens)                                                                          | 60 min                                                                    | 60 min                                                                    | 60 min                                                                | Hochbahn                                                    |
| 00340 | S Neuwiedenthal – Talweg – Rudolf-Steiner-Schule Harburg – Ehestorf – Wildpark Schwarze Berge | 38/40 min    | 30             | 60 min 40 min (HVZ)                                                                                  | 60 min                                                                    | 60 min                                                                    | 60 min                                                                | Hochbahn                                                    |
| 00340 | Wildpark Schwarze Berge – Alvesen – Vahrendorf, Ehestorfer Str. – Museum Kiekeberg – Appelbüttler Weg | 38/40 min    | 30             | 60 min 40 min (HVZ)                                                                                  | 20/20/20/40 min (bis 15 Uhr) 60 min (ab 15 Uhr)                           | 20/40 min                                                                 | 60 min                                                                | Hochbahn                                                    |
| 00340 | Appelbüttler Weg – Marmstorfer Weg (Nord) – S Harburg Rathaus | 38/40 min    | 30             | 60 min 40 min (HVZ)                                                                                  | 20/20/20/40 min                                                           | 20/40 min                                                                 | 20 min                                                                | Hochbahn                                                    |
| 00141 | S Neugraben – Talweg – Krankenhaus Mariahilf – Bostelbek | 52/57 min    | 31/32          | 20 min                                                                                               | 20 min                                                                    | 20 min                                                                    | 40 min                                                                | Hochbahn                                                    |
| 00141 | Bostelbek – Eißendorfer Pferdeweg (Nord) – S Harburg Rathaus | 52/57 min    | 31/32          | 20 min 10 min (Nachmittags-HVZ)                                                                      | 20 min                                                                    | 20 min                                                                    | 40 min                                                                | Hochbahn                                                    |
| 00141 | S Harburg Rathaus – Winsener Str. (Nord) – Rönneburg, An der Eiche | 52/57 min    | 31/32          | 20 min 10 min (Nachmittags-HVZ)                                                                      | 20 min                                                                    | 20 min                                                                    | 20 min                                                                | Hochbahn                                                    |
| 00141 | Rönneburg, An der Eiche – Meckelfeld, Rönneburger Str. – Glüsingen, Triftweg – Meckelfeld Schulzentrum | 52/57 min    | 31/32          | 60 min 20 min (HVZ) Betrieb bis 21 Uhr                                                               | 60 min Betrieb bis 21 Uhr                                                 | 60 min Betrieb bis 21 Uhr                                                 | kein Betrieb                                                          | Hochbahn                                                    |
| 00241 | Heykenaubrook – Eißendorfer Pferdeweg (Nord) – Gumbrechtstr. – S Harburg Rathaus – Winsener Str. (Nord) – Radickestr. – Vorderkamp | 34/40 min    | 19/21          | 20 min                                                                                               | 20 min Betrieb bis 21:30 Uhr                                              | 20 min Betrieb bis 21:30 Uhr                                              | Einzelfahrt (mo–fr) Betrieb bis 23 Uhr                                | Hochbahn                                                    |
| 00143 | Strucksbarg – Ehestorfer Weg (Mitte) – Gellersenweg – S Harburg Rathaus – Winsener Str. (Nord) – Einhausring – Sinstorfer Kirchweg – Hirschkäferweg | 45/48 min    | 29/31          | 20 min                                                                                               | 20 min                                                                    | 40 min                                                                    | 60 min                                                                | Hochbahn                                                    |
| 00143 | Hirschkäferweg – Beckedorf, Gewerbegebiet | 45/48 min    | 29/31          | 60 min 20 min (HVZ)                                                                                  | kein Betrieb                                                              | kein Betrieb                                                              | 60 min (mo–fr)                                                        | Hochbahn                                                    |
| 00443 | Majestätische Aussicht – Ehestorfer Weg (Mitte) – Gellersenweg – Lübbersweg – S Harburg Rathaus | 50/52 min    | 32             | 20 min                                                                                               | 20 min                                                                    | 40 min                                                                    | 60 min                                                                | Hochbahn, Hörmann-Reisen (Subunternehmen)                   |
| 00443 | S Harburg Rathaus – Winsener Str. (Nord) – Sinstorfer Kirchweg Morgen-HVZ: nur in Richtung S Harburg Rathaus, Gegenrichtung 20-min-Takt Nachmittags-HVZ: nur in Richtung Meckelfeld, Gegenrichtung 20-min-Takt | 50/52 min    | 32             | 20 min 10 min (HVZ)                                                                                  | 20 min                                                                    | 40 min                                                                    | 60 min                                                                | Hochbahn, Hörmann-Reisen (Subunternehmen)                   |
| 00443 | Sinstorfer Kirchweg – Meckelfeld, Buchenhain – Meckelfeld, Rönneburger Str. – Bf. Meckelfeld – Meckelfeld, Schulzentrum Morgen-HVZ: 10-min-Takt nur Richtung S Harburg Rathaus Nachmittags-HVZ: 10-min-Takt nur Richtung Meckelfeld | 50/52 min    | 32             | 20 min 10 min (HVZ)                                                                                  | 20 min (bis 16 Uhr) 40 min (ab 16 Uhr)                                    | 40 min                                                                    | 60 min                                                                | Hochbahn, Hörmann-Reisen (Subunternehmen)                   |
| 00543 | Großmoor – Großmoorbogen – Bf. Harburg – Moorstr. – S Harburg Rathaus – Lübbersweg – AK Harburg – Hans-Drewitz-Ring – Vahrenwinkelweg – Strucksbarg – Heimfeld, Nachtigallenweg | 37 min       | 26/27          | 60 min Betrieb bis 20 Uhr                                                                            | 60 min Betrieb bis 20 Uhr                                                 | kein Betrieb                                                              | kein Betrieb                                                          | Hochbahn                                                    |
| 00145 | Marmstorf, Zum Jägerfeld (nur sonntags und abends über Up den Wiemen EKZ Marmstorf) – Marmstorfer Kirche – Marmstorfer Weg (Nord) – S Harburg Rathaus Morgen-HVZ: 10-min-Takt nur Richtung S Harburg Rathaus Nachmittags-HVZ: 10-min-Takt nur Richtung Zum Jägerfeld | 14/16 min    | 11             | 15 min 10 min (HVZ)                                                                                  | 15 min                                                                    | 20 min                                                                    | 20 min                                                                | Hochbahn                                                    |
| 00245 | S Harburg Rathaus – Marmstorfer Weg (Nord) – Marmstorfer Kirche – Marmstorf, Beutnerring Morgen-HVZ: beide Richtungen 10-min-Takt Nachmittags-HVZ: nur Richtung Beutnerring im 10/10/20-min-Takt, Gegenrichtung 30-min-Takt | 13/15 min    | 11             | 30 min 10 min (HVZ)Betrieb bis 20 Uhr                                                                | 15/15/30 min Betrieb bis 21 Uhr                                           | kein Betrieb                                                              | kein Betrieb                                                          | Hochbahn                                                    |
| 00345 | Bf. Hittfeld – Emmelndorf – Woxdorf – Beckedorf – Sinstorfer Kirchweg | 34 min       | 21/22          | 120 min 60 min (HVZ) Betrieb bis 20 Uhr                                                              | 120 min Betrieb bis 18 Uhr                                                | kein Betrieb                                                              | kein Betrieb                                                          | Hochbahn                                                    |
| 00345 | Sinstorfer Kirchweg – Marmstorfer Kirche – Marmstorfer Weg (Nord) – Moorstr. – S Harburg Rathaus | 34 min       | 21/22          | 30 min Betrieb bis 21 Uhr                                                                            | 60 min Betrieb bis 21 Uhr                                                 | 60 min Betrieb bis 21 Uhr                                                 | kein Betrieb                                                          | Hochbahn                                                    |
| 00146 | Freizeitbad MidSommerland – S Harburg Rathaus | 53/59 min    | 32             | 30 min                                                                                               | 30 min                                                                    | 30 min                                                                    | Einzelfahrten                                                         | Hochbahn                                                    |
| 00146 | S Harburg Rathaus – Lübbersweg – AK Harburg – Eißendorfer Pferdeweg (Nord) – Krankenhaus Mariahilf – Moorburger Kreuzung – Auedeich – Finkenwerder, Nordmeerstr. – Finkenwerder, Airbus | 53/59 min    | 32             | 30 min 20 min (HVZ) Betrieb bis 22 Uhr                                                               | 60 min Betrieb bis 21:30 Uhr                                              | 60 min Betrieb bis 22 Uhr                                                 | kein Betrieb                                                          | Hochbahn                                                    |
| 00247 | Emmelndorf, Steineck – Rüstweg – Fleestedt, Ort – Glüsingen, Ort – Meckelfeld, Grundschule | 26/28 min    | 11/25          | Einzelfahrten im Schülerverkehr Betrieb bis 16 Uhr                                                   | kein Betrieb                                                              | kein Betrieb                                                              | kein Betrieb                                                          | KVG                                                         |
| 00548 | Neuland, Fünfhausener Str. – Bullenhausen, Schule – Over, Am Junkernfeld – Hörsten, Schule – Bf. Meckelfeld – Glüsingen – Maschen, Grundschule nur an Schultagen | 40 min       | 24/25          | Einzelfahrten Betrieb bis 16:30 Uhr                                                                  | kein Betrieb                                                              | kein Betrieb                                                              | kein Betrieb                                                          | KVG                                                         |
| 00149 | S Harburg Rathaus – Bf. Harburg – Neuland – Schule Neuland – Neuland, Fünfhauser Str. – Bullenhausen – Over, Am Junkernfeld | 53/66 min    | 46/48          | 60 min ca. 30 min (HVZ)                                                                              | 60 min                                                                    | 120 min                                                                   | 60 min (mo–sa) Einzelfahrt (so)                                       | KVG                                                         |
| 00149 | Over, Am Junkernfeld – Wuhlenburg, Schleuse – Fliegenberg, Kapellenweg – Hoopte, Schleuse – Stöckte, Hafen – Winsen, GHS Hanseschule – Winsen ZOB – Bf. Winsen | 53/66 min    | 46/48          | 60 min Betrieb bis 20:30 Uhr                                                                         | Einzelfahrten Betrieb bis 19 Uhr                                          | kein Betrieb                                                              | kein Betrieb                                                          | KVG                                                         |
| 00149 | Bf. Winsen – Roydorf, Schulzentrum nur an Schultagen | 53/66 min    | 46/48          | Einzelfahrten Betrieb bis 15:30 Uhr                                                                  | kein Betrieb                                                              | kein Betrieb                                                              | kein Betrieb                                                          | KVG                                                         |
| 00149 | Bf. Winsen – Roydorf, Schule Am Ilmer Barg nur an Schultagen | 53/66 min    | 46/48          | Einzelfahrten Betrieb bis 15:30 Uhr                                                                  | kein Betrieb                                                              | kein Betrieb                                                              | kein Betrieb                                                          | KVG                                                         |
| 00349 | (Ringlinie) S Harburg Rathaus → Neuland → Großmoorring → Bf. Harburg → S Harburg Rathaus | 23 min       | 13             | 20 min                                                                                               | 60 min                                                                    | 60 min                                                                    | Einzelfahrten                                                         | Hochbahn                                                    |
| 00150 | Bf. Altona – Behringstr. – (AK Altona –) BAB-Auffahrt Waltershof – Aluminiumwerk – Auedeich – Finkenwerder Landungsbrücke – Nordmeerstraße – Airbus – Neuenfelder Damm – Sperrwerk Estemündung – Cranz (Fähre) – Estebogen mo–fr nachts von/bis AK Altona (Eingang) | 57/60 min    | 31             | 20 min 10 min (HVZ)                                                                                  | 15 min                                                                    | 15 min                                                                    | 20 min                                                                | Hochbahn                                                    |
| 00250 | Fischbeker Heideweg – Neugrabener Markt – S Neugraben – Francoper Str. – S Neuwiedenthal – Rehrstieg (– Zum Dubben) – Neuwiedenthaler Str. (Ost) (– Heykenaukamp) – Heykenstieg – Moorburger Kreuzung – BAB-Auffahrt Waltershof – Behringstr. (AK Altona) – Bf. Altona einige Fahrten über Zum Dubben oder Heykenaukamp | 58/61 min    | 33             | 20 min                                                                                               | 20 min                                                                    | 20 min                                                                    | 40 min                                                                | Hochbahn                                                    |
| 00350 | Arp-Schnitger-Stieg – Seehof – Seehofring (Nord) | 39/44 min    | 24/25          | Einzelfahrten                                                                                        | kein Betrieb                                                              | kein Betrieb                                                              | kein Betrieb                                                          | Hochbahn                                                    |
| 00350 | Seehofring (Nord) – Alter Fährweg – Neuenfelder Damm – Finkenwerder, Airbus | 39/44 min    | 24/25          | 60 min                                                                                               | 60 min                                                                    | kein Betrieb                                                              | Einzelfahrt (mo–sa)                                                   | Hochbahn                                                    |
| 00350 | Airbus – Finkenwerder (Fähre) – Finkenwerder, Norderkirchenweg | 39/44 min    | 24/25          | 60 min Betrieb bis 19 Uhr                                                                            | 60 min Betrieb bis 16:30 Uhr                                              | kein Betrieb                                                              | kein Betrieb                                                          | Hochbahn                                                    |
| 00450 | Finkenwerder, Neue Bullerine – Nordmeerstraße – Finkenwerder (Fähre) | 22 min       | 18             | 60 min Betrieb bis 20 Uhr                                                                            | 60 min Betrieb bis 20 Uhr                                                 | kein Betrieb                                                              | kein Betrieb                                                          | Hochbahn                                                    |
| 00450 | Finkenwerder (Fähre) – Nordmeerstraße – Finkenwerder, Norderkirchenweg | 22 min       | 18             | 60 min                                                                                               | 60 min                                                                    | 30 min                                                                    | 60 min                                                                | Hochbahn                                                    |
| 00550 | Im Fischbeker Heidbrook – S Neu Wulmstorf – Rübke, Nincoper Deich – Seehof – Neuenfelder Damm – Finkenwerder, Airbus – Rüschpark – Finkenwerder (Fähre) | 49/50 min    | 30/31          | 60 min Betrieb bis 21 Uhr                                                                            | 60 min Betrieb bis 21 Uhr                                                 | 120 min Betrieb bis 21 Uhr                                                | kein Betrieb                                                          | KVG                                                         |
| 00151 | Altenwerder Hauptstraße (Süd) (– Dradenaubrücke) – BAB-Auffahrt Waltershof – Neuhöfer Damm – Veringstraße (Mitte) – Neuhöfer Str. (Ost) – Mengestraße – S Wilhelmsburg 30-min-Takt in der HVZ morgens: beide Richtungen; nachmittags: Richtung S Wilhelmsburg, Gegenrichtung 60-min-Takt, Einzelfahrten über Dradenaubrücke | 31/34 min    | 17/19          | 60 min ca. 30 min (HVZ)                                                                              | 60 min                                                                    | 60 min                                                                    | 60 min                                                                | Hochbahn                                                    |
| 00251 | Finkenwerder (Fähre) – Auedeich – Moorburger Kreuzung – Neuwiedenthaler Str. (Ost) | 46/48 min    | 32             | 60 min 30 min (HVZ)                                                                                  | 60 min                                                                    | 60 min                                                                    | kein Betrieb                                                          | Hochbahn                                                    |
| 00251 | Heykenaukamp (Kehre) – Neuwiedenthaler Str. (Ost) | 46/48 min    | 32             | 20/40 min                                                                                            | 20/40 min                                                                 | 60 min Betrieb bis 20:15 Uhr                                              | Einzelfahrten (mo–sa)                                                 | Hochbahn                                                    |
| 00251 | Zum Dubben – Neuwiedenthaler Str. (Ost) | 46/48 min    | 32             | kein Betrieb                                                                                         | kein Betrieb                                                              | 60 min Betrieb bis 20 Uhr                                                 | kein Betrieb                                                          | Hochbahn                                                    |
| 00251 | Neuwiedenthaler Str. (Ost) – Rehrstieg – S Neuwiedenthal – Rehrstieg – S Neugraben | 46/48 min    | 32             | 20 min                                                                                               | 20 min                                                                    | 20 min                                                                    | 60 min                                                                | Hochbahn                                                    |
| 00251 | S Neugraben → Ohrnsweg → Sandbek, Neckersstücken | 46/48 min    | 32             | Einzelfahrten morgens                                                                                | kein Betrieb                                                              | kein Betrieb                                                              | kein Betrieb                                                          | Hochbahn                                                    |
| 00351 | S Wilhelmsburg – Kirchdorfer Straße (Museum Elbinsel) – Am Callabrack – Heulenlock – Freiluftschule Moorwerder | 13/23 min    | 14/19          | 60 min                                                                                               | 60 min                                                                    | 60 min                                                                    | 60 min                                                                | Hochbahn                                                    |
| 00451 | Containerterminal Burchardkai – BAB-Auffahrt Waltershof – Dradenaubrücke | 23/25 min    | 9/10           | 60 min 60 min + Einzelfahrten (HVZ)                                                                  | kein Betrieb                                                              | kein Betrieb                                                              | 60 min                                                                | Hochbahn                                                    |
| 00451 | Dradenaubrücke – Bubendey-Ufer (Fähre) | 23/25 min    | 9/10           | 60 min                                                                                               | kein Betrieb                                                              | kein Betrieb                                                              | 60 min                                                                | Hochbahn                                                    |
| 00551 | (Finkenwerder (Fähre) →) Schule Norderschulweg – Airbus – Alter Fährweg – Seehof – Neuenfelde, Arp-Schnitger-Stieg (→ Hohenwisch (Kehre)) (nur an Schultagen) | 35/56 Min    | 22/36          | Einzelfahrten morgens bzw. nachmittags                                                               | kein Betrieb                                                              | kein Betrieb                                                              | kein Betrieb                                                          | Hochbahn                                                    |
| 00152 | Breslauer Straße – Neuhof (Fähre) | 66/70 min    | 46/50          | Einzelfahrten (HVZ)                                                                                  | kein Betrieb                                                              | kein Betrieb                                                              | kein Betrieb                                                          | Hochbahn                                                    |
| 00152 | Neuhof (Fähre) – Neuhöfer Damm – Neuhöfer Str. (Ost) – Mengestr. – S Wilhelmsburg | 66/70 min    | 46/50          | 60 min 20 min (HVZ) Betrieb bis 22 Uhr                                                               | 120 min Betrieb bis 22 Uhr                                                | 60 min Betrieb bis 22 Uhr                                                 | kein Betrieb                                                          | Hochbahn                                                    |
| 00152 | S Wilhelmsburg – Am Callabrack – Kornweide | 66/70 min    | 46/50          | 20 min Betrieb bis 21 Uhr                                                                            | 20 min Betrieb bis 21 Uhr                                                 | 30 min Betrieb bis 21 Uhr                                                 | kein Betrieb                                                          | Hochbahn                                                    |
| 00152 | Kornweide – Friedhof Finkenriek | 66/70 min    | 46/50          | 20 min Betrieb bis 20 Uhr                                                                            | 20 min Betrieb bis 20 Uhr                                                 | 30 min Betrieb bis 18 Uhr                                                 | kein Betrieb                                                          | Hochbahn                                                    |
| 00152 | S Wilhelmsburg – Karl-Arnold-Ring – Am Callabrack – … – Friedhof Finkenriek – Süderelbe (Süd) – Neuland – Bf. Harburg – S Harburg Rathaus | 66/70 min    | 46/50          | 60 min                                                                                               | 60 min (bis 14 Uhr) 120 min (ab 14 Uhr) Betrieb bis 20 Uhr                | kein Betrieb                                                              | kein Betrieb                                                          | Hochbahn                                                    |
| 00153 | (Ringlinie) S Wilhelmsburg → Kirchdorfer Straße (Museum Elbinsel) → Karl-Arnold-Ring → Am Callabrack → Kornweide → Hohe Schaar → Eversween (Süd) → Rethebrücke (Süd) → Wilhelmsburg, Auf der Hohe Schaar → Kattwykdamm → Hohe Schaar → Kornweide → Am Callabrack → Karl-Arnold-Ring → Kirchdorfer Straße (Museum Elbinsel) → S Wilhelmsburg | 42 min       | 27             | 20 min mit Lücke von 5 Stunden und Einzelfahrt um 12 Uhr Betrieb bis 21 Uhr                          | kein Betrieb                                                              | kein Betrieb                                                              | kein Betrieb                                                          | Hochbahn                                                    |
| 00154 | S Veddel – Georgswerder – S Wilhelmsburg – Mengestr. – Kornweide | 45 min       | 25             | 20 min 10 min (HVZ)                                                                                  | 20 min                                                                    | 20 min                                                                    | 40 min                                                                | Hochbahn                                                    |
| 00154 | Kornweide – Süderelbe (Süd) – Schellerdamm – S Harburg Rathaus | 45 min       | 25             | 20 min Betrieb bis 20 Uhr                                                                            | 20 min Betrieb bis 16:30 Uhr                                              | kein Betrieb                                                              | kein Betrieb                                                          | Hochbahn                                                    |
| 00254 | S Veddel – Wilhelmsburger Platz – Georgswerder Damm – Aurubis Zentrale – Hovestraße | 10/11 min    | 10/11          | 19 Fahrten morgens und nachmittags                                                                   | 2 Fahrten                                                                 | 2 Fahrten                                                                 | Einzelfahrt                                                           | Hochbahn                                                    |
| 00354 | S Veddel – Aurubis Werk Ost | 24 min       | 16             | 40 min 10 min (HVZ)                                                                                  | 2 Fahrten                                                                 | 2 Fahrten                                                                 | Einzelfahrt                                                           | Hochbahn                                                    |
| 00354 | Aurubis Werk Ost → Gewerbegebiet Obergeorgswerder → Peuter Elbdeich → S Veddel | 24 min       | 16             | 40 min 10 min (HVZ)                                                                                  | kein Betrieb                                                              | kein Betrieb                                                              | Einzelfahrt (mo–fr)                                                   | Hochbahn                                                    |
| 00554 | Borgfelde, Alfred-/Jungestr. – U S Berliner Tor – Billhorner Röhrendamm – S Veddel | 17/18 min    | 11             | 20 min 10 min (morgens)                                                                              | 20 min                                                                    | 20 min                                                                    | 40 min                                                                | Hochbahn                                                    |
| 00155 | U S Elbbrücken – S Veddel – Rubbertstraße – Berufsschulcampus Elbinsel – S Wilhelmsburg – Siedenfelder Weg – Burgweide – Kirchdorf (Süd) | 34/35 min    | 22/24          | 30 min (bis 20:30 Uhr)                                                                               | 30 min (bis 20:30 Uhr)                                                    | 30 min (bis 20:30 Uhr)                                                    | kein Betrieb                                                          | Hochbahn, Elite-Traffic (Subunternehmen)                    |
| 00255 | U Burgstraße – Ausschläger Weg (LBV) – S Hammerbrook – Hammerbrook, Sachsenstr. | 10/12 min    | 7              | 20 min 10 min (HVZ) (bis 20:30 Uhr)                                                                  | kein Betrieb                                                              | kein Betrieb                                                              | kein Betrieb                                                          | Hochbahn                                                    |
| 00355 | (Ringlinie) S Wilhelmsburg → Burgweide → Kirchdorf (Süd) → Kreuzkirche Kirchdorf → S Wilhelmsburg | 17 min       | 13             | kein Betrieb                                                                                         | kein Betrieb                                                              | kein Betrieb                                                              | 10 min (von 21 bis 23:30 Uhr) 20 min (ab 23:30 Uhr)                   | Hochbahn                                                    |
| 00156 | Steinwerder (Alter Elbtunnel) – Argentinienbrücke (Fähre) – Ernst-August-Schleuse – Veringstr. (Mitte) – Krankenhaus Groß-Sand – Mengestr. – S Wilhelmsburg | 28/29 min    | 15/16          | 20 min mit Taktlücke von 4 Stunden Betrieb bis 19 Uhr                                                | 60 min Betrieb bis 13:45 Uhr                                              | kein Betrieb                                                              | kein Betrieb                                                          | Hochbahn                                                    |
| 00256 | Steinwerder (Alter Elbtunnel) – Argentinienbrücke – Kamerunweg – Afrikastr. | 16/18 min    | 18             | Einzelfahrten                                                                                        | 60 min Betrieb bis 17:30 Uhr                                              | 60 min Sommerzeit Betrieb bis 17:30 Uhr                                   | Einzelfahrten (mo–fr)                                                 | VHH                                                         |
| 00256 | Arningstraße (Fähre) – Afrikastr. | 16/18 min    | 18             | ca. 60 min                                                                                           | Einzelfahrt Betrieb bis 15 Uhr                                            | kein Betrieb                                                              | Einzelfahrten (mo–fr)                                                 | VHH                                                         |
| 00256 | Afrikastr. – Hafenmuseum | 16/18 min    | 18             | ca. 30 min                                                                                           | 60 min Betrieb bis 18 Uhr                                                 | 60 min Sommerzeit Betrieb bis 18 Uhr                                      | Einzelfahrten (mo–fr)                                                 | VHH                                                         |
| 00256 | Hafenmuseum – S Veddel (Westseite) | 16/18 min    | 18             | ca. 30 min                                                                                           | 60 min Betrieb bis 17:30 Uhr                                              | 60 min Sommerzeit Betrieb bis 18 Uhr                                      | Einzelfahrten (mo–fr)                                                 | VHH                                                         |
| 00256 | S Veddel (Westseite) – Freihafenelbbrücke (Süd) | 16/18 min    | 18             | Einzelfahrten Betrieb bis 17:30 Uhr                                                                  | Einzelfahrten Betrieb bis 7:30 Uhr                                        | kein Betrieb                                                              | kein Betrieb                                                          | VHH                                                         |
| 00256 | S Veddel – U S Elbbrücken | 16/18 min    | 18             | kein Betrieb                                                                                         | 60 min Betrieb bis 18 Uhr                                                 | 60 min Betrieb bis 18 Uhr                                                 | kein Betrieb                                                          | VHH                                                         |
| 00256 | Freihafenelbbrücke (Süd) – Terminal O’Swaldkai | 16/18 min    | 18             | Einzelfahrten Betrieb bis 7:30 Uhr                                                                   | Einzelfahrten Betrieb bis 7:30 Uhr                                        | kein Betrieb                                                              | kein Betrieb                                                          | VHH                                                         |
| 00157 | S Harburg Rathaus – Zweite Hafenstraße – Moorburger Kirche – Schule Moorburg – Moorburger Elbdeich 297 – Moorburger Kreuzung – Moorburger Alter Deich – Hohenwisch | 29 min       | 21             | 60 min                                                                                               | 60 min (bis 13 Uhr) 120 min (ab 13 Uhr)                                   | 120 min                                                                   | Einzelfahrten                                                         | Hochbahn                                                    |
| 00257 | Jork – Königreich – Hove, Estebrücke – Seehof | 30/38 min    | 26/29          | 120 min                                                                                              | 120 min                                                                   | 120 min                                                                   | 120 min                                                               | KVG                                                         |
| 00257 | Estebogen – Cranz (Fähre) – Neuenfelder Damm – Alter Fährweg (Kehre) | 30/38 min    | 26/29          | 120 min ca. 60 min (HVZ) Betrieb bis 16 Uhr                                                          | kein Betrieb                                                              | kein Betrieb                                                              | kein Betrieb                                                          | KVG                                                         |
| 00257 | Cranzer Elbdeich – Neuenfelder Damm – Alter Fährweg (Kehre) | 30/38 min    | 26/29          | 120 min Betrieb bis 20 Uhr                                                                           | Einzelfahrten Betrieb bis 14:30 Uhr                                       | kein Betrieb                                                              | kein Betrieb                                                          | KVG                                                         |
| 00257 | Alter Fährweg (Kehre) – Seehof | 30/38 min    | 26/29          | 60 min ca. 30 min (HVZ)                                                                              | 120 min Betrieb bis 18:30 Uhr                                             | 120 min Betrieb bis 18:30 Uhr                                             | kein Betrieb                                                          | KVG                                                         |
| 00257 | Seehof – Hohenwisch (Kehre) – S Neugraben | 30/38 min    | 26/29          | 60 min ca. 30 min (HVZ)                                                                              | 60 min                                                                    | 60 min                                                                    | 120 min                                                               | KVG                                                         |
| 00257 | S Neugraben – Fischbeker Moor (Schule) nur an Schultagen | 30/38 min    | 26/29          | Einzelfahrten Betrieb bis 13:30 Uhr                                                                  | kein Betrieb                                                              | kein Betrieb                                                              | kein Betrieb                                                          | KVG                                                         |
| 00160 | U Wandsbek Markt – U Horner Rennbahn | 37/41 min    | 22/23          | 40 min 15 min (HVZ) Betrieb bis 19 Uhr                                                               | 40 min Betrieb bis 16 Uhr                                                 | kein Betrieb                                                              | kein Betrieb                                                          | Hochbahn                                                    |
| 00160 | U Horner Rennbahn – Horner Rampe – Wöhlerstr. – S Rothenburgsort – Ausschläger Weg (LBV) – U Burgstraße | 37/41 min    | 22/23          | 20 min 15 min (HVZ)                                                                                  | 40 min (bis 15 Uhr) 60 min (ab 15 Uhr)                                    | 60 min                                                                    | 60 min                                                                | Hochbahn                                                    |
| 00260 | U Wandsbek Markt – U Horner Rennbahn – Horner Rampe – Moorfleeter Str. (Süd) – Feuerwehrakademie – Grusonstr. – Borsigstr. (Mitte) | 24/27 min    | 17/18          | 14 Fahrten morgens und nachmittags, nur in Lastrichtung, Betrieb bis 18 Uhr                          | kein Betrieb                                                              | kein Betrieb                                                              | kein Betrieb                                                          | Hochbahn                                                    |
| 00161 | Friedhof Öjendorf Haupteingang – Manshardtstr. – Böcklerstr. – Rudolf-Roß-Allee – U Legienstraße – Washingtonallee | 18/19 min    | 13             | 20 min                                                                                               | 20 min                                                                    | 20 min                                                                    | 40 min                                                                | Hochbahn                                                    |
| 00261 | U Burgstraße – Caspar-Voght-Str. – U Horner Rennbahn Einzelfahrten mo-fr starten bereits an der Haltestelle Jungestraße | 67/68 min    | 38/39          | 20 min                                                                                               | 20 min                                                                    | 20 min                                                                    | 40 min                                                                | Hochbahn                                                    |
| 00261 | U Horner Rennbahn – Querkamp – Rudolf-Roß-Allee – Horner Geest, Böcklerstr. | 67/68 min    | 38/39          | 20 min (morgen-HVZ Ri. Barmbek 10 min)                                                               | 20 min                                                                    | 20 min                                                                    | 20 min                                                                | Hochbahn                                                    |
| 00261 | Böcklerstr. – Universität der Bundeswehr – Gustav-Adolf-Str. – U Wandsbek Markt | 67/68 min    | 38/39          | 20 min (morgen-HVZ Ri. Barmbek 10 min)                                                               | 20 min                                                                    | 20 min                                                                    | 40 min                                                                | Hochbahn                                                    |
| 00261 | U Wandsbek Markt – U S Wandsbeker Chaussee – Eilbek – U Hamburger Straße – Biedermannplatz – U Saarlandstr. – Hellbrookstr. – U S Barmbek | 67/68 min    | 38/39          | 20 min (morgen-HVZ Ri. Barmbek 10 min) Betrieb bis 21 Uhr                                            | 20 min Betrieb bis 21 Uhr                                                 | 40 min Betrieb bis 20:30 Uhr                                              | kein Betrieb                                                          | Hochbahn                                                    |
| 00461 | U Billstedt – Schiffbeker Höhe – Manshardtstr. – Friedhof Öjendorf nur zwischen 8:30 Uhr und 18:30 Uhr | 19 min       | 19             | 30 min Betrieb bis 17 Uhr (Winterzeit) Betrieb bis 18:30 Uhr (Sommerzeit)                            | 30 min Betrieb bis 17 Uhr (Winterzeit) Betrieb bis 18:30 Uhr (Sommerzeit) | 30 min Betrieb bis 17 Uhr (Winterzeit) Betrieb bis 18:30 Uhr (Sommerzeit) | kein Betrieb                                                          | Hochbahn                                                    |
| 00561 | U Horner Rennbahn – Querkamp – Rudolf-Roß-Allee – Böcklerstr. – Manshardtstr. – Friedhof Öjendorf Haupteingang | 17/18 min    | 13/14          | 20 min                                                                                               | 20 min                                                                    | 20 min                                                                    | 40 min                                                                | Hochbahn                                                    |
| 00162 | U Wandsbek Markt – AK Wandsbek – Universität der Bundeswehr – Jenfelder Allee – Berliner Platz | 35/37 min    | 22             | 10 min                                                                                               | 20 min                                                                    | 20 min                                                                    | 20 min                                                                | Hochbahn                                                    |
| 00162 | Berliner Platz – Kinderkrankenhaus Wilhelmstift – Altes Rathaus Rahlstedt – Bf. Rahlstedt (Amtsstr.) | 35/37 min    | 22             | 20 min                                                                                               | 20 min                                                                    | 20 min                                                                    | 20 min                                                                | Hochbahn                                                    |
| 00362 | Bf. Rahlstedt (Amtsstr.) – Schweriner Str. – Hoffmannstieg – Großlohe mo–fr von 21 bis 1 Uhr, an Wochenenden und Feiertagen von 21 Uhr bis 4 Uhr | 5/9 min      | 6/7            | kein Betrieb                                                                                         | kein Betrieb                                                              | kein Betrieb                                                              | 20 min                                                                | Hochbahn, VHH (Subunternehmen)                              |
| 00462 | Bf. Rahlstedt (Amtsstr.) – Schweriner Str. – Gewerbepark Merkur – Stapelfeld, Brookstieg – Gewerbegebiet Braak, Mittelweg | 19 min       | 11             | Einzelfahrten                                                                                        | kein Betrieb                                                              | kein Betrieb                                                              | kein Betrieb                                                          | VHH                                                         |
| 00562 | Rahlstedt, Sorenkoppel – Seniorensitz Am Hegen – Bf. Rahlstedt (Amtsstr.) | 18/20 min    | 16             | 15 min                                                                                               | 15 min                                                                    | 15 min                                                                    | 30 min (Umstieg Richtung Eichwischen in Bf. Rahlstedt erforderlich)   | Hochbahn, VHH (Subunternehmen)                              |
| 00562 | Bf. Rahlstedt (Amtsstr.) – Schweriner Str. – Moränenweg – Rahlstedt, Eichwischen | 18/20 min    | 16             | 30 min                                                                                               | 30 min                                                                    | 30 min                                                                    | 30 min (Umstieg Richtung Sorenkoppel in Bf. Rahlstedt erforderlich)   | Hochbahn, VHH (Subunternehmen)                              |
| 00263 | U Wandsbek Markt – Bf. Wandsbek – AK Wandsbek – Universität der Bundeswehr – Rodigallee – Jenfelder Allee – Jenfeld-Zentrum | 61/63 min    | 40/41          | 20 min 10 min (nachmittags-HVZ)                                                                      | 20 min                                                                    | 20 min                                                                    | 40 min                                                                | Hochbahn                                                    |
| 00263 | Jenfeld-Zentrum – Barsbüttel, Am Bondenholz | 61/63 min    | 40/41          | 20 min 10 min (nachmittags-HVZ)                                                                      | 20 min                                                                    | 20 min                                                                    | 20 min                                                                | Hochbahn                                                    |
| 00263 | Barsbüttel, Am Bondenholz – Barsbüttel, Möbel Höffner | 61/63 min    | 40/41          | 20 min Betrieb bis 20:45 Uhr                                                                         | 20 min Betrieb bis 20:45 Uhr                                              | kein Betrieb                                                              | kein Betrieb                                                          | Hochbahn                                                    |
| 00263 | Barsbüttel, Am Bondenholz – Willinghusen | 61/63 min    | 40/41          | 20 min                                                                                               | 20 min                                                                    | 20 min                                                                    | 20 min (mo–sa) 40 min (so)                                            | Hochbahn                                                    |
| 00263 | Willinghusen – Stemwarde – Stellau – Stapelfeld, Hinter der Schule | 61/63 min    | 40/41          | 60 min                                                                                               | 60 min                                                                    | 120 min                                                                   | Einzelfahrten                                                         | Hochbahn                                                    |
| 00263 | Stapelfeld, Hinter der Schule – Gewerbepark Victoria – Rahlstedt, Großlohe | 61/63 min    | 40/41          | 60 min Betrieb bis 18 Uhr                                                                            | kein Betrieb                                                              | kein Betrieb                                                              | kein Betrieb                                                          | Hochbahn                                                    |
| 00264 | Bf. Rahlstedt (Amtsstr.) – Schweriner Str. – Hoffmannsstieg – Stapelfeld – Braak – Meilsdorf – Papenburg – Großensee, Hamburger Str. | 43 min       | 30             | 13 Fahrten Betrieb bis 21:30 Uhr                                                                     | kein Betrieb                                                              | kein Betrieb                                                              | kein Betrieb                                                          | VGS, Dahmetal (Subunternehmen)                              |
| 00264 | Großensee, Hamburger Str. – Trittau, Alter Bahnhof – Trittau, Vorburg | 43 min       | 30             | 7 Fahrten (HVZ) Betrieb bis 20 Uhr                                                                   | kein Betrieb                                                              | kein Betrieb                                                              | kein Betrieb                                                          | VGS, Dahmetal (Subunternehmen)                              |
| 00364 | Bf. Rahlstedt (Amtsstr.) – Schweriner Str. – Hoffmannstieg – Stapelfeld – Braak – Meilsdorf – Papendorf – Großensee Hamburger Str. – Lütjensee, Grönwohlder Str. – Grönwohld, Poststr. – Trittau, Alter Bahnhof – Trittau, Vorburg | 46/48 min    | 36             | 60 min                                                                                               | 60 min                                                                    | 60 min                                                                    | 60 min                                                                | VGS, Dahmetal (Subunternehmen)                              |
| 00167 | Bf. Tonndorf – Eckerkoppel – U Farmsen – Rahlstedter Weg (Mitte) – Timmendorfer Str. – Alter Zollweg – U Berne | 29 min       | 17             | 30 min 20 min (HVZ)                                                                                  | 40 min                                                                    | 40 min                                                                    | 30 min (mo-fr) 40 min (sa+so)                                         | Hochbahn                                                    |
| 00567 | (U Farmsen –) Gyula-Trebitsch-Schule – Bf. Tonndorf (– Berliner Platz – Jenfeld-Zentrum) | 19/26 min    | 13             | nur Einzelfahrten morgens und nachmittags Betrieb bis 16 Uhr                                         | kein Betrieb                                                              | kein Betrieb                                                              | kein Betrieb                                                          | Hochbahn                                                    |
| 00168 | S Wellingsbüttel – Rolfinckstraße – U Berne (Berner Heerweg) | 45/48 min    | 24             | 20 min Betrieb bis 21 Uhr                                                                            | kein Betrieb                                                              | kein betrieb                                                              | kein betrieb                                                          | Hochbahn                                                    |
| 00168 | U Berne (Berner Heerweg) – Neusurenland – Pflegezentrum Farmsen – U Farmsen – Rahlstedter Weg (Mitte) – Timmendorfer Str. – Alter Zollweg – Bf. Rahlstedt (Doberaner Weg) | 45/48 min    | 24             | 20 min 10 min (HVZ) Betrieb bis 21 Uhr                                                               | kein Betrieb                                                              | kein betrieb                                                              | kein Betrieb                                                          | Hochbahn                                                    |
| 00368 | S Wellingsbüttel – Rolfinckstraße – U Berne (Berner Heerweg) | 40 min       | 24             | kein Betrieb                                                                                         | 30 min                                                                    | 30 min                                                                    | 30 min                                                                | Hochbahn                                                    |
| 00368 | U Berne – Hermelinweg – Neusurenland – U Farmsen – Rahlstedter Weg (Mitte) – Timmendorfer Str. – Alter Zollweg – Bf. Rahlstedt (Doberaner Weg) Betrieb mo–fr nur 21–0 Uhr | 40 min       | 24             | kein Betrieb                                                                                         | 30 min                                                                    | 30 min                                                                    | 60 min                                                                | Hochbahn                                                    |
| 00170 | (Friedhofslinie) Haupteingang Ohlsdorf – (Kapelle 9) – Bramfeld, Maisredder | 14/15 min    | 13             | 40 min Betrieb bis 16 Uhr (Winterzeit) Betrieb bis 18 Uhr (Sommerzeit)                               | 40 min Betrieb bis 16 Uhr (Winterzeit) Betrieb bis 18 Uhr (Sommerzeit)    | 40 min Betrieb bis 16 Uhr (Winterzeit) Betrieb bis 18 Uhr (Sommerzeit)    | kein Betrieb                                                          | Hochbahn                                                    |
| 00270 | (Friedhofslinie) Haupteingang Ohlsdorf – Nordteich – (Kapelle 9) – Bramfelder See | 14/16 min    | 12             | 40 min Betrieb bis 16 Uhr (Winterzeit) Betrieb bis 18 Uhr (Sommerzeit)                               | 40 min Betrieb bis 16 Uhr (Winterzeit) Betrieb bis 18 Uhr (Sommerzeit)    | 40 min Betrieb bis 16 Uhr (Winterzeit) Betrieb bis 18 Uhr (Sommerzeit)    | kein Betrieb                                                          | Hochbahn                                                    |
| 00171 | U S Barmbek – Hufnerstr. – U Dehnhaide | 43/45 min    | 24/25          | 20 min                                                                                               | 20 min                                                                    | 20 min                                                                    | 20 min                                                                | Hochbahn                                                    |
| 00171 | U Dehnhaide – U Straßburger Str. – Friedrich-Ebert-Damm – Rentenversicherung Nord – U Farmsen | 43/45 min    | 24/25          | 10 min                                                                                               | 20 min                                                                    | 20 min                                                                    | 20 min                                                                | Hochbahn                                                    |
| 00171 | U Farmsen – Neusurenland – Karlshöhe – Bramfeld, Thomas-Mann-Str. | 43/45 min    | 24/25          | 20 min Betrieb bis 20(←)/21(→) Uhr                                                                   | kein Betrieb                                                              | kein Betrieb                                                              | kein Betrieb                                                          | Hochbahn                                                    |
| 00172 | Mundsburger Brücke – U Mundsburg – Jarrestadt – U Saarlandstraße – U S Barmbek | 36/48 min    | 23/26          | 10 min                                                                                               | 10 min                                                                    | 10 min                                                                    | 20 min                                                                | Hochbahn                                                    |
| 00172 | U S Barmbek – AK Barmbek – Hebebrandstr. – Feuerbergstr. | 36/48 min    | 23/26          | 10+20 min                                                                                            | 10+20 min                                                                 | 10+20 min                                                                 | 10 min                                                                | Hochbahn                                                    |
| 00172 | Feuerbergstr. – U S Ohlsdorf (Alsterdorfer Str.) – Im Grünen Grunde | 36/48 min    | 23/26          | 10 min                                                                                               | 10 min                                                                    | 10 min                                                                    | 10 min                                                                | Hochbahn                                                    |
| 00172 | Feuerbergstr. – U S Ohlsdorf – U Fuhlsbüttel – Preetzer Str. – U Fuhlsbüttel Nord – Hummelsbüttel, Lentersweg | 36/48 min    | 23/26          | 20 min Betrieb bis 22 Uhr                                                                            | 20 min                                                                    | 20 min                                                                    | 40 min                                                                | Hochbahn                                                    |
| 00174 | U S Ohlsdorf (Freibad) – Suhrenkamp – U Fuhlsbüttel | 65/70 min    | 38/39          | 20 min 10 min (HVZ)                                                                                  | 20 min                                                                    | 20 min                                                                    | 30 min                                                                | Hochbahn                                                    |
| 00174 | U Fuhlsbüttel – Preetzer Str. – EKZ Hummelsbüttel – Nobert-Schmid-Platz – Tegelsbarg (Nord) | 65/70 min    | 38/39          | 10 min                                                                                               | 10 min                                                                    | 20 min                                                                    | 30 min                                                                | Hochbahn                                                    |
| 00174 | Tegelsbarg(Nord) – Nobert-Schmid-Platz – Müssenredder (Mitte) – Alte Landstr. (Nord) – Schulbergredder – Alstertal-Einkaufszentrum – S Poppenbüttel – Bergstedter Markt – U Volksdorf | 65/70 min    | 38/39          | 20 min 10 min (HVZ)                                                                                  | 20 min                                                                    | 20 min                                                                    | 30/40 min                                                             | Hochbahn                                                    |
| 00374 | S Poppenbüttel – Alstertal-Einkaufszentrum – Bergstedter Markt – Vogtredder – U Hoisbüttel – Ammersbek, Lehmkuhle – Timmerhorn – Bf. Bargteheide | 38/41 min    | 24/25          | 20/40 min                                                                                            | 60 min                                                                    | 120 min Betrieb bis 21:30 Uhr                                             | Einzelfahrt (mo–sa)                                                   | VHH, Dahmetal (Subunternehmen)                              |
| 00474 | Duvenstedt, Wragekamp – Fiersbarg – Bergstedter Markt – Vogtredder – U Hoisbüttel | 41/42 min    | 29             | 60 min Betrieb bis 21 Uhr                                                                            | 60 min Betrieb bis 21 Uhr                                                 | 60 min Betrieb bis 21 Uhr                                                 | kein Betrieb                                                          | VHH, Dahmetal (Subunternehmen)                              |
| 00474 | U Hoisbüttel – Ammersbek, Lehmkuhle – Ahrensburg, Hallenbad – Ahrensburg, Rathaus – Bf. Ahrensburg | 41/42 min    | 29             | 60 min Betrieb bis 21 Uhr                                                                            | 60 min Betrieb bis 20 Uhr                                                 | 120 min Betrieb bis 18 Uhr                                                | kein Betrieb                                                          | VHH, Dahmetal (Subunternehmen)                              |
| 00574 | Duvenstedt, Wragekamp – Fiersbarg – Bergstedter Markt – Bergstedt, Vogtredder (– U Hoisbüttel) nur an Schultagen | 15/17 min    | 14             | 2 Fahrten Betrieb bis 15 Uhr                                                                         | kein Betrieb                                                              | kein Betrieb                                                              | kein Betrieb                                                          | VHH                                                         |
| 00275 | Künnekestraße – Skaldenweg – Wildschwanbrook | 24/25 min    | 17/18          | 20 min 10 min (HVZ) Betrieb bis 21 Uhr                                                               | 20 min Betrieb bis 21 Uhr                                                 | kein Betrieb                                                              | kein Betrieb                                                          | Hochbahn, VHH (Subunternehmen)                              |
| 00275 | Wildschwanbrook – Spitzbergenweg – U Berne – Bargteheider Str. – Bf. Rahlstedt (Doberaner Weg) | 24/25 min    | 17/18          | 10 min                                                                                               | 10 min                                                                    | 20 min                                                                    | 20 min                                                                | Hochbahn, VHH (Subunternehmen)                              |
| 00375 | (Ringlinie Volksdorf) U Volksdorf → Foßredder → Herkenkrug → U Buchenkamp → Gussau → Lerchenweg → U Volksdorf | 22 min       | 17             | 30 min Betrieb bis 19:30 Uhr                                                                         | 60 min Betrieb bis 19:30 Uhr                                              | 60 min Betrieb bis 19:30 Uhr                                              | kein Betrieb                                                          | Hochbahn                                                    |
| 00176 | U Ohlstedt – Wohldorf – Duvenstedt, Mesterbrooksweg | 29 min       | 22/23          | 20 min (HVZ) Betrieb bis 19 Uhr                                                                      | kein Betrieb                                                              | kein Betrieb                                                              | kein Betrieb                                                          | Hochbahn                                                    |
| 00176 | Duvenstedt, Mesterbrooksweg – Fiersbarg – Tannenhof | 29 min       | 22/23          | 20 min Betrieb bis 20:30 Uhr                                                                         | 20 min Betrieb bis 20:30 Uhr                                              | kein Betrieb                                                              | kein Betrieb                                                          | Hochbahn                                                    |
| 00176 | Tannenhof – Alte Landstr. (Nord) – Schulbergredder – Alstertal-Einkaufszentrum – S Poppenbüttel | 29 min       | 22/23          | 20 min                                                                                               | 20 min                                                                    | 20 min                                                                    | 40 min                                                                | Hochbahn                                                    |
| 00276 | U Ohlstedt – Wohldorf – Duvenstedt, Mesterbrooksweg – Fiersbarg – Poppenbüttler Markt – Alstertal-Einkaufszentrum – S Poppenbüttel – Alstertal-Einkaufszentrum – Sasel Nord, Mellingburgredder | 40 min       | 26/28          | 20 min                                                                                               | 20 min                                                                    | 20 min                                                                    | 20 min                                                                | Hochbahn                                                    |
| 00177 | U S Barmbek – U Habichtstraße, Steilshooper Str. – Hellbrookkamp – Owiesenstr. | 19/21 min    | 14             | 10 min                                                                                               | 10 min                                                                    | 20 min                                                                    | 40 min                                                                | Hochbahn                                                    |
| 00177 | Owiesenstr. – Steilshooper Allee – Bramfeld, Heukoppel | 19/21 min    | 14             | 20 min Betrieb bis 20 Uhr                                                                            | 20 min Betrieb bis 20 Uhr                                                 | kein Betrieb                                                              | kein Betrieb                                                          | Hochbahn                                                    |
| 00277 | U S Barmbek – U Habichtstraße, Steilshooper Str. – Steilshoop West, Ruwoldtweg | 14/17 min    | 10/11          | 20 min 10 min (HVZ)                                                                                  | 20 min                                                                    | 20 min                                                                    | 20 min                                                                | Hochbahn                                                    |
| 00178 | U Garstedt – ARRIBA-Bad – Harksheide Süd – Glashütte ZOB | 36/37 min    | 22/23          | 40 min Betrieb bis 20:30 Uhr                                                                         | 40 min Betrieb bis 20:30 Uhr                                              | 40 min Betrieb bis 19 Uhr                                                 | kein Betrieb                                                          | Hochbahn, VHH (Subunternehmen)                              |
| 00178 | Glashütte ZOB – Heimgarten | 36/37 min    | 22/23          | 20 min                                                                                               | 20 min                                                                    | 40 min                                                                    | 40 min                                                                | Hochbahn, VHH (Subunternehmen)                              |
| 00178 | Heimgarten – Poppenbüttler Markt – Alstertal-Einkaufszentrum – S Poppenbüttel | 36/37 min    | 22/23          | 20 min 10 min (HVZ)                                                                                  | 20 min                                                                    | 20 min                                                                    | 40 min                                                                | Hochbahn, VHH (Subunternehmen)                              |
| 00278 | U A Norderstedt Mitte – Hallig-Hooge-Stieg – U Garstedt – Schwarzer Weg – Valvo – Langenhorn, Essener Str. – U Ochsenzoll – Harksheide Süd – Glashütte ZOB | 48/52 min    | 30             | 40 min 20 min (HVZ)                                                                                  | 40 min                                                                    | 40 min                                                                    | 40 min                                                                | VHH                                                         |
| 00278 | Glashütte ZOB – Glashütte, Hans-Böckler-Ring | 48/52 min    | 30             | 20 min (HVZ) Betrieb bis 19 Uhr                                                                      | kein Betrieb                                                              | kein Betrieb                                                              | kein Betrieb                                                          | VHH                                                         |
| 00378 | Glashütte ZOB – Tangstedt, Ziegenkoppel – Tangstedt, Rathaus – Tangstedt, Hauptstr. | 41/43 min    | 27/29          | 60 min                                                                                               | 60 min (bis 15 Uhr) 120 min (ab 15 Uhr)                                   | 120 min                                                                   | Einzelfahrt                                                           | VHH                                                         |
| 00378 | Tangstedt, Eichholzkoppel – Tangstedt, Hauptstr. | 41/43 min    | 27/29          | 60 min (HVZ) Betrieb bis 19:30 Uhr                                                                   | Einzelfahrten Betrieb bis 19 Uhr                                          | 120 min Betrieb bis 19 Uhr                                                | kein Betrieb                                                          |                                                             |
| 00378 | Tangstedt, Hauptstr. – Harksheider Weg – Wilstedt – Harkshörn, Harckesheyde (Ost) – Harksheide, Grootkoppelstraße – U A Norderstedt Mitte | 41/43 min    | 27/29          | 60 min 30 min (HVZ)                                                                                  | 60 min                                                                    | 60 min                                                                    | Einzelfahrt                                                           |                                                             |
| 00478 | (morgens) Tangstedt (OD), B432 – Gut Rehfurt – Haidkrug – Ehlersberg – Rade – Wiemerskamp – Wragekamp – Tangstedt, Schule (nachmittags) Bargfeld-Stegen, Krankenhaus – Ehlersberg – Rade – Wiemerskamp – Wragekamp – Tangstedt, Schule Einzelfahrt weiter nach Harksheide, Falkenbergschulen über Glashütte | 35/36 min    | 19/20          | 60 min (HVZ) Betrieb bis 19:30 Uhr                                                                   | kein Betrieb                                                              | kein Betrieb                                                              | kein Betrieb                                                          | VHH                                                         |
| 00179 | U Borgweg – City Nord, Überseering (West) – Manilabrücke – Kapstadtring – U Alsterdorf | 43/45 min    | 25             | 20 min Betrieb bis 20 Uhr                                                                            | 30 min Betrieb bis 20 Uhr                                                 | 30 min Betrieb bis 20 Uhr                                                 | kein Betrieb                                                          | Hochbahn                                                    |
| 00179 | U Alsterdorf – Stiftung Alsterdorf – U S Ohlsdorf 10 min HVZ nur an Schultagen, Schulferien 20-min-Takt | 43/45 min    | 25             | 20 min 10 min (HVZ)                                                                                  | 30 min                                                                    | 30 min                                                                    | 60 min                                                                | Hochbahn                                                    |
| 00179 | U S Ohlsdorf – Vogtskamp – Schulbergredder – Alstertal-Einkaufszentrum – S Poppenbüttel | 43/45 min    | 25             | 20 min                                                                                               | 30 min                                                                    | 30 min                                                                    | 60 min                                                                | Hochbahn                                                    |
| 00180 | S Stellingen – Lederstr. (– Arenen) – Winsberg (Nord) Haltestelle Arenen nur 60-min-Takt, nicht morgens | 27/29 min    | 17/18          | 30 min 10 min (HVZ) Betrieb bis 22 Uhr                                                               | 40 min Betrieb bis 22 Uhr                                                 | 40 min Betrieb bis 22 Uhr                                                 | kein Betrieb                                                          | Hochbahn                                                    |
| 00180 | Winsberg (Nord) – S Diebsteich – S Holstenstraße Morgen-HVZ: nur in Richtung Winsberg (Nord), Gegenrichtung 20-min-Takt nachmittags-HVZ: nur in Richtung S Holstenstraße, Gegenrichtung 20-min-Takt | 27/29 min    | 17/18          | 60 min 10 min (HVZ) Betrieb bis 20 Uhr                                                               | kein Betrieb                                                              | kein Betrieb                                                              | kein Betrieb                                                          | Hochbahn                                                    |
| 00181 | Eidelstedt, Jaarsmoor – A Eidelstedt Zentrum – Eidelstedter Platz | 44/46 min    | 27             | 20 min Betrieb bis 19:30 Uhr                                                                         | 60 min Betrieb bis 19:30 Uhr                                              | 60 min Betrieb bis 19:30 Uhr                                              | kein Betrieb                                                          | Hochbahn                                                    |
| 00181 | Eidelstedter Platz – Niendorfer Gehege | 44/46 min    | 27             | 20 min                                                                                               | 20 min                                                                    | 20 min                                                                    | 40 min                                                                | Hochbahn                                                    |
| 00181 | Niendorfer Gehege – Informatikum – U Hagenbecks Tierpark – Eppendorfer Weg – U Schlump – U S Sternschanze | 44/46 min    | 27             | 20 min 10 min (HVZ)                                                                                  | 20 min                                                                    | 20 min                                                                    | 40 min                                                                | Hochbahn                                                    |
| 00281 | S Krupunder – Jasminweg – A Eidelstedt Zentrum – Eidelstedter Platz | 41/42 min    | 25             | 20 min 10 min (HVZ)                                                                                  | 10 min                                                                    | 20 min                                                                    | 20 min                                                                | VHH                                                         |
| 00281 | Eidelstedter Platz – Informatikum – U Hagenbecks Tierpark | 41/42 min    | 25             | 10 min                                                                                               | 10 min                                                                    | 20 min                                                                    | 20 min                                                                | VHH                                                         |
| 00281 | U Hagenbecks Tierpark – Lokstedt, Siemersplatz | 41/42 min    | 25             | 10 min                                                                                               | 10 min                                                                    | 20 min Betrieb bis 20:30 Uhr                                              | Einzelfahrt (mo–sa) Betrieb bis 22:30 Uhr                             | VHH                                                         |
| 00281 | Lokstedt, Siemersplatz – Gärtnerstr. – UK Eppendorf | 41/42 min    | 25             | 20 min Betrieb bis 20:30 Uhr                                                                         | 20 min Betrieb bis 20:30 Uhr                                              | 20 min Betrieb bis 20:30 Uhr                                              | kein Betrieb                                                          | VHH                                                         |
| 00281 | Lokstedt, Siemersplatz – Nedderfeld – U Lattenkamp | 41/42 min    | 25             | 20 min                                                                                               | 20 min                                                                    | kein Betrieb                                                              | Einzelfahrt (mo–sa) Betrieb bis 22:30 Uhr                             | VHH                                                         |
| 00183 | Schnelsen, Kalvslohwiete – Albertinen-Krankenhaus (A Schnelsen) – Frohmestr. – Eidelstedter Brook – Eidelstedter Platz | 52 min       | 26/27          | 20 min                                                                                               | 20 min                                                                    | 40 min                                                                    | 40 min                                                                | Hochbahn                                                    |
| 00183 | Eidelstedter Platz – Stellingen, Volksparkstr. – Langenfelder Damm – S Holstenstraße – Max-Brauer-Allee – Bf. Altona | 52 min       | 26/27          | 20 min                                                                                               | 20 min                                                                    | 20 min                                                                    | 40 min                                                                | Hochbahn                                                    |
| 00184 | Schenefeld, Busbetriebshof – Schenefeld, Stadtzentrum – Schenefelder Platz – Schenefeld, Siedlung – Lurup, Neißestraße – Franzosenkoppel – S Elbgaustraße – Eidelstedter Platz | 51/54 min    | 36             | 20 min                                                                                               | 20 min                                                                    | 40 min                                                                    | 40 min                                                                | VHH                                                         |
| 00184 | Eidelstedter Platz – A Eidelstedt Zentrum – Rellingen, Adlerstraße – Halstenbek, Industriestr. – S Halstenbek | 51/54 min    | 36             | 20 min                                                                                               | 40 min                                                                    | 40 min                                                                    | 40 min                                                                | VHH                                                         |
| 00284 | AK Altona – S Othmarschen – Trabrennbahn Bahrenfeld – Stadionstr. – Rugenbarg (Nord) | 64/67 min    | 43/44          | 20 min Betrieb bis 19:30 Uhr                                                                         | 20 min Betrieb bis 19:30 Uhr                                              | kein Betrieb                                                              | kein Betrieb                                                          | VHH, Elite-Traffic und Reisedienst Hamburg (Subunternehmen) |
| 00284 | Lurup, Kressenweg – Rugenbarg (Nord) | 64/67 min    | 43/44          | kein Betrieb                                                                                         | kein Betrieb                                                              | kein Betrieb                                                              | Einzelfahrten                                                         | VHH, Elite-Traffic und Reisedienst Hamburg (Subunternehmen) |
| 00284 | Rugenbarg (Nord) – S Elbgaustraße | 64/67 min    | 43/44          | 20 min Betrieb bis 21:30 Uhr                                                                         | 20 min Betrieb bis 21 Uhr                                                 | kein Betrieb                                                              | kein Betrieb                                                          | VHH, Elite-Traffic und Reisedienst Hamburg (Subunternehmen) |
| 00284 | S Elbgaustraße – Eidelstedter Platz – A Eidelstedt Zentrum – Baumacker – Schnelsen, Oldesloer Str. – Modering – Wunderbrunnen | 64/67 min    | 43/44          | 20 min Betrieb bis 21:30 Uhr                                                                         | 20 min Betrieb bis 21 Uhr                                                 | 40 min Betrieb bis 22 Uhr                                                 | kein Betrieb                                                          | VHH, Elite-Traffic und Reisedienst Hamburg (Subunternehmen) |
| 00284 | Wunderbrunnen – IKEA Schnelsen – U Niendorf Nord | 64/67 min    | 43/44          | 20 min Betrieb bis 21:30 Uhr                                                                         | 20 min Betrieb bis 21 Uhr                                                 | kein Betrieb                                                              | kein Betrieb                                                          | VHH, Elite-Traffic und Reisedienst Hamburg (Subunternehmen) |
| 00384 | (Schenefeld, Busbetriebshof →) Schenefeld, Schenefelder Platz – Schenefeld, Siedlung – Lurup, Neißestraße | 29/32 min    | 20/22          | 20 min (HVZ) Betrieb bis 19:30 Uhr                                                                   | kein Betrieb                                                              | kein Betrieb                                                              | kein Betrieb                                                          | VHH, Elite-Traffic (Subunternehmen)                         |
| 00384 | Lurup, Neißestraße – Franzosenkoppel – S Elbgaustraße Sommerferien nachmittags kein Betrieb | 29/32 min    | 20/22          | 20 min (HVZ) Betrieb bis 19:30 Uhr                                                                   | kein Betrieb                                                              | 40 min Betrieb bis 20:30 Uhr                                              | kein Betrieb                                                          | VHH, Elite-Traffic (Subunternehmen)                         |
| 00384 | S Elbgaustraße – Eidelstedter Platz Sommerferien nachmittags kein Betrieb | 29/32 min    | 20/22          | 20 min (HVZ) Betrieb bis 19 Uhr                                                                      | kein Betrieb                                                              | kein Betrieb                                                              | kein Betrieb                                                          | VHH, Elite-Traffic (Subunternehmen)                         |
| 00384 | Eidelstedter Platz ← A Eidelstedt Zentrum ← Schnelsen, Kalvslohwiete | 29/32 min    | 20/22          | 20 min (HVZ) Betrieb bis 8 Uhr                                                                       | kein Betrieb                                                              | kein Betrieb                                                              | kein Betrieb                                                          | VHH, Elite-Traffic (Subunternehmen)                         |
| 00285 | Iserbrook Nord, Reinheimerweg – S Iserbrook | 58/60 min    | 42             | 60 min Betrieb bis 20 Uhr                                                                            | 120 min Betrieb bis 20 Uhr                                                | 120 min Betrieb bis 20 Uhr                                                | kein Betrieb                                                          | VHH, KViP (Subunternehmen)                                  |
| 00285 | S Iserbrook – Sülldorfer Landstr. – Holtbarg – Schenefeld, Busbetriebshof – Schenefeld, Rathaus/EKZ – Schenefeld (Mitte) – Halstenbek, Brander Hof – Waldenau – S Thesdorf – Pinneberg-West – Bf. Pinneberg | 58/60 min    | 42             | 20 min                                                                                               | 40 min                                                                    | 40 min                                                                    | 40 min                                                                | VHH, KViP (Subunternehmen)                                  |
| 00186 | Lurup, Neißestr. – Fangdieckstr. – S Elbgaustraße – Fangdieckstr. – Eckhoffplatz – Rugenbarg (Nord) – Kressenweg – Elbe-Einkaufszentrum – S Othmarschen | 39/40 min    | 24/25          | 20 min 10 min (HVZ)                                                                                  | 20 min                                                                    | 20 min                                                                    | 20 min                                                                | VHH, Elite-Traffic und Reisedienst Hamburg (Subunternehmen) |
| 00286 | Falkenstein – Krankenhaus Tabea – S Blankenese – Nienstedter Marktplatz – Teufelsbrück – Reventlowstr. – S Othmarschen | 27/31 min    | 22             | 30 min                                                                                               | 30 min                                                                    | 30 min                                                                    | 60 min                                                                | VHH                                                         |
| 00286 | S Othmarschen – Trabrennbahn Bahrenfeld nur an Schultagen | 27/31 min    | 22             | Einzelfahrt Betrieb bis 7:30 Uhr                                                                     | kein Betrieb                                                              | kein Betrieb                                                              | kein Betrieb                                                          | VHH                                                         |
| 00288 | Pflegezentrum Lutherpark – Friedhof Holstenkamp – Leunastraße – Bf. Altona (Midibus-Einsatz) | 13/16 min    | 9/10           | 60 min                                                                                               | 60 min                                                                    | 60 min                                                                    | Einzelfahrt                                                           | VHH                                                         |
| 00388 | (Ringlinie mit Kleinbus, „Dorfkutsche“) S Blankenese – Gorch-Fock-Schule – Krankenhaus Tabea – Tinsdaler Kirchenweg | 48 min       | 41             | 60 min Betrieb bis 20 Uhr                                                                            | 60 min Betrieb bis 14 Uhr                                                 | kein Betrieb                                                              | kein Betrieb                                                          | VHH                                                         |
| 00388 | Falkensteiner Ufer (ElbeCamp) – Tinsdaler Kirchenweg | 37 min       | 31             | 60 min                                                                                               | 60 min                                                                    | 60 min                                                                    | 60 min                                                                | VHH                                                         |
| 00388 | Tinsdaler Kirchenweg – Ginsterstieg – S Rissen → Marschweg (Kehre) → Klövensteenweg (Mitte) → S Rissen | 37 min       | 31             | 20/40 min                                                                                            | 20/40 min                                                                 | 60 min                                                                    | 60 min                                                                | VHH                                                         |
| 00388 | S Rissen → Rheingoldweg → Schulauer Moorweg → S Rissen | 19 min       | 18             | 60 min Betrieb bis 21 Uhr                                                                            | 60 min Betrieb bis 17 Uhr                                                 | kein Betrieb                                                              | kein Betrieb                                                          | VHH                                                         |
| 00388 | S Rissen → Herwigredder → S Rissen | 19 min       | 18             | 20 min                                                                                               | 20 min (bis 14 Uhr) 20/40 min (bis 17 Uhr) 60 min (ab 17 Uhr)             | 60 min                                                                    | 60 min                                                                | VHH                                                         |
| 00488 | (Ringlinie mit Midibus, „Bergziege“) S Blankenese → Strandtreppe → Blankenese (Fähre) → Waseberg → Gorch-Fock-Schule → S Blankenese | 18 min       | 19             | 10 min                                                                                               | 10 min                                                                    | 10 min                                                                    | 30 min                                                                | VHH                                                         |
| 00588 | (Linie mit Kleinbus) S Blankenese – Godeffroystr. – Elbuferweg | 7 min        | 7              | 120 min Betrieb bis 15 Uhr                                                                           | 2 Fahrten Betrieb bis 11 Uhr                                              | kein Betrieb                                                              | kein Betrieb                                                          | VHH                                                         |
| 00189 | S Wedel – Schulau – Wedel, Fachhochschule – Tinsdal – Ginsterstieg – Haus Rissen – S Blankenese | 32/34 min    | 25/27          | 10 min 5 min (morgens nicht Sommerferien)                                                            | 10 min                                                                    | 20 min                                                                    | 40 min                                                                | VHH, KViP (Subunternehmen)                                  |
| 00191 | Schnelsen Nord, Grothwisch – Kriegerdankweg – Oldesloer Str. – Frohmestr. – Freizeitbad Bondenwald – U Niendorf Markt – Moorrand – Krohnstiegtunnel | 54/56 min    | 33             | 20 min 10 min (HVZ)                                                                                  | 20 min                                                                    | 20 min                                                                    | 40 min                                                                | Hochbahn, Elite-Traffic (Subunternehmen)                    |
| 00191 | Krohnstiegtunnel – Garstedt, Gewerbegebiet Nettelkrögen – Rugenbarg – U Garstedt | 54/56 min    | 33             | 40 min 20 min (HVZ)                                                                                  | 40 min                                                                    | 40 min                                                                    | 40 min                                                                | Hochbahn, Elite-Traffic (Subunternehmen)                    |
| 00391 | U Hagenbecks Tierpark – Niendorfer Str. – U Niendorf Markt | 9/10 min     | 8              | 4 Fahrten Betrieb bis 15 Uhr                                                                         | kein Betrieb                                                              | kein Betrieb                                                              | kein Betrieb                                                          | Hochbahn                                                    |
| 00192 | U Langenhorn Markt – U Langenhorn Nord – Klinikum Nord (Heidberg) – Glashütte ZOB | 13/16 min    | 10/11          | 10 min 5 min (Morgen-HVZ)                                                                            | 10 min                                                                    | 20 min                                                                    | 20 min                                                                | Hochbahn, VHH (Subunternehmen)                              |
| 00292 | U Ochsenzoll – Klinikum Nord (Ochsenzoll) – Foorthkamp – U Langenhorn Markt in der HVZ zwischen U Ochsenzoll und U Langenhorn Markt 5-min-Takt (5-min-Takt morgens: Richtung Langenhorn Markt; 5-min-Takt nachmittags: Richtung Ochsenzoll), Gegenrichtung 10-min-Takt | 39/41 min    | 20             | 10 min 5 min (HVZ nur in Lastrichtung)                                                               | 10 min                                                                    | 10 min                                                                    | 20 min                                                                | Hochbahn, nachts an Wochenenden: VHH (Subunternehmen)       |
| 00292 | U Langenhorn Markt – Flughafenstr. – S Hamburg Airport | 39/41 min    | 20             | 20 min 10 min (HVZ)                                                                                  | 20 min                                                                    | 20 min                                                                    | 20 min                                                                | Hochbahn, nachts an Wochenenden: VHH (Subunternehmen)       |
| 00292 | S Hamburg Airport – Flughafen (Luftfracht) – Lufthansa-Basis | 39/41 min    | 20             | 20 min 10 min (HVZ)                                                                                  | Einzelfahrten                                                             | Einzelfahrten                                                             | 60 min                                                                | Hochbahn, nachts an Wochenenden: VHH (Subunternehmen)       |
| 00292 | Lufthansa-Basis – U Lattenkamp | 39/41 min    | 20             | 20 min                                                                                               | kein Betrieb                                                              | kein Betrieb                                                              | 60 min                                                                | Hochbahn, nachts an Wochenenden: VHH (Subunternehmen)       |
| 00392 | Teufelsbrück – Nienstedten – S Hochkamp – Langelohstr. – Elbe-Einkaufszentrum – Rugenbarg (Nord) – S Elbgaustraße – Eidelstedter Platz – Stellingen, Volksparkstr. – Rathaus Stellingen – U Hagenbecks Tierpark – Lokstedt, Siemersplatz – Eppendorfer Marktplatz – U Lattenkamp – Inselstr. – Lufthansa-Basis – Röntgenstr. – S Hamburg Airport | 85/89 min    | 49/50          | 30 min Betrieb bis 22 Uhr                                                                            | 30 min Betrieb bis 22 Uhr                                                 | 30 min Betrieb bis 22 Uhr                                                 | kein Betrieb                                                          | Hochbahn                                                    |
| 00193 | U Norderstedt Mitte – Ochsenzoll, Breslauer Str. – U Garstedt – Alt-Garstedt – Nordport – Krohnstiegtunnel | 45/49 min    | 29/34          | 40 min 20 min (HVZ)                                                                                  | 40 min                                                                    | 40 min                                                                    | 40 min                                                                | VHH, Elite-Traffic (Subunternehmen)                         |
| 00193 | Krohnstiegtunnel – U Langenhorn Markt – Hummelsbüttel, Lademannbogen | 45/49 min    | 29/34          | 40 min 20 min (HVZ) Betrieb bis 20 Uhr                                                               | kein Betrieb                                                              | kein Betrieb                                                              | kein Betrieb                                                          | VHH, Elite-Traffic (Subunternehmen)                         |
| 00195 | Bf. Pinneberg – Klinikum Pinneberg – Rellingen – Egenbüttel – A Schnelsen – Frohmestraße (Mitte) – Vielohweg (Mitte) – U Niendorf Nord | 43 min       | 30             | 60 min 30 min (HVZ)                                                                                  | 60 min                                                                    | 120 min                                                                   | 60 min                                                                | VHH, Elite-Traffic (Subunternehmen)                         |
| 00195 | U Niendorf Nord → Pommernweg nur an Schultagen | 43 min       | 30             | Einzelfahrt bis 7:30 Uhr                                                                             | kein Betrieb                                                              | kein Betrieb                                                              | kein Betrieb                                                          | VHH, Elite-Traffic (Subunternehmen)                         |

### Regionalbuslinien
Regionalbusse fahren im Hamburger Umland und kamen mit den Verbunderweiterungen 2002 (gesamte Kreise Herzogtum Lauenburg, Stormarn, Segeberg und Pinneberg in Schleswig-Holstein) und 2004 (gesamte Landkreise Stade, Harburg und Lüneburg in Niedersachsen) hinzu. Die bis dato bestehenden Linien mit ein-, zwei- oder dreistelligen Liniennummern wurden durch vierstellige Liniennummern ersetzt, da sie durch die Verbunderweiterung mehrfach im HVV vorhanden waren. Damit die Fahrgäste sich nicht allzu sehr umgewöhnen müssen, wurde folgendes System geschaffen: Die erste Ziffer beschreibt den Kreis/die Region, durch die die Linie (hauptsächlich) führt; die zweite Ziffer die Stadt/Gemeinde, durch die die Linie führt; so sind die letzten drei Ziffern i. d. R. so geblieben wie vor der Umstellung, bzw. wurden mit Nullen aufgefüllt. So wurde aus der Stader Linie 4 die HVV-RegionalBus-Linie 2004 oder aus der Lüneburger Linie 606 die HVV-RegionalBus-Linie 5606.
| Linie  | Linienverlauf | Fahrzeit  | Haltestellen | Takt mo–fr                                     | Takt sa                 | Takt sonn- und feiertags | Betreiber                           |
| ------ | --- | --------- | ------------ | ---------------------------------------------- | ----------------------- | ------------------------ | ----------------------------------- |
| 002040 | Bf. Buxtehude – Estebrügge – Königreich – Jork – Borstel (Stade) – Hinterbrack – Neuenfelder Damm – Airbus – Rüschpark – Finkenwerder (Fähre) | 59/60 min | 40           | 60 min 60 min + Einzelfahrten (HVZ)            | 60 min                  | 120 min                  | KVG                                 |
| 002040 | Rüschpark (Fähre) – Finkenwerder, Rüschhalbinsel | 59/60 min | 40           | 60 min                                         | kein Betrieb            | kein Betrieb             | KVG                                 |
| 002044 | Ladekop, Schule – Jork – Königreich – Estebrügge – Estebogen – Cranz (Fähre) – Hinterbrack – Borstel (Stade) ← Jork, Marktplatz → Jork, Schulzentrum | 50/58 min | 26/29        | Einzelfahrten im Schülerverkehr                | kein Betrieb            | kein Betrieb             | KVG                                 |
| 002720 | Finkenwerder, Airbus – Jork – Borstel (Stade) – Jork – Neuenschleuse – Wisch – Grünendeich – Steinkirchen – Hollern – Stade – Hahle – Wiepenkathen, TÜV | 69/83 min | 46/47        | 12 Fahrten                                     | kein Betrieb            | kein Betrieb             | KVG                                 |
| 002721 | Finkenwerder, Airbus – Jork – Stade – Hahle – Haddorf – Düdenbüttel – Heinbockel – Oldendorf – Estorf – Gräpel, Denkmal | 93/98 min | 28           | 4 Fahrten                                      | kein Betrieb            | kein Betrieb             | KVG                                 |
| 002722 | Finkenwerder, Airbus – Königreich – Jork – Mittelnkirchen – Neuenkirchen – Stade – Haddorf – Düdenbüttel – Himmelpforten – Burweg – Hechthausen – Bornberg – Basbeck – Warstade – Althemmoor, Lindenstraße                                                       | 86/88 min | 27/30        | 3 Fahrten                                      | kein Betrieb            | kein Betrieb             | KVG                                 |
| 002723 | Finkenwerder, Airbus – Hove – Königreich – Westmoorende – Buxtehude, Kirchweg | 51/58 min | 24/27        | 10 Fahrten                                     | kein Betrieb            | kein Betrieb             | KVG                                 |
| 002724 | Finkenwerder, Airbus – Königreich – Westmoorende – Bf. Buxtehude – Apensen – Beckedorf, Hauptstr. – Sauensiek – Wiegersen – Wiegersen, Schusterstr. | 62/73 min | 30/33        | 8 Fahrten                                      | kein Betrieb            | kein Betrieb             | KVG                                 |
| 004148 | S Harburg Harburg – Winsener Str. (Nord) – Sinstorfer Kirchweg – Emmelndorf – Hittfeld, Uhlandstr. | 51/53 min | 45/47        | 60 min 30 min (HVZ)                            | 60 min                  | 60 min                   | KVG                                 |
| 004148 | Hittfeld, Uhlandstr. – Hittfeld, Bosteler Feld | 51/53 min | 45/47        | 60 min (HVZ)                                   | kein Betrieb            | kein Betrieb             | KVG                                 |
| 004148 | Hittfeld, Uhlandstr. – Lindhorst – Helmstorf – Harmstorf – Bendestorf – Jesteburg, Freibad | 51/53 min | 45/47        | 60 min                                         | 60 min                  | 120 min                  | KVG                                 |
| 004200 | S Harburg Rathaus – Marmstorfer Weg (Nord) – Appelbütteler Weg – Lürade – Tötensen – Iddensen – Nenndorf – Dibbersen – Bf. Buchholz | 50/51 min | 37/38        | 60 min                                         | 8 Fahrten               | 180 min                  | KVG                                 |
| 004210 | S Harburg Rathaus – Marmstorfer Weg (Nord) – Appelbütteler Weg – Vahrendorf – Sottorf – Leversen – Sieversen – Langenrehm – Emsen – Nenndorf – Eckel – Bf. Klecken                                                                                               | 46/48 min | 34/37        | 120 min                                        | 120 min                 | 120 min                  | KVG                                 |
| 004400 | Bf. Bergedorf – Lehfeld – Rönne – Niedermarschacht – Obermarschacht – Tespe, Blumenstr. | 40/42 min | 22/23        | ca. 20 Fahrten                                 | 120 min                 | 120 min                  | VHH                                 |
| 004400 | Tespe, Blumenstr. – Avendorf, Elbuferstr. | 40/42 min | 22/23        | ca. 120 min                                    | 240 min                 | 240 min                  | VHH                                 |
| 004400 | Tespe, Blumenstr. – Bütlingen, Im Briggen | 40/42 min | 22/23        | ca. 120 min                                    | 240 min                 | 240 min                  | VHH                                 |
| 004624 | Meckelfeld, Buchenhain – Glüsingen – Fleestedt – Rüstweg – Emmelndorf – Hittfeld – Klecken – Neu Eckel – Eckel – Vaensen – Buchholz, Schulzentrum | 72/76 min | 25/26        | Einzelfahrten im Schülerverkehr                | kein Betrieb            | kein Betrieb             | KVG                                 |
| 004661 | Hittfeld, Kirche – Rüstweg – Fleestedt – Karoxbostel – Maschen – Stelle – Gehrden – Winsen – Roydorf, Schulzentrum – Roydorf, Schule Am Ilmer Barg | 71/78 min | 23/26        | Einzelfahrten im Schülerverkehr                | kein Betrieb            | kein Betrieb             | KVG                                 |
| 004714 | Bf. Ashausen → Stelle → Maschen → Finkenwerder, Airbus | 57 min    | 10           | Einzelfahrt                                    | kein Betrieb            | kein Betrieb             | KVG                                 |
| 004750 | Finkenwerder, Airbus – S Neu Wulmstorf – Daerstorf – Elstorf – Rade – Mienenbüttel – Bf. Buchholz | 53/54 min | 19/20        | Einzelfahrt                                    | kein Betrieb            | kein Betrieb             | KVG                                 |
| 007550 | U Ochsenzoll – Norderstedt-Harksheide Süd – Glashütte ZOB – Kayhude – Naherwohld – Nahe – Itzstedt – Oering – Bostel (Sülfeld) – Groß Niendorf – Leezen – Krems I – Mözen – Högersdorf – Bad Segeberg Bf.                                                        | 65/67 min | 32/34        | 60 min                                         | 60 min                  | 120 min                  | Autokraft                           |
| 007551 | Bad Segeberg Bf. (ZOB) – Högersdorf – Mözen – Kükels – Krems I – Leezen – Schwissel – Bebensee – Groß Niendorf – Bostel (Sülfeld) – Holm bei Seth – Seth – Sievershütten – Oering – Itzstedt – Naherwohld – Tangstedt – Norderstedt-Glashütte ZOB – U Ochsenzoll | 90 min    | 43           | 4 Fahrten                                      | kein Betrieb            | kein Betrieb             | Autokraft                           |
| 008800 | Bf. Bergedorf – Lehfeld – Geesthacht ZOB | 54/57 min | 32           | 30 min 15 min (nur morgens Richtung Bergedorf) | 30 min                  | 60 min                   | VHH, Elite Traffic (Subunternehmen) |
| 008800 | Geesthacht ZOB – Geesthacht, Grüner Jäger – Geesthacht, Helmholtz-Zentrum Morgen-HVZ 60-min-Takt nur Richtung Helmholtz-Zentrum, nachmittags Richtung Bf. Bergedorf (Lastrichtung), Gegenrichtung kein Betrieb                                                   | 54/57 min | 32           | 60 min (HVZ in Lastrichtung)                   | kein Betrieb            | kein Betrieb             | VHH, Elite Traffic (Subunternehmen) |
| 008800 | Geesthacht ZOB – Geesthacht, Markt – Krümmel – Tesperhude – Grünhof – Schnakenbek – Glüsing – Lauenburg ZOB Morgen-HVZ 30-min-Takt nur Richtung Bf. Bergedorf, nachmittags Richtung Lauenburg, ZOB (Lastrichtung), Gegenrichtung nur 60-min-Takt                 | 54/57 min | 32           | 60 min 30 min (HVZ in Lastrichtung)            | 60 min                  | 60 min                   | VHH, Elite Traffic (Subunternehmen) |
| 008810 | Bf. Bergedorf – Mohnhof – Pfingstberg – Wentorf – Neu Börnsen – Kröppelshagen – Dassendorf – Brunstorf – Bf. Schwarzenbek Morgen-HVZ 30-min-Takt nur Richtung Bf. Bergedorf, nachmittags Richtung Bf. Schwarzenbek (Lastrichtung), Gegenrichtung nur 60-min-Takt | 75/77 min | 42           | 60 min 30 min (HVZ in Lastrichtung)            | 120 min + Einzelfahrten | 120 min                  | Autokraft                           |
| 008810 | Bf. Schwarzenbek – Elmenhorst (RZ) – Klein Talkau – Talkau – Niendorf – Breitenfelde – Alt Mölln – Bf. Mölln – Mölln ZOB | 75/77 min | 42           | 60 min                                         | 120 min                 | 120 min                  | Autokraft                           |
| 008890 | Bf. Bergedorf – Mohnhof – An der Pollhofsbrücke – Speckenweg | 31/35 min | 23/27        | 10/20 min                                      | 10/20 min               | 10/20 min                | VHH, Elite Traffic (Subunternehmen) |
| 008890 | Speckenweg – Börnsen – Neu Börnsen, Zwischen den Kreiseln | 31/35 min | 23/27        | 60 min                                         | 60 min                  | 60 min                   | VHH, Elite Traffic (Subunternehmen) |
| 008890 | Speckenweg – Börnsen – Escheburg, Am Alten Bahnhof | 31/35 min | 23/27        | 10/20/30 min                                   | 10/20/30 min            | 10/20/30 min             | VHH, Elite Traffic (Subunternehmen) |
| 008890 | Escheburg, Am Alten Bahnhof – Escheburg, Schule | 31/35 min | 23/27        | 60 min                                         | 60 min                  | 60 min                   | VHH, Elite Traffic (Subunternehmen) |
| 008890 | Escheburg, Schule – Geesthacht ZOB | 31/35 min | 23/27        | 30 min                                         | 30 min                  | 30 min                   | VHH, Elite Traffic (Subunternehmen) |

### Nachtbuslinien
Nachtbuslinien bilden das Nachtnetz des HVV. Montags bis freitags ersetzen diese dabei grob Schnellbahn- und Metrobuslinien, die an diesen Tagen zwischen ein und vier Uhr nicht verkehren, während am Wochenende (zumeist) andere Linien des Nachtbusnetzes das dann aus Stadtbus und Schnellbahn bestehende Nachtnetz ergänzen. Die Nachtbus-Liniennummern sind im 600er Bereich angesiedelt. Ausnahme bilden dabei die Linie 274, die in den Nächten fr/sa und sa/so und vor Feiertagen zwischen Hamburg Airport und Ohlsdorf die während dieser Zeit hier pausierende S1 ersetzt, sowie die Linie 329, die an diesen Nächten die Linien 235 und 12 zwischen Bf. Bergedorf und S Allermöhe über Neu-Allermöhe ersetzt.
Betrieb täglich ab ca. 1 Uhr bis 4 Uhr
| Linie  | Linienverlauf | Fahrzeit  | Halte-stellen | Takt Nächte auf mo–fr | Takt Nächte auf sa | Takt Nächte auf sonn- und feiertage | Betreiber                                        |
| ------ | --- | --------- | ------------- | --------------------- | ------------------ | ----------------------------------- | ------------------------------------------------ |
| 1      | Sieversstücken – S Sülldorf – S Blankenese – Sülldorfer Landstr. – Osdorf, Langelohstr. (Nord) – Elbe-Einkaufszentrum – Trabrennbahn Bahrenfeld – S Othmarschen – Kreuzkirche Ottensen – Bleickenallee (Kinderkrankenhaus) – Bf. Altona | 44/45 min | 35/36         | kein Betrieb          | 20 min             | 20 min                              | VHH                                              |
| 2      | Schenefeld, Schenefelder Platz – Eckhoffplatz (Lurup Center) – Trabrennbahn Bahrenfeld – Bornkampsweg – Friedensallee – Bf. Altona – Fischmarkt – U S Landungsbrücken – Speicherstadt – U Steinstraße – Hauptbahnhof/ZOB – U S Berliner Tor | 45/46 min | 33/35         | kein Betrieb          | 20 min             | 20 min                              | VHH, Elite-Traffic (Subunternehmen)              |
| 3      | Stadionstr. – Trabrennbahn Bahrenfeld – Bornkampsweg – S Holstenstraße – Sternbrücke – U Feldstraße – Sievekingplatz – U Rödingsmarkt (Großer Burstah) – Rathausmarkt – Hbf/Mönckebergstr. – U Steinstraße – Lippeltstr. – Billhorner Röhrendamm – Rothenburgsorter Marktpl. – Zollvereinsstraße – S Tiefstack – Kraftwerk Tiefstack | 44/46 min | 35/36         | kein Betrieb          | 20 min             | 20 min                              | VHH, Elite-Traffic (Subunternehmen)              |
| 4      | Eidelstedt, Wildacker – A Eidelstedt Zentrum – Eidelstedter Platz – Stellingen, Volksparkstr. – Langenfelder Damm – U Osterstraße – Eimsbüttel, Schulweg – U Schlump | 27/29 min | 22/24         | kein Betrieb          | 20 min             | 20 min                              | Hochbahn                                         |
| 5      | U Niendorf Markt – Niendorfer Str. – Nedderfeld – Lokstedt, Siemersplatz – Hoheluft, Gärtnerstr. – U Hoheluftbrücke – Bezirksamt Eimsbüttel – Universität/Staatsbibliothek – Bf. Dammtor – U Gänsemarkt – U S Jungfernstieg – Rathausmarkt – Gerhart-Hauptmann-Pl. – Hauptbahnhof/ZOB | 28/30 min | 21            | kein Betrieb          | 20 min             | 20 min                              | Hochbahn                                         |
| 7      | U S Barmbek – U Habichtstr. (Steilshooper Str.) – Einkaufszentrum Steilshoop – Steilshoop Ost, Borchertring | 11/13 min | 10/12         | kein Betrieb          | 20 min             | 20 min                              | Hochbahn                                         |
| 8      | U Wandsbek Markt – Friedrich-Ebert-Damm (West) – U Wandsbek Gartenstadt – Werner-Otto-Str. – Bramfeld, Steilshooper Allee – Bramfelder Dorfplatz | 17/18 min | 14/15         | kein Betrieb          | 40 min             | 40 min                              | Hochbahn                                         |
| 9      | U Wandsbek Markt – Ölmühlenweg (Süd) – Friedhof Tonndorf – Bf. Tonndorf – Studio Hamburg – Loher Str. – Bf. Rahlstedt (Amtsstr.) | 20/21 min | 17            | kein Betrieb          | 20 min             | 20 min                              | Hochbahn                                         |
| 10     | U Wandsbek Markt – Bf. Wandsbek – AK Wandsbek – Universität der Bundeswehr – Rodigallee (Ost) – Jenfeld-Zentrum – Jenfeld, Glatzer Str. – Rahlstedt, Grunewaldstraße | 17/20 min | 16            | kein Betrieb          | 20 min             | 20 min                              | Hochbahn                                         |
| 11     | U Wandsbek Markt – Am Jenfelder Moor – Berliner Platz – Kinderkrankenhaus Wilhelmstift – Kielkoppelstr. – Rahlstedt Ost, Sorenkoppel | 22/24 min | 18            | kein Betrieb          | 60 min             | 60 min                              | Hochbahn                                         |
| 13     | S Veddel – Werkcentrum Elbinsel – Stübenplatz – Veringstr. (Mitte) – Krankenhaus Groß-Sand – Mengestr. – Rathaus Wilhelmsburg – S Wilhelmsburg | 17/18 min | 13/14         | kein Betrieb          | 20 min             | 20 min                              | Hochbahn                                         |
| 15     | Harvestehude, Alsterchaussee – U Hallerstraße – Bezirksamt Eimsbüttel – U Schlump – Sternbrücke – Max-Brauer-Allee – Bf. Altona – Rathaus Altona – Wrangelpark – Agathe-Lasch-Weg – Reventlowstr. – S Othmarschen | 30/31 min | 23            | kein Betrieb          | 20 min             | 20 min                              | VHH, Umbrella (Subunternehmen)                   |
| 17     | U Berne – Karlshöhe – Berner Chaussee – Bramfelder Dorfplatz – Steilshooper Allee – Fabriciusstr. – U Habichtstraße – U S Barmbek | 69/70 min | 46/47         | kein Betrieb          | 40 min             | 40 min                              | Hochbahn                                         |
| 17     | U S Barmbek – Jarrestadt – Winterhude, Goldbekplatz – Mundsburger Brücke – AK St. Georg – Hauptbahnhof – Rathausmarkt – U Rödingsmarkt (Großer Burstah) – U St. Pauli – U Feldstraße | 69/70 min | 46/47         | kein Betrieb          | 20 min             | 20 min                              | Hochbahn                                         |
| 19     | U Alsterdorf – Lattenkampstieg – Winterhuder Marktpl. – U Sierichstraße – Streekbrücke – Harvestehude, Alsterchaussee – Bf. Dammtor – U Stephansplatz – U Gänsemarkt – U S Jungfernstieg – Rathausmarkt | 24/25 min | 20            | kein Betrieb          | 40 min             | 40 min                              | Hochbahn                                         |
| 21     | S Klein Flottbek – Elbe-Einkaufszentrum – Langelohstr. (Nord) – Osdorfer Born, Immenbusch – Schenefeld, Schenefelder Platz – Lurup, Franzosenkoppel – S Elbgaustraße – Eidelstedter Platz – Eidelstedter Brook – Schnelsen, Frohmestraße – Modering – U Niendorf Nord | 41/43 min | 36/37         | kein Betrieb          | 20 min             | 20 min                              | VHH, Elite-Traffic und Umbrella (Subunternehmen) |
| 23     | U S Barmbek – U Wandsbek Markt – U Horner Rennbahn | 28/30 min | 17            | 30 min                | 20 min             | 20 min                              | Hochbahn                                         |
| 23     | U Horner Rennbahn – Schiffbeker Höhe – U Billstedt | 28/30 min | 17            | kein Betrieb          | 20 min             | 20 min                              | Hochbahn                                         |
| 24     | U Niendorf Markt – Wendlohstr. – U Niendorf Nord – Sperlingsweg – Krohnstiegtunnel – U Langenhorn Markt – Lademannbogen – Hummelsbüttel, Norbert-Schmid-Pl. – Alte Landstraße (Nord) – Alstertal-Einkaufszentrum – S Poppenbüttel – Alstertal-Einkaufszentrum – Saseler Markt – U Volksdorf | 50/54 min | 41            | kein Betrieb          | 60 min             | 60 min                              | Hochbahn                                         |
| 25     | Bf. Altona – Max-Brauer-Allee – S Holstenstraße – Fruchtallee (Hamburg-Haus) – Eimsbüttel, Schulweg – Hoheluft, Gärtnerstr. – UK Eppendorf – Eppendorfer Marktpl. – U Kellinghusenstraße – U Hudtwalckerstraße – Winterhuder Marktpl. | 45/46 min | 31            | 30 min                | 20 min             | 20 min                              | Hochbahn                                         |
| 25     | Winterhuder Marktpl. – U Sierichstraße – Winterhude, Goldbekplatz – U Mundsburg – U Wartenau – S Landwehr – U Burgstraße | 45/46 min | 31            | 60 min                | 20 min             | 20 min                              | Hochbahn                                         |
| 26     | S Rübenkamp – Hebebrandstr. – Steilshoop – Bramfeld, Steilshooper Allee – U Farmsen – Forum Gymnasium Rahlstedt – Bf. Rahlstedt (Amtsstr.) | 25/27 min | 20            | kein Betrieb          | 40 min             | 40 min                              | Hochbahn                                         |
| 29     | Naturschutzgebiet Höltigbaum – Bf. Rahlstedt (Amtsstr.) – Sorenkoppel – Kielkoppelstr. – Berliner Platz – Otto-Hahn-Schule Jenfeld | 68 min    | 58/60         | kein Betrieb          | 60 min             | 60 min                              | VHH, Umbrella (Subunternehmen)                   |
| 29     | Bf. Tonndorf – Kuehnstr. – Otto-Hahn-Schule Jenfeld | 68 min    | 58/60         | kein Betrieb          | 60 min             | 60 min                              | VHH, Umbrella (Subunternehmen)                   |
| 29     | Otto-Hahn-Schule – Jenfelder Allee – Jenfelder Str. – Jenfeld-Zentrum – Manshardtstr. – Schiffbeker Höhe – U Billstedt – Kirchsteinbek – U Mümmelmannsberg | 68 min    | 58/60         | kein Betrieb          | 20/40 min          | 20/40 min                           | VHH, Umbrella (Subunternehmen)                   |
| 29     | U Mümmelmannsberg – Boberg – Grandkoppel – Lohbrügger Markt – Bf. Bergedorf | 68 min    | 58/60         | kein Betrieb          | 20 min             | 20 min                              | VHH, Umbrella (Subunternehmen)                   |
| 0030   | Bf. Altona – Neue Mitte Altona, Eva-Rühmkorf-Str. – Kaltenkircher Platz – Langenfelder Str. – U Osterstraße (Heußweg) – Eidelstedter Weg – Hoheluft, Gärtnerstraße | 20/21 min | 12/13         | kein Betrieb          | 60 min             | 60 min                              | Hochbahn                                         |
| 32     | U Billstedt – Kirchsteinbek – Schule Mümmelmannsberg – U Mümmelmannsberg – Boberg – Mendelstr. – Korachstr. – Röpraredder – Binnenfeldredder – Lohbrügger Markt – Bf. Bergedorf | 27/28 min | 27/29         | kein Betrieb          | 20 min             | 20 min                              | VHH, Elite-Traffic und Umbrella (Subunternehmen) |
| 40     | Im Fischbeker Heidbrook (West) – Fischbeker Heuweg – Sandbek, Neckersstücken – Ohrnsweg – S Neugraben – Neugrabener Markt – Heidrand – Waldfrieden durchgehende Fahrten nur in Richtung Waldfrieden, Gegenrichtung nur in Relation Waldfrieden – S Neugraben sowie S Neugraben – Im Fischbeker Heidbrook | 21/23 min | 19/22         | kein Betrieb          | 60 min             | 60 min                              | Hochbahn                                         |
| 42     | (Ringlinie) S Harburg Rathaus → S Heimfeld → Hans-Drewitz-Ring → AK Harburg → S Heimfeld → S Harburg Rathaus | 20 min    | 18            | 30 min                | 40 min             | 40 min                              | Hochbahn                                         |
| 43     | Eißendorf, Strucksbarg – Lübbersweg – S Harburg Rathaus | 10/11 min | 10            | 60 min                | 40 min             | 40 min                              | Hochbahn                                         |
| 00112  | Bf. Altona – S Reeperbahn – U St. Pauli – Johannes-Brahms-Platz – U Stephansplatz – Hbf/Steintorwall – Repsoldstr. | 26 min    | 14/15         | kein Betrieb          | 40 min             | 40 min                              | Hochbahn                                         |
| 00114  | U Klosterstern – U Eppendorfer Baum – Eppendorfer Marktpl. – U Lattenkamp – Groß Borstel, Warnckesweg | 14/15 min | 11            | kein Betrieb          | 40 min             | 40 min                              | Hochbahn                                         |
| 00124  | Hauptbahnhof/ZOB – U S Berliner Tor – S Rothenburgsort – Zollvereinsstr. – S Tiefstack – Kraftwerk Tiefstack – Moorfleet – Tatenberger Schleuse – Spadenländer Ecke – Elversweg – Oortkatenweg – Fünfhausen (Durchdeich) – Süderquerweg 399 – Howe – Zollenspieker (Fähre) – Schule Zollenspieker – Schule Kirchwerder – Spritzenhaus – Heinrich-Osterath-Str. – Curslacker Brückendamm – Schiefe Brücke – Lehfeld – Bf. Bergedorf | 73/77 min | 66/67         | 60 min                | 60 min             | 60 min                              | VHH, Elite-Traffic (Subunternehmen)              |
| 00225  | Bf. Bergedorf – Mohnhof – An der Pollhofsbrücke – Achterschlag – Heinrich-Stubbe-Weg – Neuengammer Hinterdeich (Ost) – In der Ohe Nord – Grundschule Kirchwerder | 19/20 min | 18            | 60 min                | 60 min             | 60 min                              | VHH, Elite-Traffic (Subunternehmen)              |
| 00329  | S Allermöhe – Neu-Allermöhe – Nettelnburger Str. – Bf. Bergedorf | 22/23 min | 25/26         | 5 Fahrten             | 20 min am Abend    | 20 min am Abend                     | VHH, Elite-Traffic (Subunternehmen)              |
| 00829  | (AST mit Haustür-Service) Bf. Bergedorf ↔ Vier- und Marschlande, Zone 1 ↔ Vier- und Marschlande, Zone 2 Zone 1: Bereich Achterdeich, Curslack, Neuengamme (westlich des Heinrich-Stubbe-Wegs) und Achterschlag Zone 2: Bereich Allermöhe, Reitbrook, Tatenberg, Neuengamme (östlich des Heinrich-Stubbe-Wegs), Ochsenwerder, Fünfhausen, Zollenspieker, Kirchwerder und Altengamme Ausstieg Richtung Vier- und Marschlanden bis zur Haustür und Einstieg Richtung Bf. Bergedorf nur an den Haltestellen in den Vier- und Marschlanden fährt nur bei Bedarf und nur nach telefonischer Anmeldung | 20 min    | 3             | 60 min                | 60 min             | 60 min                              | VHH                                              |
| 00430  | U Billstedt – Moorfleeter Str. (Nord) – Rote Brücke – S Billwerder Moorfleet – Moorfleet (Halskestr.) – Rungedamm (Nord) – S Mittlerer Landweg | 23 min    | 20            | 60 min                | 60 min             | 60 min                              | VHH                                              |
| 00234  | Bf. Bergedorf – Lohbrügger Markt – Korachstraße – Schulenburgring – Grandkoppel – Billwerder Billdeich (Ost) – S Nettelnburg | 19/20 min | 21            | kein Betrieb          | 60 min             | 60 min                              | VHH                                              |
| 00141  | S Neuwiedenthal – Talweg – Krankenhaus Mariahilf – Bostelbek – Eißendorfer Pferdeweg (Nord) – S Harburg Rathaus – Harburger Ring – S Harburg Rathaus | 32/35 min | 23/24         | kein Betrieb          | 40 min             | 40 min                              | Hochbahn                                         |
| 00141  | S Harburg Rathaus – Winsener Str. (Nord) – Rönneburg, An der Eiche | 32/35 min | 23/24         | 60 min                | 40 min             | 40 min                              | Hochbahn                                         |
| 00143  | Eißendorf, Strucksbarg – Auf der Jahnhöhe – Ehestorfer Weg (Mitte) – Gellersenweg – S Harburg Rathaus – Moorstr. – S Harburg Rathaus | 28/31 min | 23/25         | 60 min                | 40 min             | 40 min                              | Hochbahn                                         |
| 00143  | S Harburg Rathaus – Winsener Str. (Nord) – Einhausring – Sinstorfer Kirchweg | 28/31 min | 23/25         | 30 min                | 20 min             | 20 min                              | Hochbahn                                         |
| 00145  | S Harburg Rathaus – Marmstorfer Weg (Nord) – Marmstorfer Kirche – Marmstorf, Zum Jägerfeld | 14/16 min | 13            | kein Betrieb          | 60 min             | 60 min                              | Hochbahn                                         |
| 00150  | Bf. Altona – Ottensen – Behringstraße (AK Altona) – BAB-Auffahrt Waltershof – Aluminiumwerk – Auedeich – Finkenwerder, Fähre – Nordmeerstr. – Finkenwerder, Airbus | 32/33 min | 22            | kein Betrieb          | 40 min             | 40 min                              | Hochbahn                                         |
| 00250  | S Neuwiedenthal – Rehrstieg – Zum Dubben | 7/8 min   | 7/8           | kein Betrieb          | 40 min             | 40 min                              | Hochbahn                                         |
| 00355  | (Ringlinie) S Wilhelmsburg → Neuenfelder Str. (Schule) → Kirchdorfer Str. (Museum Elbinsel) → Kirchdorf (Süd) → Stübenhofer Weg → Kreuzkirche Kirchdorf → S Wilhelmsburg | 16 min    | 13            | kein Betrieb          | 20 min             | 20 min                              | Hochbahn                                         |
| 00257  | Alter Fährweg (Kehre) – Seehof – Hohenwisch (Kehre) – S Neugraben | 24/27 min | 22/23         | kein Betrieb          | 60 min 3 Fahrten   | 60 min 3 Fahrten                    | KVG                                              |
| 00261  | U Horner Rennbahn – Querkamp – Horner Geest, Böcklerstr. | 8/9 min   | 9/10          | 30 min                | 20 min             | 20 min                              | Hochbahn                                         |
| 00362  | Bf. Rahlstedt (Amtsstr.) – Hoffmannstieg – Großlohe | 11/13 min | 10/11         | kein Betrieb          | 40 min             | 40 min                              | Hochbahn VHH (Subunternehmen)                    |
| 00362  | Großlohe – Stapelfeld, Hinter der Schule | 11/13 min | 10/11         | kein Betrieb          | 4 Fahrten          | 4 Fahrten                           | Hochbahn VHH (Subunternehmen)                    |
| 00263  | Jenfeld-Zentrum – Barsbüttel – Willinghusen – Stemwarde – Stellau, Am Dorfplatz | 20/22 min | 17/19         | kein Betrieb          | 60 min             | 60 min                              | Hochbahn                                         |
| 00171  | Dulsberg, Straßburger Platz – U Straßburger Str. – Friedrich-Ebert-Damm – Rentenversicherung Nord – U Farmsen | 14/15 min | 13            | kein Betrieb          | 40 min             | 40 min                              | Hochbahn                                         |
| 00172  | U S Barmbek – AK Barmbek – Hebebrandstr. – U S Ohlsdorf (Alsterdorfer Str.) – Im Grünen Grunde | 12/14 min | 11/12         | kein Betrieb          | 40 min             | 40 min                              | Hochbahn                                         |
| 00174  | U Fuhlsbüttel – EKZ Hummelsbüttel – Nobert-Schmid-Platz – Tegelsbarg (Nord) | 12/13 min | 12            | kein Betrieb          | 40 min             | 40 min                              | Hochbahn                                         |
| 00174  | S Poppenbüttel – Bergstedter Markt – U Volksdorf | 14/15 min | 12            | kein Betrieb          | 40 min             | 40 min                              | Hochbahn                                         |
| 00274  | U S Ohlsdorf – Suhrenkamp – Flughafen (Luftfracht) – Hamburg Airport | 7/10 min  | 7             | 40 min                | 40 min             | 40 min                              | Hochbahn                                         |
| 00275  | Wildschwanbrook – Spitzbergenweg – U Berne – Bargteheider Str. – Bf. Rahlstedt (Doberaner Weg) | 15/20 min | 12/13         | kein Betrieb          | 60 min             | 60 min                              | Hochbahn, VHH (Subunternehmen)                   |
| 00276  | U Ohlstedt – Wohldorf – Duvenstedt, Mesterbrooksweg – Tannenhof – Poppenbüttler Markt – AEZ – S Poppenbüttel | 21/22 min | 19/20         | kein Betrieb          | 60 min             | 60 min                              | Hochbahn                                         |
| 00278  | U Ochsenzoll – Harksheide Süd – Glashütte ZOB | 7 min     | 6             | kein Betrieb          | 40 min             | 40 min                              | VHH                                              |
| 00281  | S Krupunder – Jasminweg – A Eidelstedt Zentrum – Eidelstedter Platz – Informatikum – U Hagenbecks Tierpark | 17 min    | 16/17         | kein Betrieb          | 60 min             | 60 min                              | VHH                                              |
| 00189  | S Wedel – Schulau – Kronskamp – Wedel, Fachhochschule – Tinsdal – Haus Rissen – S Blankenese | 27 min    | 25/27         | kein Betrieb          | 60 min             | 60 min                              | VHH                                              |
| 00191  | Schnelsen, Grothwisch – Kriegerdankweg – Oldesloer Str. – Frohmestr. – U Niendorf Markt – Sperlingsweg – Krohnstiegtunnel | 29 min    | 22            | kein Betrieb          | 40 min             | 40 min                              | Hochbahn                                         |
| 00192  | U Langenhorn Markt – Klinikum Nord (Heidberg) – Glashütte ZOB | 9/11 min  | 11            | kein Betrieb          | 40 min             | 40 min                              | Hochbahn, VHH (Subunternehmen)                   |
| 00292  | U Ochsenzoll – Klinikum Nord (Ochsenzoll) – Foorthkamp – U Langenhorn Markt | 8/9 min   | 8             | kein Betrieb          | 40 min             | 40 min                              | Hochbahn, VHH (Subunternehmen)                   |
| 00601  | S Wedel – Schulau – Wedel, Kronskamp – Rissener Dorfstr. – Sieversstücken – Sülldorf – Blankenese – Sülldorfer Landstr. – Schenefelder Holt – Osdorf, Langelohstr. (Nord) – Elbe-Einkaufszentrum – Trabrennbahn Bahrenfeld – Othmarschen – Behringstr. (AK Altona) – Bleickenallee – Bf. Altona – Reeperbahn – U St. Pauli – Rödingsmarkt (Großer Burstah) – Rathausmarkt | 69/71 min | 56            | 30 min                | kein Betrieb       | kein Betrieb                        | VHH                                              |
| 00621  | S Wedel – Schulau – Kronskamp – Rissener Dorfstr. – Sieversstücken – S Sülldorf – S Iserbrook – Osdorf, Langelohstraße (Nord) – Elbe-Einkaufszentrum – Bahrenfelder Marktpl. – S Bahrenfeld – Bf. Altona | 39/43 min | 33            | kein Betrieb          | 60 min             | 60 min                              | VHH                                              |
| 00602  | Osdorfer Born, Immenbusch – Schenefeld, Schenefelder Platz – Lurup, Rugenbarg (Nord) – Stadionstr. – Trabrennbahn Bahrenfeld – Bornkampsweg – S Holstenstraße – Sternbrücke – Feldstraße – Sievekingsplatz – Gänsemarkt – Jungfernstieg – Rathausmarkt – Brandstwiete – Auf dem Sande (Speicherstadt) – Überseequartier – Deichtorhallen – Rothenburgsorter Marktpl. – Zollvereinsstr. – S Tiefstack – Kraftwerk Tiefstack | 63/67 min | 51            | 60 min                | kein Betrieb       | kein Betrieb                        | VHH                                              |
| 00603  | Schnelsen, Grothwisch – A Burgwedel – Kriegerdankweg – Oldesloer Str. – Frohmestr. – Graf-Johann-Weg – Eidelstedter Brook – A Eidelstedt Zentrum – Eidelstedter Platz – S Elbgaustraße – Stellingen, Volksparkstr. – Langenfelder Damm – Osterstr. – Eimsbüttel, Fruchtallee (Hamburg-Haus) – Christuskirche – Schlump – Bf. Dammtor – Gänsemarkt – Jungfernstieg – Rathausmarkt | 58/60 min | 47/49         | 60 min                | kein Betrieb       | kein Betrieb                        | Hochbahn                                         |
| 00604  | Niendorf Markt → Wendlohstr. → U Niendorf Nord → Sperlingsweg → Niendorf Markt – Nedderfeld – Lokstedt, Siemersplatz – Hoheluft, Gärtnerstr. – Hoheluftbrücke – Grindelhof – Universität/Staatsbibliothek – Bf. Dammtor – Stephansplatz – Gänsemarkt – Jungfernstieg – Rathausmarkt | 42/43 min | 37            | 30 min                | kein Betrieb       | kein Betrieb                        | Hochbahn                                         |
| 00605  | Groß Borstel, Warnckesweg – Eppendorfer Marktpl. – Eppendorfer Baum – Klosterstern – U Hallerstraße – Harvestehude, Alsterchaussee – Bf. Dammtor – Stephansplatz – Gänsemarkt – Jungfernstieg – Rathausmarkt | 25/27 min | 20            | 60 min                | kein Betrieb       | kein Betrieb                        | Hochbahn                                         |
| 00606  | Rathausmarkt – Hauptbahnhof/ZOB – AK St. Georg – Mundsburger Brücke – Winterhude, Goldbekplatz – U Sierichstraße – Winterhuder Marktpl. – U Alsterdorf – Röntgenstraße – Hamburg Airport – Langenhorn Markt → Langenhorn Nord → Klinikum Nord (Heidberg) → Glashütte, Hans-Salb-Str. → Harksheide Süd → U Ochsenzoll → Klinikum Nord (Ochsenzoll) → Foorthkamp → Langenhorn Markt | 44/70 min | 33/54         | 60 min                | kein Betrieb       | kein Betrieb                        | Hochbahn                                         |
| 00607  | Reeperbahn – U St. Pauli – Rödingsmarkt (Großer Burstah) – Rathausmarkt – Hbf./Mönckebergstr. – AK St. Georg – Mundsburger Brücke – Mundsburg – Hamburger Str. – U Dehnhaide – U S Barmbek – AK Barmbek – U S Ohlsdorf – Fuhlsbüttel – EKZ Hummelsbüttel – Norbert-Schmid-Platz – Alte Landstraße (Nord) – S Poppenbüttel → Bergstedter Markt → U Volksdorf → Saseler Markt → AEZ → S Poppenbüttel | 62/88 min | 43/65         | 30 min                | kein Betrieb       | kein Betrieb                        | Hochbahn                                         |
| 00617  | U Kellinghusenstraße – Winterhuder Marktplatz | 71/46 min | 62/35         | 60 min                | kein Betrieb       | kein Betrieb                        | Hochbahn                                         |
| 00617  | Winterhuder Marktplatz – Wiesendamm – U S Barmbek – Habichtstr./Steilshooper Str. – Einkaufszentrum Steilshoop | 71/46 min | 62/35         | 30 min                | kein Betrieb       | kein Betrieb                        | Hochbahn                                         |
| 00617  | Einkaufszentrum Steilshoop – Steilshoop Ost, Borchertring | 71/46 min | 62/35         | 60 min                | kein Betrieb       | kein Betrieb                        | Hochbahn                                         |
| 00617  | Einkaufszentrum Steilshoop – Steilshooper Allee – Bramfelder Dorfplatz – Berner Chaussee – Karlshöhe – U Berne → Spitzbergenweg → Wildschwanbrook → Berner Str. → Alter Zollweg → Timmendorfer Str. → Rahlstedter Weg (Mitte) → U Farmsen → Neusurenland → Berner Heerweg → U Berne | 71/46 min | 62/35         | 60 min                | kein Betrieb       | kein Betrieb                        | Hochbahn                                         |
| 00627  | S Poppenbüttel – AEZ – Bergstedter Markt – Hoisbüttel – Ammersbek, Lehmkuhle – Timmerhorn → Delingsdorf → Bargteheide, Am Markt – Bf. Bargteheide | 25/28 min | 26            | kein Betrieb          | 60 min             | 60 min                              | VHH                                              |
| 00608  | Reeperbahn – U St. Pauli – Landungsbrücken – Baumwall – Rödingsmarkt (Großer Burstah) – Rathausmarkt – Hauptbahnhof/ZOB – Lübecker Str. – U Wartenau – Wandsbeker Chaussee – Wandsbek Markt – Ölmühlenweg – Friedhof Tonndorf – Bf. Tonndorf – Bf. Rahlstedt | 53 min    | 39            | 30 min                | kein Betrieb       | kein Betrieb                        | Hochbahn                                         |
| 00608  | Bf. Rahlstedt – Großlohe | 53 min    | 39            | 60 min                | kein Betrieb       | kein Betrieb                        | Hochbahn                                         |
| 00618  | Wandsbek Markt – Bf. Wandsbek – AK Wandsbek – Universität der Bundeswehr – Rodigallee (Ost) – Jenfeld-Zentrum – Jenfelder Str. – Berliner Platz – Kielkoppelstr. – Rahlstedt Ost, Sorenkoppel | 21/22 min | 22            | 60 min                | kein Betrieb       | kein Betrieb                        | Hochbahn                                         |
| 00668  | U Volksdorf – Ahrensburg, Dänenweg – U Ahrensburg Ost – Bf. Ahrensburg | 27/28 min | 17/21         | kein Betrieb          | 40 min             | 40 min                              | VHH                                              |
| 00609  | Bf. Altona – Reeperbahn – U St. Pauli – Rödingsmarkt (Großer Burstah) – Rathausmarkt – Hauptbahnhof/ZOB – Berliner Tor – U Burgstraße – U Hammer Kirche – U Rauhes Haus – Caspar-Voght-Str. – U Horner Rennbahn – U Billstedt – Kirchsteinbek – Mümmelmannsberg – Boberg – Mendelstr. – Korachstr. – Röpraredder – Binnenfeldredder – Lohbrügger Markt – Bf. Bergedorf | 75/78 min | 62/64         | 30 min                | kein Betrieb       | kein Betrieb                        | VHH                                              |
| 00609  | Bf. Bergedorf – Mohnhof – An der Pollhofbrücke – Speckenweg | 75/78 min | 62/64         | 60 min                | kein Betrieb       | kein Betrieb                        | VHH                                              |
| 00610  | S Holstenstraße – Reeperbahn – U St. Pauli – Rödingsmarkt (Großer Burstah) – Rathausmarkt – Hauptbahnhof/ZOB – Berliner Tor – U Burgstr. – U Hammer Kirche – U Rauhes Haus – Bauerberg – Horner Rampe – Washingtonallee – Kirchsteinbek – Mümmelmannsberg – Boberg – Grandkoppel – S Nettelnburg – Stadtteilschule Bergedorf – Bf. Bergedorf | 60/62 min | 48            | 30 min                | kein Betrieb       | kein Betrieb                        | VHH, Umbrella (Subunternehmen)                   |
| 00619  | U Billstedt – U Merkenstraße – Steinfurther Allee – Oststeinbek – Glinde Markt → Olande → Glinde, Schulzentrum → Glinde, Markt | 14/25 min | 14/23         | 60 min                | kein Betrieb       | kein Betrieb                        | VHH                                              |
| 00619  | U Steinfurther Allee – Oststeinbek – Glinde Markt → Olande → Neuschönningstedt, Haidkrug → Schönningstedt, Schule → Ohe, Kirche → Glinde, Schulzentrum → Glinde Markt → Oststeinbek → Schlangenkoppel → U Steinfurther Allee | 45 min    | 42            | kein Betrieb          | 60 min             | 60 min                              | VHH                                              |
| 00629  | (Ringlinie) Bf. Bergedorf → Nettelnburger Str. → Fanny-Lewald-Ring → S Allermöhe → Marie-Henning-Weg → Von-Scheliha-Str. → Margit-Zinke-Str. (Nord) → S Nettelnburg → Heckkaten → Bf. Bergedorf | 28 min    | 32            | 60 min                | kein Betrieb       | kein Betrieb                        | VHH, Umbrella (Subunternehmen)                   |
| 00649  | Bf. Bergedorf – Lohbrügger Markt – Binnenfeldredder – Max-Eichholz-Ring – Reinbek, Sachsenwald-EKZ – Schulzentrum – S Reinbek | 19/20 min | 22            | kein Betrieb          | 60 min             | 60 min                              | VHH                                              |
| 00640  | Rathausmarkt – Hbf/Mönckebergstr. – Billhorner Röhrendamm – Zweibrückenstr. – Wilhelmsburger Platz – Neuhöfer Str. (Ost) – Mengestr. – Rathaus Wilhelmsburg – Krieterstr. – Kirchdorfer Str. (Museum Elbinsel) – Am Callabrack – Kornweide – S Harburg Rathaus | 40/41 min | 31/32         | 30 min                | kein Betrieb       | kein Betrieb                        | Hochbahn                                         |
| 00641  | Reeperbahn – U St. Pauli – Rödingsmarkt (Großer Burstah) – Rathausmarkt – Hbf/Mönckebergstr. – Nagelsweg – ohne Halt – Bf. Harburg – S Harburg Rathaus | 75/77 min | 40/41         | 30 min                | kein Betrieb       | kein Betrieb                        | Hochbahn                                         |
| 00641  | S Harburg Rathaus – Eißendorfer Pferdeweg (Nord) – Krankenhaus Mariahilf – Bostelbek – Neuwiedenthaler Str. (Ost) – Rehrstieg – S Neuwiedenthal | 75/77 min | 40/41         | 60 min                | kein Betrieb       | kein Betrieb                        | Hochbahn                                         |
| 00641  | S Neuwiedenthal – Francoper Str. – Neugrabener Markt – S Neugraben – Schule Fischbek – Sandbek, Neckersstücken | 75/77 min | 40/41         | 60 min                | 60 min             | 60 min                              | Hochbahn                                         |
| 004210 | S Harburg Rathaus → Marmstorfer Weg (Nord) → Appelbütteler Weg → Vahrendorf → Sottorf → Leversen → Sieversen → Tötensen → Iddensen → Nenndorf → Dibbersen → Bf. Buchholz → Buchholz, ZOB | 53 min    | 43            | kein Betrieb          | Einzelfahrt        | Einzelfahrt                         | KVG                                              |
| 008810 | Bf. Bergedorf – Mohnhof – Pfingstberg – Wentorf – Neu Börnsen – Kröppelshagen – Dassendorf – Brunstorf – Bf. Schwarzenbek – Elmenhorst (RZ) – Klein Talkau – Talkau – Niendorf – Breitenfelde – Alt Mölln – Bf. Mölln – Mölln ZOB ab Mölln ZOB weiter als Linie 8710 über Fredeburg bis Ratzeburg, Demolierung | 68 min    | 42            | kein Betrieb          | 60 min 2 Fahrten   | 60 min 3 Fahrten                    | Autokraft                                        |
| 008890 | Bf. Bergedorf – Mohnhof – An der Pollhofsbrücke – Speckenweg – Börnsen – Escheburg – Geesthacht ZOB | 24/26 min | 22/23         | kein Betrieb          | 40 min             | 40 min                              | VHH                                              |

## Elektromobilität bei den Hamburger Bussen

### Seit Oktober 2014: elektrisch auf Linie 48/488

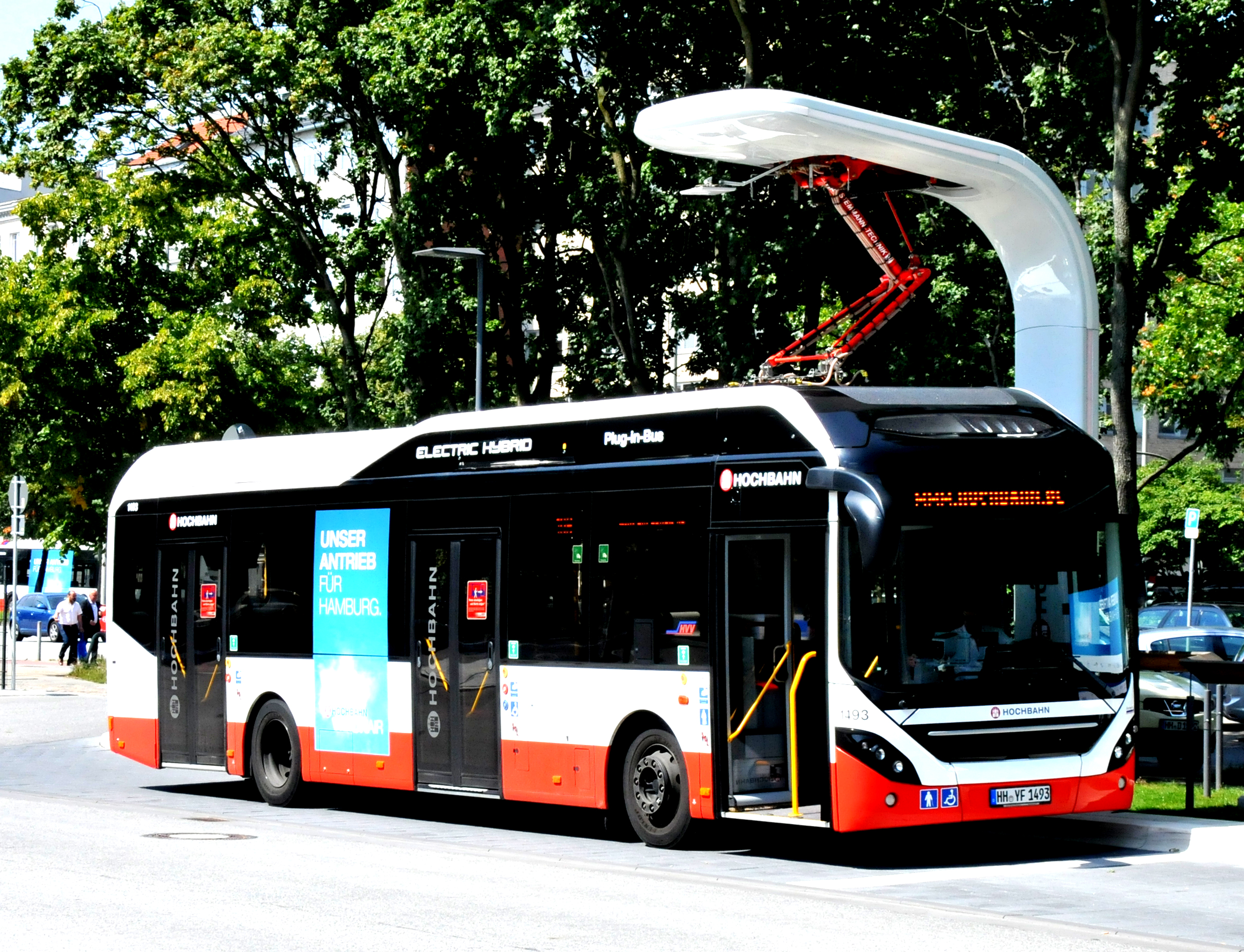
Volvo 7900 Electric Hybrid an der Ladestation in der Adenauerallee

Der erste reine Elektrobus in Hamburg (im 21. Jahrhundert) wird seit dem 29. Oktober 2014 von der VHH im Linienverkehr eingesetzt. Er fährt auf der 5,2 km langen, topographisch anspruchsvollen Midibus-Ringlinie 488 (bis 2018 Linie 48) durch die engen und steilen Straßen ab S-Bahnhof Blankenese. Es handelt sich um ein Fahrzeug des italienischen Herstellers Rampini, die elektrische Ausstattung stammt von Siemens. Der Bus hat eine Lithium-Ferrit-Batterie, die Akkus werden nachts auf dem VHH-Betriebshof in Schenefeld bei Hamburg vollständig geladen. Tagsüber sind mehrere kurze Nachladungen über Kabelverbindung am Bahnhofsvorplatz in Blankenese üblich – dort machen die Busse der Linie 488 nach drei Runden jeweils rund 20 Minuten Pause. Inzwischen wird dort noch ein zweiter Rampini-Elektrobus eingesetzt.

### Die Innovationslinie 109/19
Ab Dezember 2014 wurde die Buslinie 109 (jetzt Metrobuslinie 19) von der Hamburger Hochbahn als „Innovationslinie“ bezeichnet: Auf der knapp zehn Kilometer langen Linie, die werktäglich von 15.000 Fahrgästen benutzt wird, testete die Hochbahn verschiedene innovative Antriebe unter gleichen Rahmenbedingungen im täglichen Praxisbetrieb. Der Betreiber wollte dadurch einen Überblick über die Vor- und Nachteile der einzelnen Technologien gewinnen. Zum Vergleich standen folgende Bustypen: Brennstoffzellenbus, Batteriebus mit Brennstoffzelle als Range Extender, paralleler diesel-elektrischer Hybridbus, serieller diesel-elektrischer Hybridbus und Plug-in-Busse. Um Vergleiche mit herkömmlichen Dieselbussen zu erhalten, werden auch diese immer wieder in den Fahrzeugumlauf mit einbezogen.
Die Linie 19 beginnt am damals neuen Elektrobus-Terminal in der Nähe des ZOBs am Hamburger Hauptbahnhof, überquert am Jungfernstieg das Alsterfleet, verläuft auf der westlichen Seite der Alster nach Norden durch Harvestehude, überquert den Flusslauf der Alster an der Einmündung des Isebekkanals und führt von hier annähernd parallel zum östlichen Alsterufer durch Winterhude nach Alsterdorf.
Bei den Fahrzeugen handelte es sich beim Brennstoffzellen-Hybridbus u. a. um den Mercedes-Benz Citaro FuelCELL-Hybrid, beim Batteriebus mit Brennstoffzelle als Range-Extender um den Solaris Urbino electric, einen Gelenkbus von Solaris Bus & Coach.
Das Nachladen der Batterien geschieht am Elektrobus-Terminal in der Nähe des Zentralen Omnibusbahnhofs (ZOB). Hier ist auch die Ladeinfrastruktur (zwei Lademasten mit Pantographen und Trafohaus) für die Elektro-Hybrid- und Batteriebusse untergebracht. Die Stromversorgung erfolgt durch das Unterwerk der U3 Hauptbahnhof Süd. Zwei weitere Lademasten stehen an der anderen Endhaltestelle der Innovationslinie 19 in Alsterdorf.

### Elektrische Gelenkbusse für die Metrobuslinie 3
Nach dem erfolgreichen Einsatz der beiden akkuelektrischen Midibusse auf der früheren Linie 48 (heute 488) bestellte die VHH zwei rein elektrisch angetriebene Gelenkbusse vom belgischen Hersteller Van Hool. Der Einsatz war auf der meistfrequentierten Linie der VHH, der Metrobuslinie 3, vorgesehen. Der Einsatz im Fahrgastbetrieb begann ab Mitte 2017, zunächst als zusätzlicher Probebetrieb. Dieser Probeeinsatz führte allerdings nicht zur vollen Zufriedenheit des Verkehrsbetriebs, so dass diese Fahrzeuge zurückgegeben wurden. Die 18,6 m langen Busse wurden nachts auf dem VHH-Betriebshof in Schenefeld geladen, tagsüber erfolgten Zwischenladungen an der Endhaltestelle der Metrobuslinie 3 in Tiefstack und an der Haltestelle Stadionstraße in Lurup. Die elektrische Energie wird in einer Lithium-Ionen-Batterie mit einer Speicherkapazität von 215 kWh gespeichert. Der Antrieb des Fahrzeugs erfolgt durch zwei Elektromotoren mit einer Leistung von 160 kW.

### Zunehmend emissionsfrei
Nach einer Vorgabe des Hamburger Senats bestellen die beiden Hamburger Verkehrsunternehmen VHH und Hochbahn seit dem Jahr 2020 ausschließlich emissionsfreie Busse für die Buslinien in Hamburg, so dass schließlich – ab etwa 2033 – die gesamte Busflotte von heute rund 1500 Fahrzeugen emissionsfrei betrieben werden kann.
Die Verkehrsbetriebe Hamburg-Holstein (VHH) bestellten im Sommer 2017 weitere Busse mit Elektro-Antrieb: Nach europaweiter Ausschreibung wurde mit dem Fahrzeughersteller Sileo ein Vertrag über jeweils fünf Solo- und Gelenkbusse mit einer Reichweite von mindestens 250 Kilometern unterzeichnet. Die Busse sollten 2018 geliefert werden. Da diese Baureihe keine Zulassung für Deutschland erhielt, wurde der Vertrag storniert. Stattdessen werden seit 2019 Elektrobusse von Mercedes-Benz (eCitaro), MAN und Volvo beschafft.
Die Hamburger Hochbahn AG (HHA) vereinbarte im Jahr 2020 in Rahmenvereinbarungen mit den Firmen Daimler Buses (Mannheim), MAN Truck & Bus (München) und Solaris Bus & Coach (Posen), dass bis 2025 bis zu 530 Elektrobusse von diesen Unternehmen bezogen werden sollen.